# România
România este un stat situat în sud-estul Europei Centrale, pe cursul inferior al Dunării, la nord de peninsula Balcanică și la țărmul nord-vestic al Mării Negre. Numele României derivă din cuvântul latin Romanus, care înseamnă „cetățean al Romei”; regiunea a fost un avanpost al Imperiului Roman în secolul al II-lea d.Hr. Acest nume a fost adoptat în 1861, la doi ani după Unirea Principatelor Române, alegerea sa având și rolul de a sublinia moștenirea comună de origine latină a celor trei mari regiuni istorice, Țara Românească, Moldova și Transilvania, în contextul procesului lor treptat de unificare, desfășurat între mijlocul secolului al XIX-lea și începutul secolului al XX-lea (proces de unificare precedat de scurta unire între cele trei regiuni în anul 1600 sub Mihai Viteazul).
România este plasată geografic și în Europa de Est, Europa de Sud-Est respectiv parțial în Europa Centrală. Din punct de vedere geopolitic, România este un stat situat în Europa Centrală și de Est iar din punct de vedere cultural se încadrează parțial în conceptul de „Mitteleuropa” (i.e., Europa de mijloc sau Europa Centrală în limba germană) prin regiunile istorice Transilvania, Banat și Bucovina. Pe teritoriul ei este situată aproape toată suprafața Deltei Dunării și partea sudică și centrală a Munților Carpați. Se învecinează cu Bulgaria la sud, Serbia la sud-vest, Ungaria la nord-vest, Ucraina la nord și est și Republica Moldova la est, iar țărmul Mării Negre se găsește la sud-est.
De-a lungul istoriei, diferite porțiuni ale teritoriului de astăzi al României au fost în componența sau sub administrația Daciei, grecilor pontici (e.g., Histria, Tomis și Callatis), Imperiului persan Ahemenid, Imperiului Roman, goților, (mai precis vizigoților, i.e., Gutthiuda), gepizilor (i.e., Gepidia), hunilor, avarilor, cumanilor (i.e., Cumania), Imperiului Roman de Răsărit (sau Imperiul Bizantin), Moraviei Mari, Țaratului Bulgar, Rusiei Kievene (la un moment dat cu capitala la Prislav; ulterior Cnezatul Galiției-Volînia pe o parte semnificativă a teritoriului României), Țării Românești, Republicii Genova (i.e., coloniile genoveze din România), Republicii Venețiene (i.e., anumite colonii comerciale precum San Giorgio/Giurgiu și Barilla/Brăila), Principatului Moldovei, Imperiului Otoman, Imperiului Rus, Imperiului Habsburgic, Imperiului Austriac și, respectiv, Austro-Ungariei.
România a apărut ca stat, condus de Domnitorul Alexandru Ioan Cuza, în 1859, prin unirea dintre Moldova și Țara Românească, păstrând autonomia și statutul de stat tributar față de Imperiul Otoman, pe care-l aveau cele două principate. A fost recunoscută ca țară independentă 19 ani mai târziu. În 1918, în urma Primului Război Mondial, Transilvania, Banatul, Bucovina și Basarabia s-au unit cu Vechiul Regat formând România Mare, România dodoloață sau România interbelică, care a avut cea mai mare extindere teritorială din istoria țării (mai precis 295.641 km2).
În timpul celui de-Al Doilea Război Mondial (în 1940), România Mare (i.e., Regatul României extins după 1918), sub presiunea Germaniei Naziste, a cedat teritorii Regatului Ungariei (mai precis nord-estul Transilvaniei), Regatului Bulgariei Bulgariei (Cadrilaterul sau Dobrogea de Sud) și Uniunii Sovietice (Basarabia, Herța și Bucovina de Nord). După abolirea dictaturii lui Antonescu la 23 august 1944, România s-a retras din alianța cu Puterile Axei, trecând de partea Puterilor Aliate (Regatul Unit, Statele Unite, Franța și Uniunea Sovietică). Prin Tratatul de pace de la Paris semnat la 10 februarie 1947, din teritoriile cedate ale fostei Românii Mari, a fost recuperată doar Transilvania de Nord.
După înlăturarea regimului comunist instalat în România (1989) și după destrămarea Uniunii Sovietice (1991), statul a inițiat o serie de reforme economice și politice. După un deceniu de probleme economice, România a introdus noi reforme economice de ordin general (precum cota unică de impozitare, în 2005) și a aderat la alianța politico-militară NATO la 29 martie 2004 și la Uniunea Europeană la 1 ianuarie 2007.
România este o republică semiprezidențială. Este al nouălea stat după suprafața teritoriului (238.397 km²) și al șaselea după numărul populației (peste 19 milioane locuitori) dintre statele membre ale Uniunii Europene. Capitala țării, București, este și cel mai mare oraș al acesteia și al cincilea oraș din UE după populație (2,1 milioane locuitori în anul 2016). A fost rândul României să desemneze un oraș drept Capitală Europeană a Culturii, pentru 2007, fiind ales Sibiul, și pentru 2023, fiind aleasă Timișoara. România este membră a unor organizații internaționale, printre care: ONU din 1955, CoE din 1993, Uniunea Europeană de la 1 ianuarie 2007, NATO din 29 martie 2004, OSCE, OIF din 2003, Uniunea Latină din 1980, și unor instituții economice: Grupul Băncii Mondiale, FMI din 1972, BERD din 1991; și este candidată la aderarea la OCDE.

## Etimologie
Numele de „România” provine de la „român”, cuvânt derivat din latinescul romanus care semnifică cetățean al Romei.
Cel mai vechi indiciu referitor la existența numelui de „român” ar putea fi conținut de Cântecul Nibelungilor din secolul al XIII-lea: „Ducele Ramunch din țara Valahilor / cu șapte sute de luptători aleargă în întâmpinarea ei / ca păsările sălbatice, îi vedeai galopând”. Ramunch ar putea fi o transliterație a numelui „Român”, reprezentând în acest context un conducător simbolic al românilor.

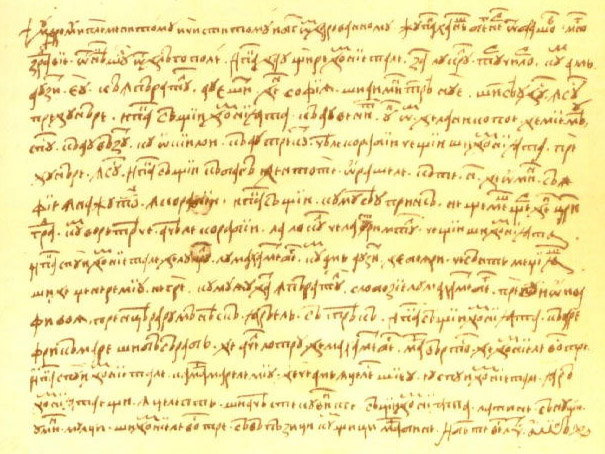
Scrisoarea lui Neacșu, cel mai vechi document conservat scris în limba română

Cele mai vechi atestări documentare ale termenului de „rumân/român” cunoscute în mod cert sunt conținute în relatări, jurnale și rapoarte de călătorie redactate de umaniștii renascentiști din secolul al XVI-lea care, fiind în majoritate trimiși ai Sfântului Scaun, au călătorit în Țara Românească, Moldova și Transilvania. Astfel, Tranquillo Andronico notează în 1534 că valahii „se numesc romani”. Francesco della Valle scrie în 1532 că valahii „se denumesc romani în limba lor”. Mai departe, el citează chiar și o scurtă expresie românească: „Sti rominest?”. Ferrante Capeci a relatat în 1584, după o călătorie prin Transilvania, că locuitorii români ai acestei provincii se numesc pe ei înșiși „români” (romanesci), fiind încredințați că au fost trimiși aici cei care erau osândiți să scoată din pământ metale. Pierre Lescalopier scrie în 1574 că cei care locuiesc în Moldova, Țara Românească și cea mai mare parte a Transilvaniei „se consideră adevărați urmași ai romanilor și-și numesc limba «românește», adică romana”.
Mărturii suplimentare despre endonimul de „rumân/român” furnizează și autori care au venit în mod prelungit în contact direct cu românii. Astfel, umanistul sas Johann Lebel relatează în 1542 că „românii […] se numesc pe ei înșiși «Romuini»”. Istoricul polonez Orichovius (Stanisław Orzechowski) scrie în 1554 că românii „se numesc pe limba lor romini după romani, iar pe limba noastră (poloneză) sunt numiți valahi, după italieni”, în timp ce primatul și diplomatul ungar Anton Verancsics scrie în 1570 că „românii se numesc romani”, iar eruditul iezuit Martin Szentiváni citează în 1699 expresii românești ca: „Sie noi sentem Rumeni” și „Noi sentem di sange Rumena”.
Cel mai vechi indiciu cunoscut asupra unei denumiri geografice cu mențiunea „rumânesc” este conținută de unele versiuni ale operei Getica de Iordanes: „... Sclavini a civitate nova et Sclavino Rumunense et lacu qui appellantur Mursianus...”. Denumirea Rumunense constituie o transliterație latinizantă a unei pronunții slave pentru „rumânesc”. Deși mențiunea Sclavino Rumunense s-a dovedit a fi apocrifă, ea fiind o interpolare ulterioară în textul lui Iordanes, relevanța ei istorică rămâne considerabilă, interpolarea neputând fi mai târzie de secolele al X-lea–al XI-lea. 

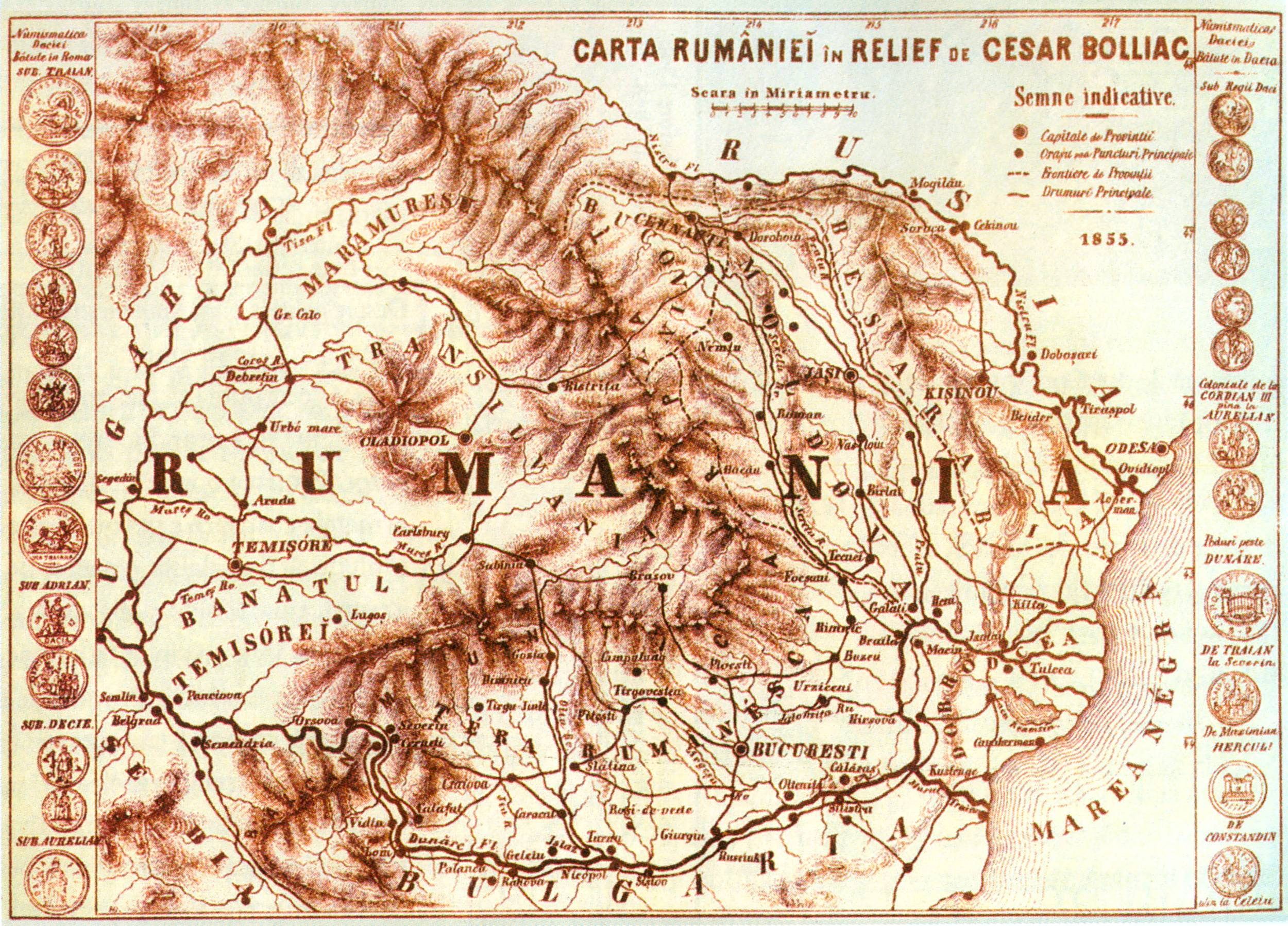
O hartă a ipoteticei Rumânii (România), datată 1855, realizată de Cezar Bolliac

Cea mai veche atestare documentară cunoscută a numelui de țară este Scrisoarea lui Neacșu din 1521, ce conține mențiunea cěra rumŭněskŭ (Țeara Rumânească).
Miron Costin insistă asupra denumirii de „român, adică roman” ce o poartă românii din Principatele Române. La fel, Constantin Cantacuzino explică pe larg în Istoria Țării Rumânești originile și semnificația denumirii de „român, românesc” dată Țărilor Române. Dimitrie Cantemir denumește în mod sistematic toate cele trei Principate locuite de români ca „Țări Românești”. Termenul de „România” în accepțiunea sa modernă este atestat documentar în al doilea deceniu al secolului al XIX-lea.
Până în secolul al XIX-lea au coexistat pentru spațiul dintre Nistru și Tisa denumirile de „Rumânia” și „România”, precum și două endonime, Român și Ruman, fiind folosite alternativ , forma scrisă cu „u” fiind predominantă până când evoluția sociolingvistică din secolul al XVII-lea a condus la diferențierea semantică a celor două forme: rumân care semnifica șerb/ supus la clacă, în timp ce termenul de român a păstrat sensul etnolingvistic inițial.
După desființarea iobăgiei în 1746, cuvântul rumân a căzut treptat din uz și ortografia s-a stabilizat la forma de român. Tudor Vladimirescu, lider revoluționar de la începutul secolului al XIX-lea, a folosit termenul Rumania să se refere exclusiv la principatul Țării Românești, Valahia.
Din termenul „rumân” s-a format la finele secolului XVIII exonimul modern a poporului român și a statului român în cazul principalelor limbi europene: „Rumänen/Rumänien” (germană), „Roumains/Roumanie” (franceză), „Rumanians/Rumania” (denumirea învechită din engleză), „Rumuni/Rumunija” (în sârbă; totuși, în cazul românilor timoceni s-a păstrat exonimul de „vlahi”, vechiul exonim al tuturor românilor, până în ziua de azi, chiar dacă se autodefinesc în limba maternă drept „rumâni”) etc. În ultimele decenii, în mai multe limbi s-a trecut la înlocuirea formei care derivă din „rumân” în cea care derivă din „român”. Astfel, în limba engleză forma „Rumania” a fost în locuită cu „Romania”. În limba italiană denumirea „Rumania” a fost înlocuită cu „Romania”, iar în limba portugheză se folosesc formele „Romenia” (pentru a desemna statul român) și „Romeno” pentru a desemna poporul român.

## Istorie
Prin istoria României se înțelege, în mod convențional, istoria regiunii geografice românești, a popoarelor care au locuit-o precum și a statului Român modern. Una dintre cele mai dezbătute probleme din istoriografia românească, problemă care de fapt indică însuși drumul parcurs de aceasta, este problema originilor. Astfel, originile românilor sunt disputate, existând mai multe teorii.

### Dacia și Imperiul Roman
Se consideră că triburile creatoare ale culturii bronzului pe teritoriul României aparțin grupului indo-european al tracilor. Strabon în „Geografia” menționa că geții aveau aceeași limbă cu tracii, iar dacii aceeași limbă cu geții. Totuși, prima relatare despre geți aparține lui Herodot. Cucerirea Daciei de către romani conduce la contopirea celor două culturi: daco-romanii sunt strămoșii poporului român. După ce Dacia a devenit provincie a Imperiul Roman s-au impus elemente de cultură și civilizație romană, inclusiv latina vulgară care a stat la baza formării limbii române.
Pe baza informațiilor din inscripția de la Dionysopolis și de la Iordanes, se știe că sub stăpânirea lui Burebista, ajutat de marele preot Deceneu, s-a format primul stat geto-dac. În anul 44 î.Hr., Burebista este asasinat de unul dintre slujitorii săi. După moartea lui, statul geto-dac se va destrăma în 4, apoi în 5 regate. Nucleul statal se menține în zona munților Șureanu, unde domnesc succesiv Deceneu, Comosicus și Coryllus. Statul centralizat dac va atinge apogeul dezvoltării sale sub Decebal. În această perioadă se mențin o serie de conflicte cu Imperiul Roman, o partea a statului dac fiind cucerită în 106 d.Hr. de împăratul roman Traian. Între anii 271-275 d.Hr. are loc retragerea aureliană.

### Perioada principatelor și Epoca fanariotă
În primul mileniu, peste teritoriul României au trecut valuri de popoare migratoare: goții în secolele al III-lea și al IV-lea, hunii în secolul al IV-lea, gepizii în secolul al V-lea, avarii în secolul al VI-lea, slavii în secolul al VII-lea, maghiarii în secolul al IX-lea, pecenegii, cumanii, uzii și alanii în secolele al X-lea – al XII-lea și tătarii în secolul al XIII-lea.

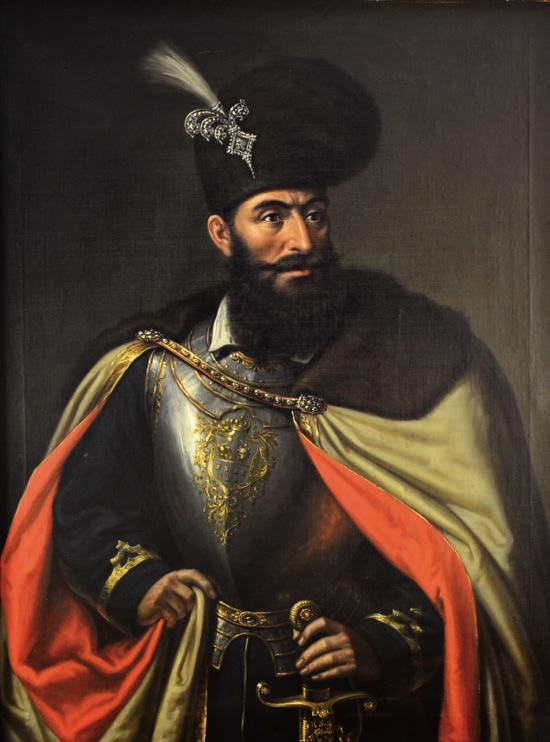
Mihai Viteazul

În secolul al XIII-lea sunt atestate primele cnezate la sud de Carpați. Mai apoi, în contextul cristalizării relațiilor feudale, ca urmare a creării unor condiții interne și externe favorabile (slăbirea presiunii ungare și diminuarea dominației tătarilor) iau ființă la sud și est de Carpați statele feudale de sine stătătoare Țara Românească (1310), sub Basarab I, și Moldova (1359), sub Bogdan I. Dintre domnitorii ce au avut un rol mai important pot fi amintiți: Alexandru cel Bun, Ștefan cel Mare, Petru Rareș și Dimitrie Cantemir în Moldova, Mircea cel Bătrân, Vlad Țepeș, Mihai Viteazul și Constantin Brâncoveanu în Țara Românească și Iancu de Hunedoara în Transilvania. Începând cu sfârșitul secolului al XV-lea cele două principate intră treptat în sfera de influență a Imperiului Otoman.
Transilvania, parte de-a lungul Evului Mediu a Regatului Ungariei, guvernată de voievozi, devine un principat de sine stătător, vasal Imperiului Otoman din 1526. La cumpăna secolelor al XVI-lea și al XVII-lea Mihai Viteazul domnește pentru o foarte scurtă perioadă de vreme peste o bună parte din teritoriul României de astăzi.
În secolul al XVIII-lea, Moldova și Țara Românească și-au păstrat în continuare autonomia internă, dar în 1711 și, respectiv, 1716, începe perioada domnitorilor fanarioți, numiți direct de Poartă din rândul familiilor nobile de etnici greci din Constantinopol. Prin încheierea pactului dualist în 1867, Transilvania și-a pierdut la scurtă vreme resturile autonomiei sale politice, fiind înglobată din punct de vedere politic și administrativ Ungariei.

### Unirea și Regatul României

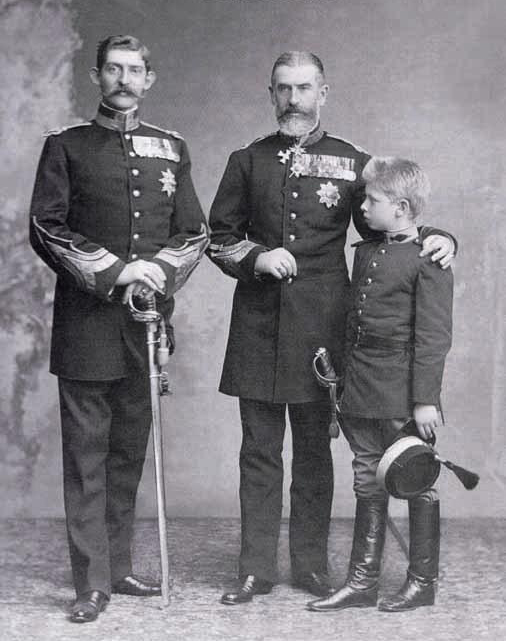
Regele Carol I cu nepotul său Ferdinand și cu fiul acestuia, Carol

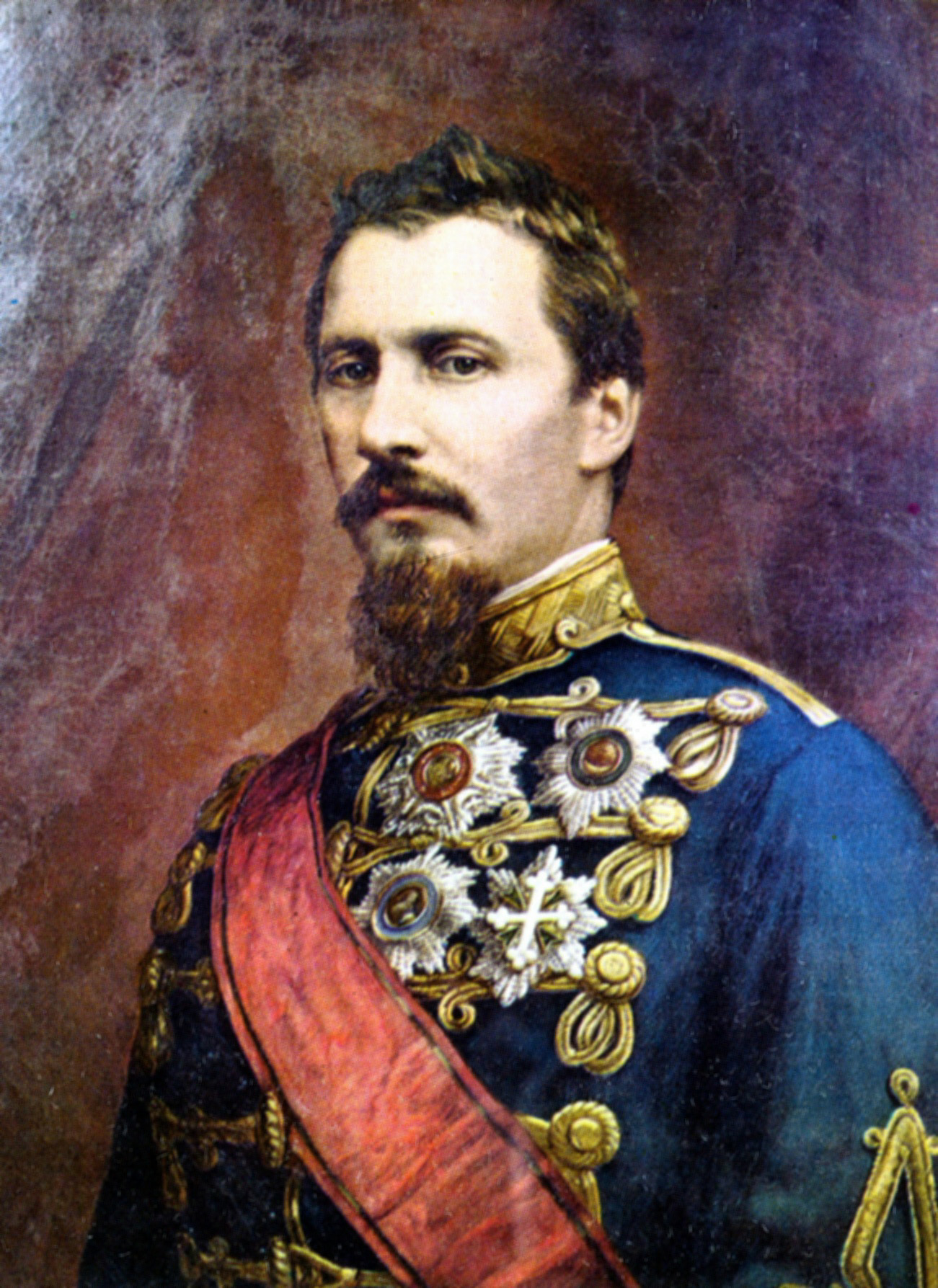
Alexandru Ioan Cuza

#### De la Mica Unire la Războiul cel Mare
Statul modern român a fost creat prin unirea principatelor Moldova și Muntenia (sau Țara Românească), acceptată ca structură federativă de Marile Puteri în urma Convenției de la Paris din 1858, și apoi cimentată după alegerea concomitentă ca domnitor în ambele state a unionistului Alexandru Ioan Cuza. După ce a efectuat numeroase reforme care au pus bazele modernizării statului, el a fost obligat în anul 1866, de către o largă coaliție a partidelor vremii, denumită și "Monstruoasa Coaliție", să abdice și să părăsească țara. Unirea a fost o vreme în pericol, dar oamenii politici ai vremii au reușit să-l aducă pe tronul princiar pe Carol de Hohenzollern-Sigmaringen, care a acceptat Constituția și a depus jurământul la 10 mai 1866. 11 ani mai târziu, în 1877, tot la 10 mai, România și-a proclamat independența, pe care a obținut-o pe câmpul de luptă, iar în 1881, în aceeași zi a anului, Carol a fost încoronat ca rege al României. În 1913, România a intrat în Al Doilea Război Balcanic împotriva Bulgariei, la capătul căruia a obținut Cadrilaterul. În anul 1914, regele Carol I moare, iar nepotul său, Ferdinand I, îl va succede la tron.

#### Primul Război Mondial și Marea Unire
În 1916, România a intrat în Primul Război Mondial de partea Antantei. Deși forțele române nu s-au descurcat bine din punct de vedere militar, până la sfârșitul războiului, Imperiul Austriac și Imperiul Rus s-au dezintegrat; Adunarea Națională în Transilvania, și Sfatul Țării în Basarabia și Bucovina și-au proclamat Unirea cu România, iar Regele Ferdinand I și Regina Maria au fost încoronați suverani ai tuturor românilor, la Alba Iulia, pe 15 octombrie 1922. Tratatul de la Versailles a recunoscut toate proclamațiile de unire în conformitate cu dreptul la autodeterminare stabilit de Declarația celor 14 puncte ale președintelui american Thomas Woodrow Wilson.

#### Perioada interbelică
După ce plecase din țară și renunțase la succesiunea tronului în 1925, Carol al II-lea a revenit, în 1930, și a uzurpat tronul fiului său; influențat de cercul de apropiați, denumit de istorici „Camarila regală”, a subminat treptat sistemul democratic, iar în 1938 și-a asumat puteri dictatoriale. Deși era de orientare pro-occidentală (în special anglofilă), Carol a încercat să împăciuiască forțele extremiste centrifuge prin numirea unor guverne naționaliste care au luat măsuri antisemite, cum ar fi guvernul Goga-Cuza și cel condus de patriarhul ortodox Miron Cristea.

#### Al Doilea Război Mondial: poziționări, pierderi teritoriale
În urma Pactului Ribbentrop-Molotov din 1939, România a acceptat în iunie 1940 pierderea Basarabiei, Bucovinei de Nord și Ținutului Herța în favoarea URSS. Necunoscând detaliile pactului sovieto-german, Carol a încercat să obțină o alianță cu Germania Nazistă, și l-a numit președinte al Consiliului de Miniștri pe Ion Gigurtu, care a declarat că va duce o politică nazistă pro-Axa Berlin–Roma, antisemită și fascist-totalitară. Între 4 iulie și 4 septembrie 1940, prin acceptarea arbitrajului lui Hitler asupra Transilvaniei (după ce Gigurtu a declarat la radio că România trebuie să facă sacrificii teritoriale pentru a justifica orientarea sa nazistă și aderarea totală a României la Axa Berlin–Roma), România a cedat Ungariei nordul Transilvaniei, inclusiv orașul Cluj. Vastele teritorii din Transilvania care au fost cedate de Ion Gigurtu Ungariei, conțineau importante resurse naturale, inclusiv mine de aur. Ion Gigurtu a început și negocierile de cedare a 8000 km2 din Dobrogea de sud în favoarea Bulgariei, negocieri întrerupte de Antonescu prin acceptarea necondiționată a cesiunii teritoriale.
Față de retragerea haotică din Basarabia, cedările teritoriale, nemulțumirea opiniei publice și protestele liderilor politici, regele Carol al II-lea a suspendat Constituția României din 1938 și l-a numit prim-ministru pe Generalul Ion Antonescu. Aceasta, sprijinit de Garda de Fier, a cerut regelui să abdice în favoarea fiului său, Mihai. Apoi, Antonescu și-a asumat puteri dictatoriale și a devenit președinte al consiliului de miniștri, autointitulându-se „Conducător” al statului.

#### Participarea la război
În 1941, ca aliat al Germaniei, România intră în Al Doilea Război Mondial, declarând război Uniunii Sovietice. O schimbare nu se întrezărește decât vag după înfrângerea de la Stalingrad si trecerea URSS de la defensivă la ofensivă.
La data de 23 august 1944, armata sovietică fiind deja în Moldova de nord încă din luna martie, Regele Mihai I l-a înlăturat prin forță pe mareșalul Ion Antonescu, care refuza semnarea armistițiului cu Națiunile Unite. În urma refuzului net al lui Antonescu, Regele Mihai I a dispus destituirea și arestarea mareșalului, iar România a trecut de partea Aliaților.

### România socialistă
La mai puțin de 3 ani de la ocuparea României de către sovietici, în 1947, Regele Mihai I a fost forțat să abdice și a fost proclamată Republica Populară Română — stat al "democrației populare". Regimul comunist instaurat, condus de Partidul Muncitoresc Român, și-a întărit poziția printr-o politică de tip stalinist de descurajare a oricărei opoziții politice și de schimbare a structurilor economico-sociale ale vechiului regim burghez. La începutul anilor 1960, guvernul român a început să-și afirme o anumită independență față de Uniunea Sovietică în politica externă, fără să renunțe însă la politica represivă (pe care o eticheta drept „cuceriri revoluționare”) în politica internă. În 1965 liderul comunist Gheorghe Gheorghiu-Dej a murit, după care România intră într-o perioadă de schimbări. După o scurtă luptă pentru putere, în fruntea partidului comunist a venit Nicolae Ceaușescu, care a devenit secretar general al Partidului Comunist Român în 1965, președinte al Consiliului de Stat în 1967 și președinte al Republicii Socialiste România în 1974. Conducerea lungă de câteva decenii a președintelui Nicolae Ceaușescu a devenit din ce în ce mai autoritară în anii 1980.

### România după 1989
În contextul căderii comunismului în toată Europa de Est, un protest început la mijlocul lunii decembrie 1989 la Timișoara s-a transformat rapid într-un protest național împotriva regimului politic comunist, înlăturându-l pe Nicolae Ceaușescu de la putere.
Un consiliu interimar format din personalități ale vieții civile și foste oficialități comuniste a preluat controlul guvernului, iar Ion Iliescu a devenit președintele provizoriu al țării. Noul guvern a revocat multe din politicile autoritare comuniste și a închis câțiva dintre conducătorii regimului comunist.
În mai 1990 s-au organizat alegeri ale partidelor pentru legislatură și președinție. Iliescu a fost ales președinte, iar partidul său, Frontul Salvării Naționale, a câștigat controlul legislativ. Petre Roman a devenit prim-ministru. Alegerile însă nu au pus punct demonstrațiilor antiguvernamentale. Dezlănțuirile minerilor au dus la demiterea guvernului Roman în septembrie 1991. În octombrie, fostul ministru de finanțe Theodor Stolojan i-a urmat lui Roman ca prim-ministru și a format un nou cabinet. În alegerile naționale din 1992, Ion Iliescu și-a câștigat dreptul la un nou mandat. Cu sprijin parlamentar de la partidele parlamentare naționaliste PUNR, PRM și fostul partid comunist PSM, a fost format un guvern în noiembrie 1992, condus de prim-ministrul Nicolae Văcăroiu.
Emil Constantinescu din coaliția electorală Convenția Democrată Română (CDR) l-a învins în 1996 pe președintele Iliescu, după un al doilea scrutin și l-a înlocuit la șefia statului. Victor Ciorbea a fost numit prim-ministru. Ciorbea a rămas în această funcție până în martie 1998, când a fost înlocuit de Radu Vasile și mai târziu de Mugur Isărescu. Alegerile din 2000 au fost câștigate de PSD și Ion Iliescu, iar Adrian Năstase a fost numit prim-ministru. În 2004, alegerile l-au dat învingător pe Traian Băsescu în funcția de Președinte al statului, în fruntea unei coaliții formată din PNL și PD, alături de UDMR și PUR, iar în funcția de prim-ministru a fost numit Călin Popescu Tăriceanu.
Din 2004 România este membru NATO, iar din 2007 a devenit membră a Uniunii Europene. În urma alegerilor legislative din noiembrie 2008, Partidul Democrat-Liberal a obținut cele mai multe mandate, fiind urmat de alianța dintre PSD și PC, PNL și UDMR. Ulterior se formează un guvern de alianță, între PSD+PC și PD-L, condus de Emil Boc, pentru ca din decembrie 2009, în urma votului Parlamentului, PD-L, UDMR și grupul parlamentar al independenților (devenit UNPR) să alcătuiască cabinetul Boc 2. Obligat să facă reduceri masive de cheltuieli bugetare din cauza unei crize financiare mondiale⁠(d), guvernul a devenit deosebit de nepopular și a demisionat, iar succesorul său a fost înlăturat de la putere de Parlament în 2012, după doar două luni de mandat. Deși nu a reușit să-l demită prin referendum în vara acelui an, majoritatea nou-formată, condusă de PSD, i-a impus președintelui guvernele conduse de Victor Ponta. După o scurtă perioadă cu un guvern neutru politic, PSD a revenit la guvernare după alegerile din 2016, dar acțiunile lor de limitare și frânare a eforturilor de combatere a corupției au fost întâmpinate cu proteste de stradă.

## Geografie

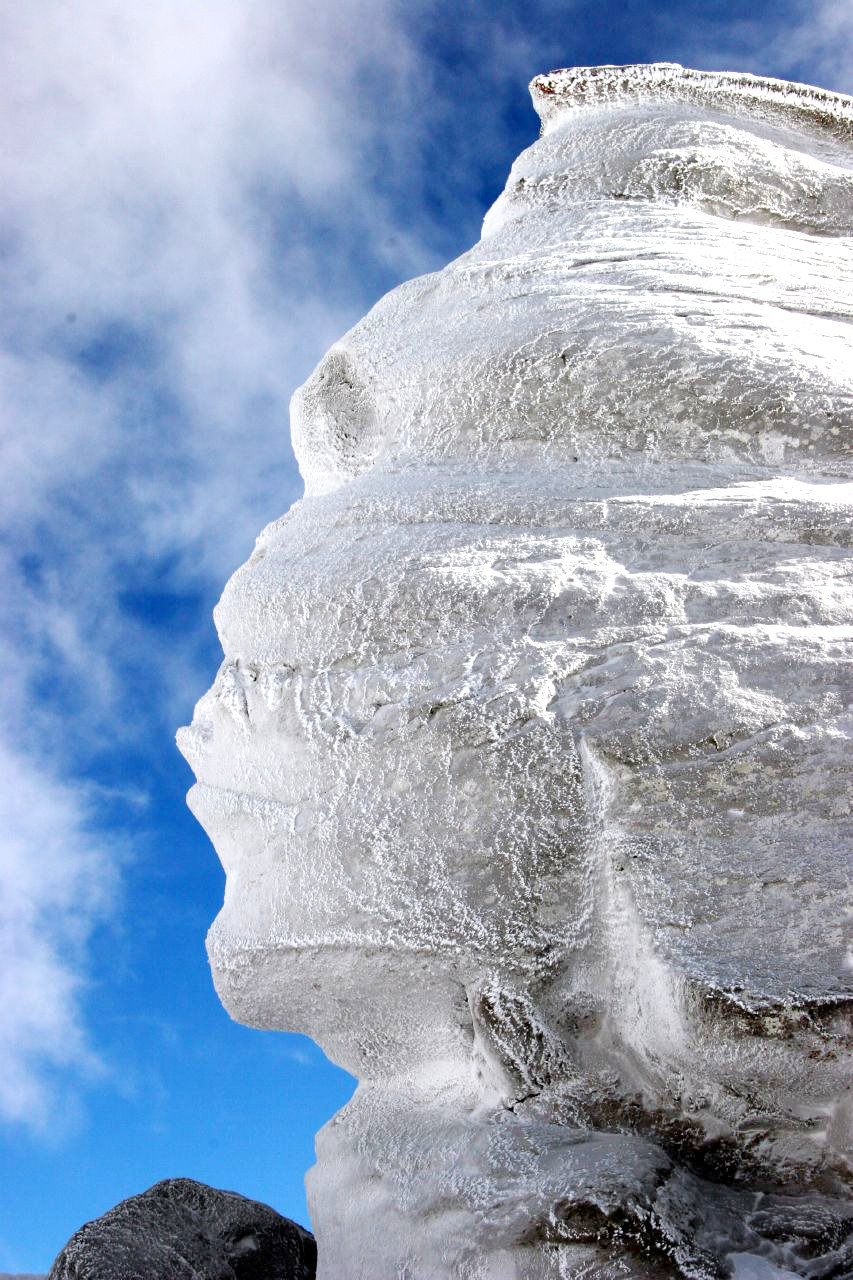
Sfinxul din Bucegi, aflat pe platoul Munților Bucegi, la 2216 metri altitudine, măsoară 8 metri în înălțime și 12 metri în lățime.

Teritoriul actual al României cuprinde o zonă aproximativă denumită „spațiul carpato-danubiano-pontic”, deoarece România se suprapune unui sistem teritorial european, conturat după forma cercului Carpaților Românești și a regiunilor limitrofe impuse și subordonate complementar Carpaților, fiind mărginită în partea de sud de fluviul Dunărea, iar în partea de est de Marea Neagră.
România este situată în emisfera nordică, la intersecția paralelei 45° latitudine nordică și meridianului de 25° longitudine estică, iar în Europa în partea central sud-estică, la distanțe aproximativ egale față de extremitățile continentului european. România se învecinează la nord cu Ucraina, granița de sud este formată cu Bulgaria (o mare parte fiind frontieră acvatică, cu Dunărea), în vest cu Ungaria, în sud-vest cu Serbia, iar în est cu Republica Moldova (formată în totalitate de Prut). Frontierele României se întind pe 3150 km, din care 1876 km au devenit, în 2007, granițe externe ale Uniunii Europene (spre Serbia, Moldova și Ucraina), în timp ce cu Marea Neagră, granița formată are o lungime de 194 km pe platforma continentală (245 km de țărm). Suprafața României este de 238 391 km², la care se adaugă 23 700 km² din platforma Mării Negre.

### Relief

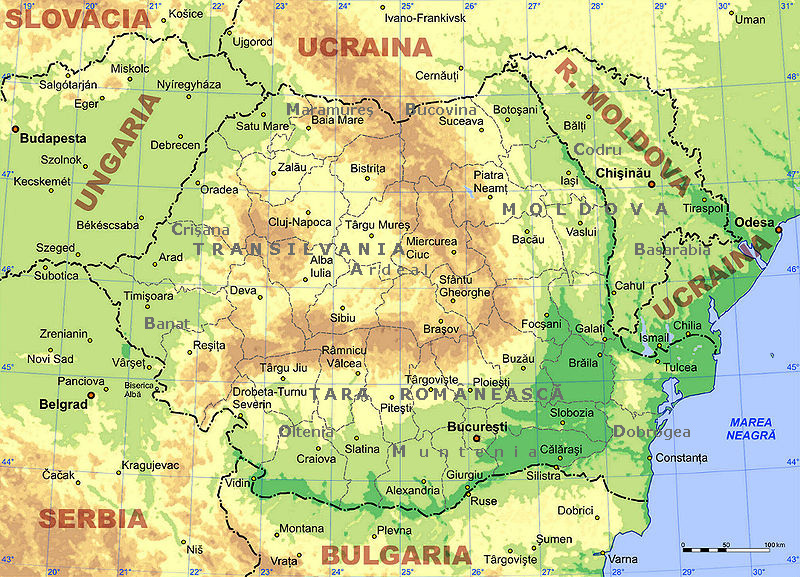
Hartă topografică a României

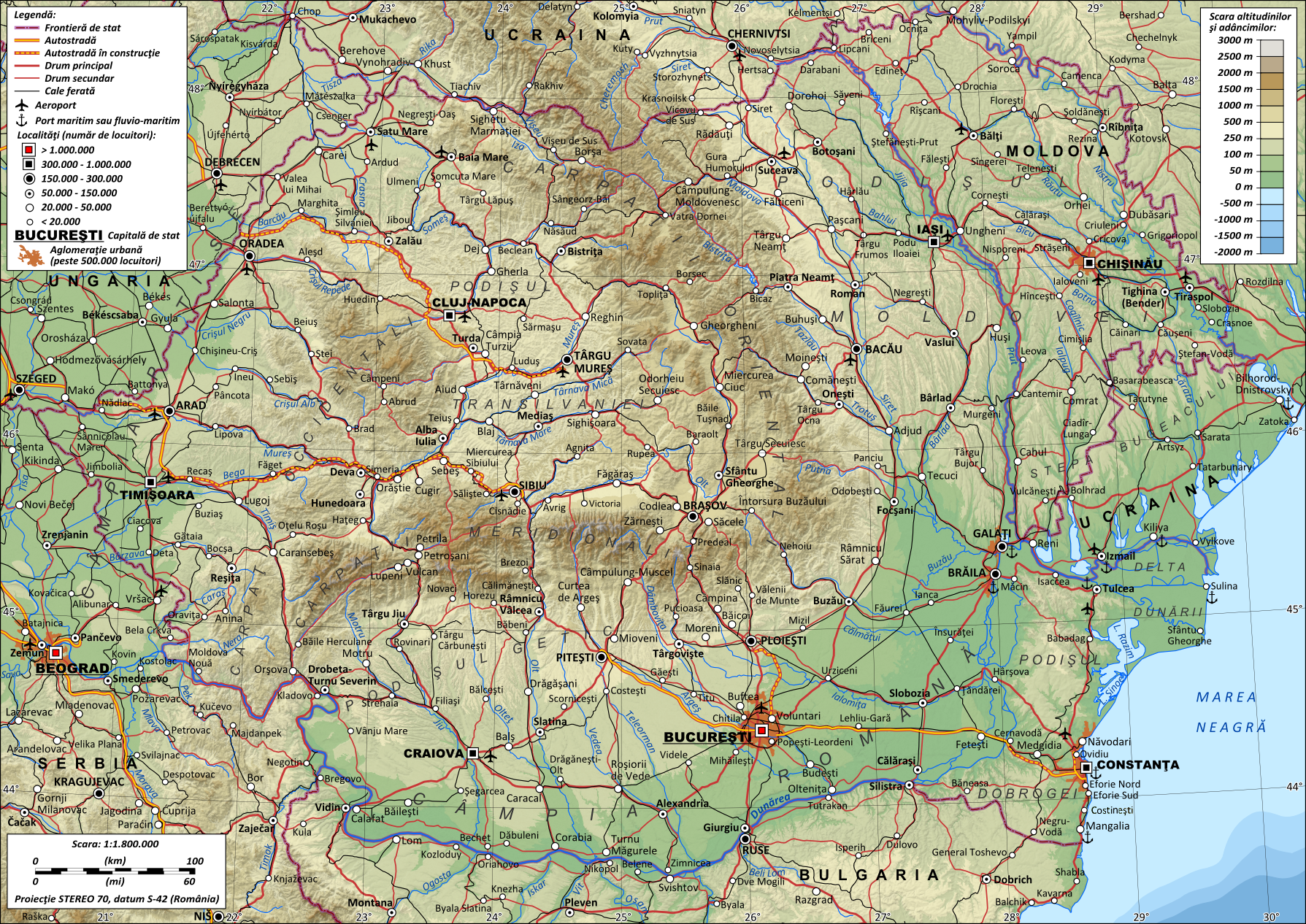
Harta generală a României

Relieful României este caracterizat prin patru elemente: varietate, proporționalitate, complementaritate și dispunere simetrică, dat fiind numărul mare de forme de relief, repartiția aproximativ egală a principalelor unități de relief (35% munți, 35% dealuri și podișuri și 30% câmpii) și gruparea reliefului. Carpații Românești se extind ca un inel, ce închide o mare depresiune în centrul țării, cea a Transilvaniei. Sunt munți cu altitudine mijlocie, fragmentați, cu un etaj alpin, pășuni alpine și întinse suprafețe de eroziune, a căror altitudine maximă se atinge în vârful Moldoveanu (din Munții Făgăraș), la 2 544 de metri. Pe teritoriul României, Munții Carpați au o lungime de 910 km.
La exterior Munților Carpați se află un inel de dealuri — Subcarpații și Dealurile de Vest — locurile cele mai populate, datorită bogatelor resurse de subsol (petrol, cărbuni, sare) și condițiilor favorabile culturii viței-de-vie și pomilor fructiferi. În est și sud se extind trei mari podișuri (Moldovei, Dobrogei și Getic), dar și Podișul Mehedinți, în timp ce în sud și vest se întind două mari câmpii, Câmpia Română (îngustată spre est) și Câmpia de Vest.
Delta Dunării este cea mai joasă regiune a țării, sub 10 m altitudine, cu întinderi de mlaștini, lacuri și stuf. Ceva mai înălțate sunt grindurile fluviale și maritime (Letea, Caraorman, Sărăturile) pe care se grupează satele de pescari. Este un teritoriu descris din Antichitate de numeroși oameni de știință ai vremurilor, printre care Herodot, Strabon, Ptolemeu sau Plinius cel Bătrân. Delta Dunării a fost introdusă în lista patrimoniului mondial al UNESCO în 1991 ca rezervație naturală a biosferei.
România beneficiază de toate tipurile de unități acvatice: fluvii și râuri, lacuri, ape subterane, ape marine. Particularitățile hidrografice și hidrologice ale României sunt determinate, în principal, de poziția geografică a țării în zona climatului temperat-continental și de prezența arcului carpatic. Factorul antropic a contribuit la unele modificări ale acestor particularități.

### Faună și floră

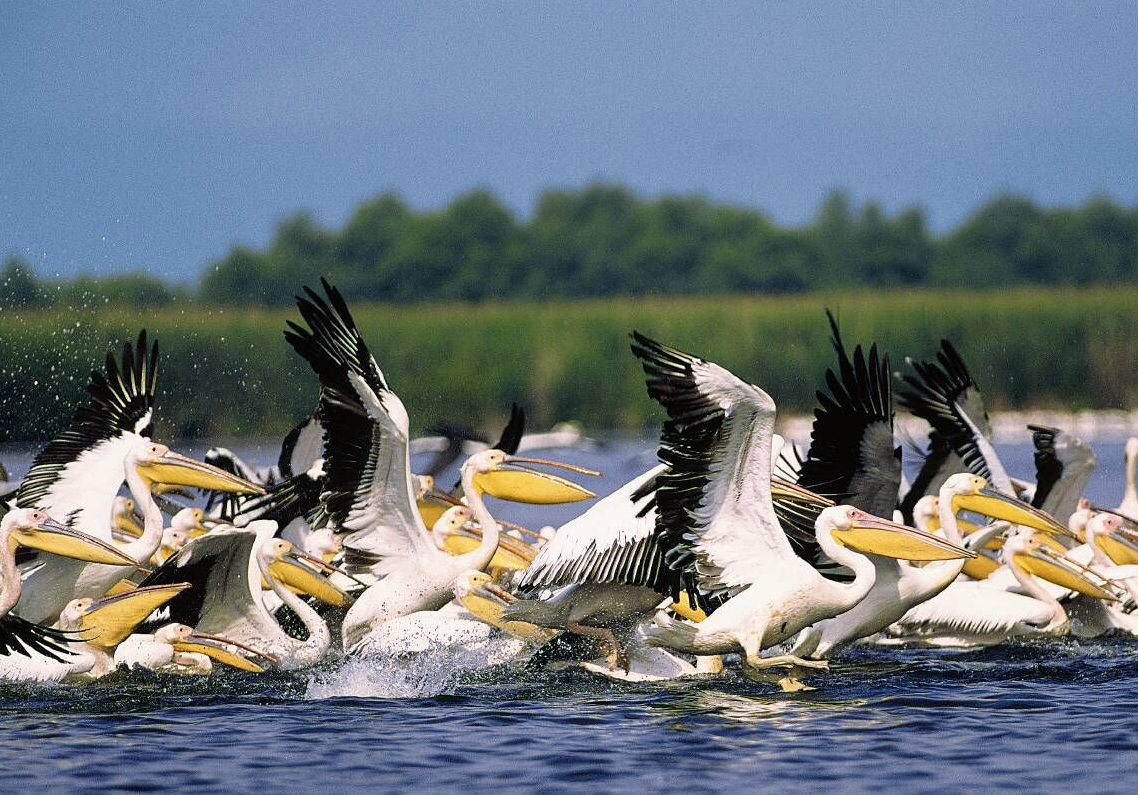
Pelicani zburând deasupra Dunării în Deltă

Pe teritoriul României au fost identificate 3700 de specii de plante din care până în prezent 23 au fost declarate monumente ale naturii, 74 dispărute, 39 periclitate, 171 vulnerabile și 1253 sunt considerate rare. Cele trei mari zone de vegetație în România sunt zona alpină, zona de pădure și zona de stepă. Vegetația este distribuită etajat, în concordanță cu caracteristicile de sol și climă, dar și în funcție de altitudine, astfel: stejarul, gârnița, teiul, frasinul (în zonele de stepă și dealuri joase); fagul, gorunul (între 500 și 1200 de metri); molidul, bradul, pinul (între 1200 și 1800 de metri); ienupărul, jneapănul și arborii pitici (într 1800 și 2000 de metri); pajiștile alpine formate din ierburi mărunte (peste 2000 de metri). În largul văilor mari, datorită umezelii persistente, apare o vegetație specifică de luncă, cu stuf, papură, rogoz și adesea cu pâlcuri de sălcii, plopi și arini. În Delta Dunării predomină vegetația de mlaștină.
Fauna României este în special repartizată în funcție de vegetație. Astfel, pentru etajul stepei și silvostepei sunt specifice următoarele specii: iepurele, hârciogul, popândăul, fazanul, dropia, prepelița, crapul, carasul, știuca, șalăul, somnul; pentru etajul pădurilor de foioase (stejar și fag): mistrețul, lupul, vulpea, mreana, ciocănitoarea, cinteza; pentru etajul pădurilor de conifere: păstrăvul, lostrița, râsul eurasiatic, cerbul, iar specifice faunei alpine sunt caprele negre și vulturii pleșuvi.
În particular, Delta Dunării este sălașul a sute de specii de păsări, incluzând pelicani, lebede, gâște sălbatice și păsări flamingo, protejate de lege (așa cum sunt de altfel și porcii sălbatici și lincșii). De asemenea Delta reprezintă un popas sezonal pentru păsările migratorii. Câteva dintre speciile rare de păsări aflate în zona Dobrogei sunt pelicanul creț, cormoranul mic, lopătarul, gâsca cu piept roșu și gârlița mare, dar și lebăda de iarnă.

### Climă

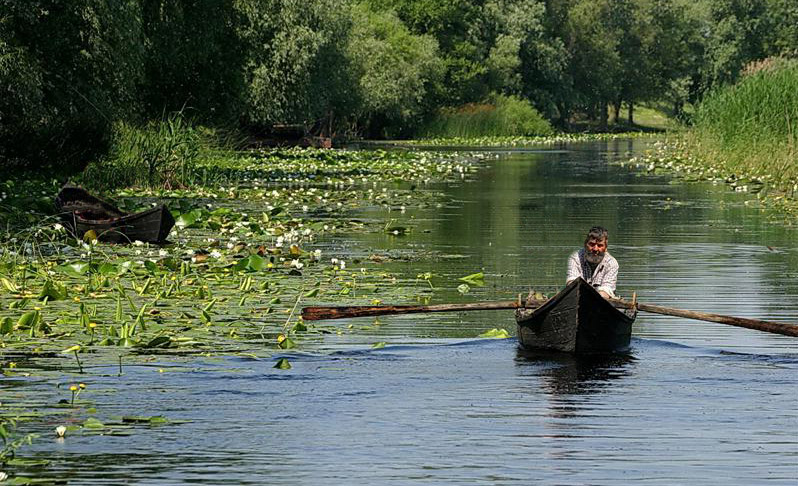
Delta Dunării

Clima României este determinată în primul rând de poziția sa pe glob, precum și de poziția sa geografică pe continentul european. Aceste particularități conferă climei un caracter temperat continental cu nuanțe de tranziție.
Extinderea teritoriului țării pe aproape 5° de latitudine impune diferențieri mai mari între sudul și nordul țării în ceea ce privește temperatura decât extinderea pe circa 10 °C de longitudine, astfel dacă temperatura medie anuală în sudul țării se ridică la circa 11 °C, în nordul țării, la altitudini comparabile, valorile acestui parametru sunt mai coborâte cu circa 3 °C. Între extremitatea vestică și cea estică a teritoriului național, diferența termică se reduce la 1 °C (10 °C în vest, 9 °C în est).
Relieful țării are un rol esențial în delimitarea zonelor și etajelor climatice. Munții Carpați formează o barieră care separă climatele continentale aspre din est de cele din vest de tip oceanic și adriatic. În concluzie, clima României este una de tip temperat-continentală, cu patru anotimpuri și este marcată de influențe ale climatelor stepice din est, adriatice din sud-vest, oceanice din vest și nord-vest, păstrându-și totuși identitatea climatului carpato-ponto-danubian.
Precipitațiile sunt moderate, variind de la insuficienta cantitate de 400 mm din Dobrogea la 500 mm în Câmpia Română și până la 600 mm în cea de Vest. Odată cu altitudinea, precipitațiile cresc, depășind pe alocuri 1000 mm pe an.
Primele înregistrări climatice în România s-au făcut odată cu înființarea Institutului Meteorologic Central (în 1884) și cu apariția lucrărilor elaborate de Ștefan Hepites. După 1960 are loc o dezvoltare a rețelei de stații meteorologice, apărând și importante lucrări referitoare la caracteristicile climatice ale spațiului montan, litoral, urban, rural, etc.

## Demografie
- 1899: |||||| ▬ 5.956.690 locuitori
- 1912: ||||||| ▲ 7.234.919 locuitori
- 1930: |||||||||||||||||| ▲ 18.057.028 locuitori
- 1941: |||||||||||||| ▼ 13.535.757 locuitori
- 1948: |||||||||||||||| ▲ 15.872.624 locuitori
- 1956: ||||||||||||||||| ▲ 17.489.450 locuitori
- 1966: ||||||||||||||||||| ▲ 19.103.163 locuitori
- 1977: |||||||||||||||||||||| ▲ 21.559.910 locuitori
- 1992: ||||||||||||||||||||||| ▲ 22.810.035 locuitori
- 2002: |||||||||||||||||||||| ▼ 21.698.181 locuitori
- 2011: |||||||||||||||||||| ▼ 20.121.641 locuitori[138]

     Urban (53,93%)
     Rural (46,07%)

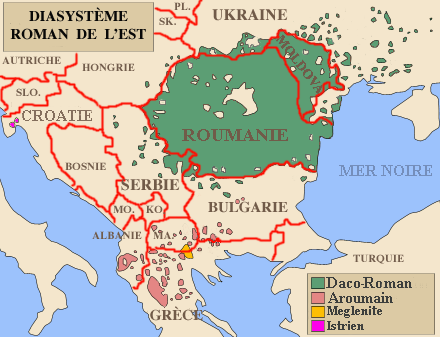
Răspândirea celor patru "limbi romane orientale" sau "dialecte ale limbii române" (conform celor două puncte de vedere prezente printre lingviști)

Conform recensământului din 2011, România are o populație de 20 121 641 de locuitori, iar sporul natural este negativ. Populația scade astfel, și din cauza acestuia, dar și din cauza migrației negative. Astfel, raportul Eurostat din 2014 arăta că România era țara din Uniunea Europeană cu cea mai abruptă scădere demografică între 1994 și 2014, deși vârsta mediană, de 40,8 ani, era încă sub media europeană de 42,2. Același raport arată că România se află pe ultimul loc în UE la suprafața medie a locuințelor în mediul urban (circa 40 m²), dar și pe primul loc la procentajul locuințelor folosite de proprietarii lor în totalul locuințelor (94,7%).
Principalul grup etnic în România îl formează românii. Ei reprezintă, conform recensământului din 2011, 88,9% din numărul total al populației. După români, următoarea comunitate etnică importantă este cea a maghiarilor, care reprezintă 6,1% din populație, respectiv un număr de aproximativ 1 200 000 de cetățeni. După datele oficiale, în România trăiesc 665 000 de romi. Alte comunități importante sunt cele ale germanilor, ucrainenilor, lipovenilor, turcilor, tătarilor, sârbilor, slovacilor, bulgarilor, croaților, grecilor, rutenilor, evreilor, cehilor, polonezilor, italienilor și armenilor. Din cei 745 421 de germani câți erau în România în 1930, în prezent au mai rămas aproximativ 60 000. De asemenea, în 1924, în Regatul României erau 796 056 de evrei, însă la recensământul din 2002 au fost numărați 6 179.

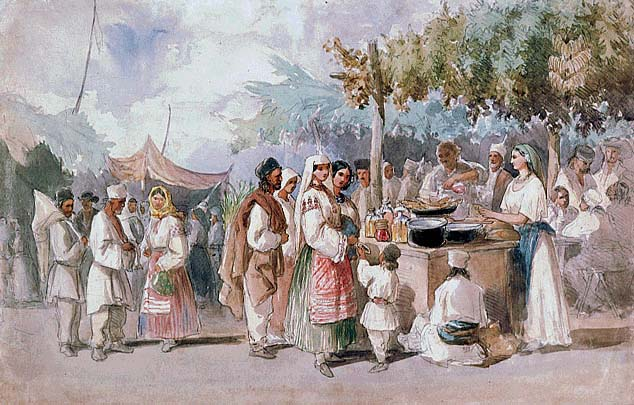
Târgul Drăgaica – Carol Popp de Szathmáry

Numărul românilor ori al persoanelor cu strămoși născuți în România care trăiesc în afara granițelor țării este de aproximativ 12 milioane. Puțin timp după revoluția din decembrie 1989, populația României a fost de peste 23 000 000 de locuitori, însă, începând cu 1991, aceasta a intrat într-o tendință de scădere treptată,. Acest fapt se datorează liberei circulații în statele din afara granițelor României, dar și ratei natalității destul de scăzute.

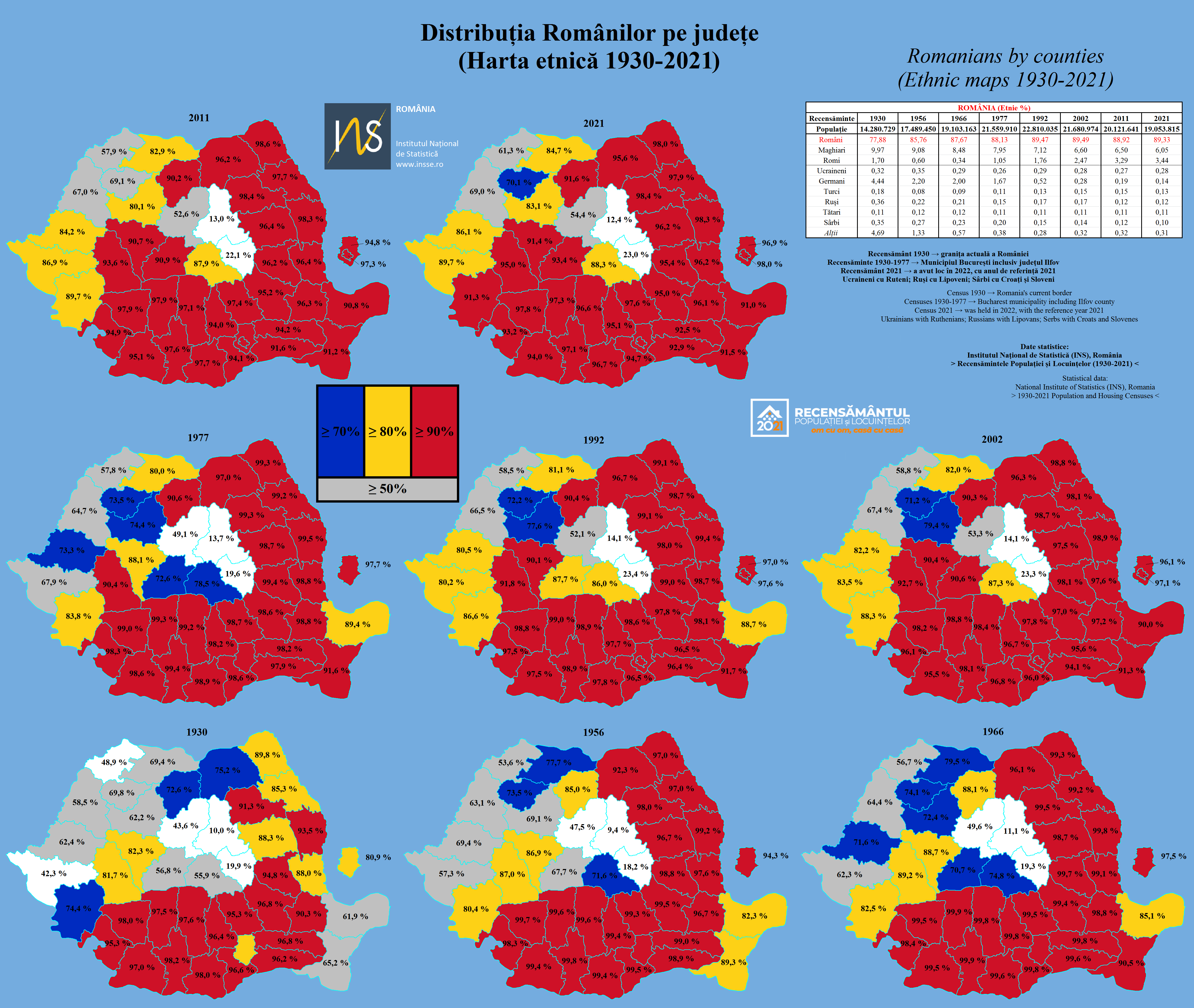
Românii pe județe
(Recensăminte 1930–2021)

Limba oficială a României este limba română ce aparține grupei limbilor romanice de est și este înrudită cu italiana, franceza, spaniola, portugheza, catalana și, mai departe, cu majoritatea limbilor europene. Româna este limba cu cel mai mare număr de vorbitori nativi ce reprezintă 91% din totalul populației României, fiind urmată de limbile vorbite de cele două minorități etnice principale, maghiarii și romii. Astfel, maghiara este vorbită de un procent de 6,5% iar romani de respectiv 1,2% din numărul total al populației țării. Până în anii '90, în România a existat o numeroasă comunitate de vorbitori de limbă germană, reprezentată în cea mai mare parte de sași. Deși cei mai mulți dintre membrii acestei comunități au emigrat în Germania, au rămas totuși în prezent într-un număr semnificativ de 45 000 de vorbitori nativi de limbă germană în România. În localitățile unde o anumită minoritate etnică reprezintă mai mult de 20% din populație, limba respectivei minorități poate fi utilizată în administrația publică și în sistemul judiciar. Engleza și franceza sunt principalele limbi străine predate în școlile din România. Limba engleză este vorbită de un număr de 5 milioane de români în timp ce franceza de circa 4-5 milioane, iar germana, italiana și spaniola de câte 1-2 milioane fiecare. În trecut, limba franceză era cea mai cunoscută limbă străină în România, însă începând cu 1990 engleza câștigat teren reușind să declaseze franceza de pe primul loc. De obicei, cunoscătorii de limbă engleză sunt în special tinerii și persoanele de vârstă medie. În orice caz, România este din 1990 membru cu drepturi depline a Francofoniei, iar în 2006 a găzduit la București un important summit al acestei organizații. Limba germană este predată în special în Banat, Transilvania și Bucovina datorită tradițiilor ce s-au păstrat în această regiune din timpul dominației austro-ungare.

### Religie

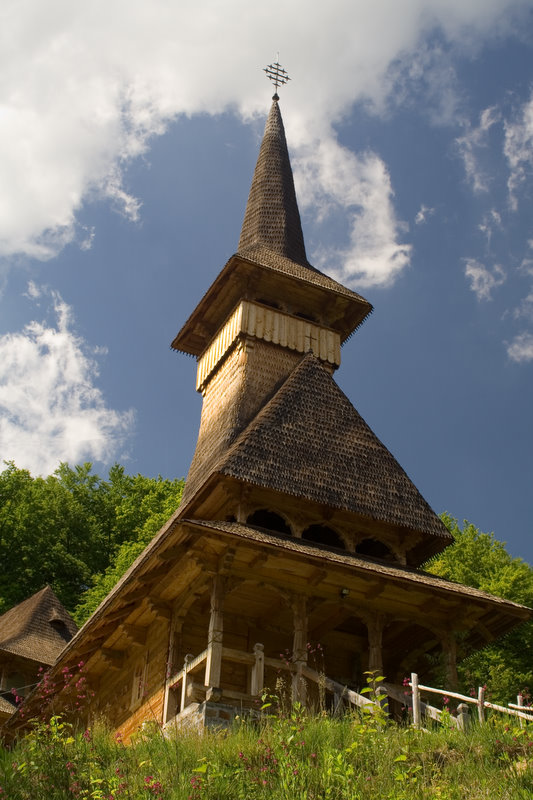
Mănăstirea „Sfânta Ana” – Rohia, Maramureș

Viața religioasă în România se desfășoară conform principiului libertății credințelor religioase, principiu enunțat la articolul 29 din Constituția României, alături de libertatea gândirii și a opiniilor. Chiar dacă nu se definește explicit ca stat laic, România nu are nicio religie națională, respectând principiul de secularitate: autoritățile publice sunt obligate la neutralitate față de asociațiile și cultele religioase.
Biserica Ortodoxă Română este instituția religioasă din România cu cel mai mare număr de credincioși. Biserica Ortodoxă, cu tradiții de aproape două milenii, are rădăcini adânci în domeniul cultural și social din România. Ea este o biserică autocefală care se află în comuniune cu celelalte biserici ortodoxe. Cea mai mare parte a populației României, respectiv 86,45%, s-a declarat ca fiind de confesiune creștin ortodoxă, conform recensământului din 2011,. Ponderea comunităților religioase aparținătoare altor ramuri ale creștinismului este următoarea: romano-catolici (4,62%), reformați (3,19%), penticostali (1,92%), români uniți (0,8%) și baptiști (0,6%). Astfel, populația creștină din România reprezintă 99,5% din totalul populației țării. În Dobrogea există și o minoritate islamică compusă majoritar din turci și tătari. Credincioșii musulmani din România sunt în număr de circa 70.000, dintre care 85% trăiesc în județul Constanța, 12% în județul Tulcea, iar restul în diferite centre urbane ca: București, Brăila, Galați, Călărași, Giurgiu, Oltenița, Drobeta-Turnu Severin etc. De asemenea, la recensământul din 2011, în România existau 3.519 de persoane de religie mozaică, 20.743 de atei și 18.917 persoane fără religie. Rata ateismului este în creștere, însă și așa, aceasta este una dintre cele mai scăzute din lume. 59% dintre atei locuiesc în București sau în alte orașe mari și foarte mari. Un cult relativ nou, recunoscut oficial abia în anul 2000, este reprezentat de Martorii lui Iehova. Acesta atrage din ce în ce mai mulți adepți în fiecare an. La recensământul din 2011, 49.820 de persoane (aproximativ 0,26% din populația României) făceau parte din acest cult.
Până la Unirea din 1918, cea mai mare parte a populației din Transilvania era formată din credincioși ai Bisericii Române Unite cu Roma, ca urmare a trecerii unei mari părți a românilor, până atunci ortodocși, la Biserica Romei, la sfârșitul secolului al XVII-lea. Catolicismul și protestantismul sunt prezente mai ales în Transilvania și Crișana. De pildă, în județele Arad și Bihor este cea mai mare densitate de credincioși ai cultului baptist din România, aceștia întrunind 3,41% (14.700), respectiv 3,81% (21.934) din totalul populației acestor județe. De asemenea, în România există și alte culte, precum ortodocșii pe stil vechi și cultul armean.
În august 2010, în România existau 18.300 de biserici.

### Educație
Învățământul urmărește realizarea idealului educațional întemeiat pe valorile democrației, ale diversității culturale, pe aspirațiile individuale, sociale și contribuie la păstrarea identității naționale în contextul valorilor europene. Idealul educațional al școlii românești constă în dezvoltarea liberă și armonioasă a personalității individului în vederea unei integrări eficiente în societatea bazată pe cunoaștere.

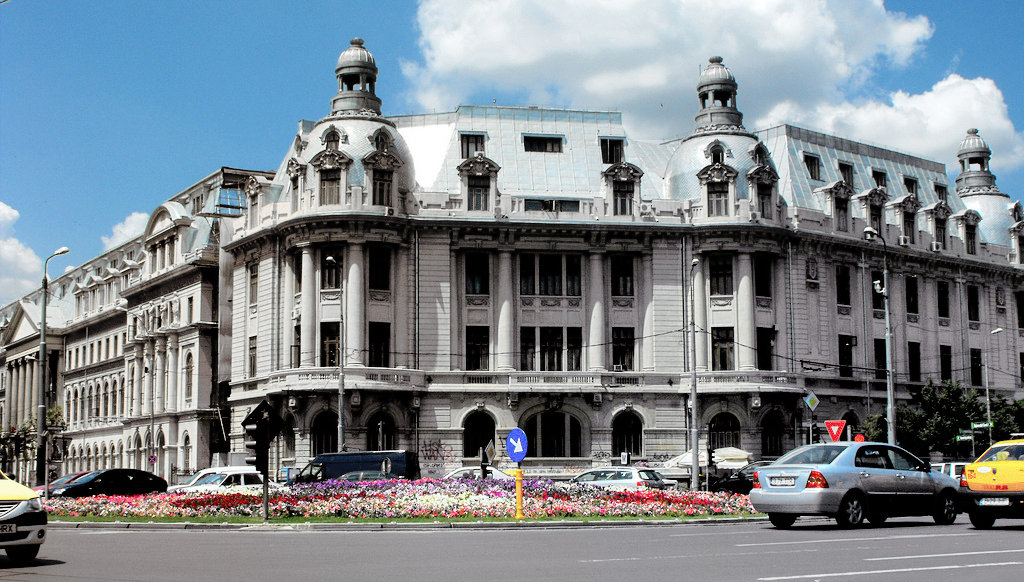
Facultatea de Geografie din cadrul Universității din București (UB)

Încă de la Revoluția Română din 1989, sistemul de învățământ românesc a fost într-un continuu proces de reorganizare care a fost atât lăudat cât și criticat. În conformitate cu legea educației (adoptată în 1995), sistemul educativ românesc este reglementat de către Ministerul Educației, Cercetării și Inovării (MECI). Fiecare nivel are propria sa formă de organizare și este subiectul legislației în vigoare. Grădinița este opțională între 3 și 6 ani. Școlarizarea începe la vârsta de 7 ani (câteodată la 6 ani) și este obligatorie până în clasa a X-a (de obicei, care corespunde cu vârsta de 16 sau 17 ani). Învățământul primar și secundar este împărțit în 12 sau 13 clase. Învățământul superior este aliniat la spațiul european al învățământului superior. Sistemul oferă următoarele diplome: de absolvire (absolvirea școlii generale, fără examen), Bacalaureat (absolvirea liceului, după examenul de Bacalaureat), Licență (Cadru de absolvire a Universității, după un examen și / sau a tezei), Masterat (diplomă de master, după o teză și, eventual, un examen), Doctorat (doctor, după o teză).
Primii patru ani sunt predați de către un singur profesor (învățător), pentru majoritatea elevilor. Alte cadre didactice sunt folosite numai pentru câteva discipline de specialitate (de limbi străine, informatică, etc.). Cursurile sunt reconfigurate la sfârșitul clasei a IV-a, pe baza performanțelor academice. Selecția pentru clase se face pe baza testelor locale. Începând cu clasa a V-a, elevii au un alt profesor pentru fiecare materie. În plus, fiecare clasă are un profesor desemnat pentru a fi îndrumătorul clasei (diriginte). Studiile liceale sunt de patru ani, doi obligatorii (a IX-a și a X-a ), doi neobligatorii (a XI-a și a XII-a). Nu există examene între clasele a IX-a și a XI-a. Sistemul național de învățământ superior este structurat pe 3 niveluri de studii universitare: studii universitare de licență, de masterat și doctorat.

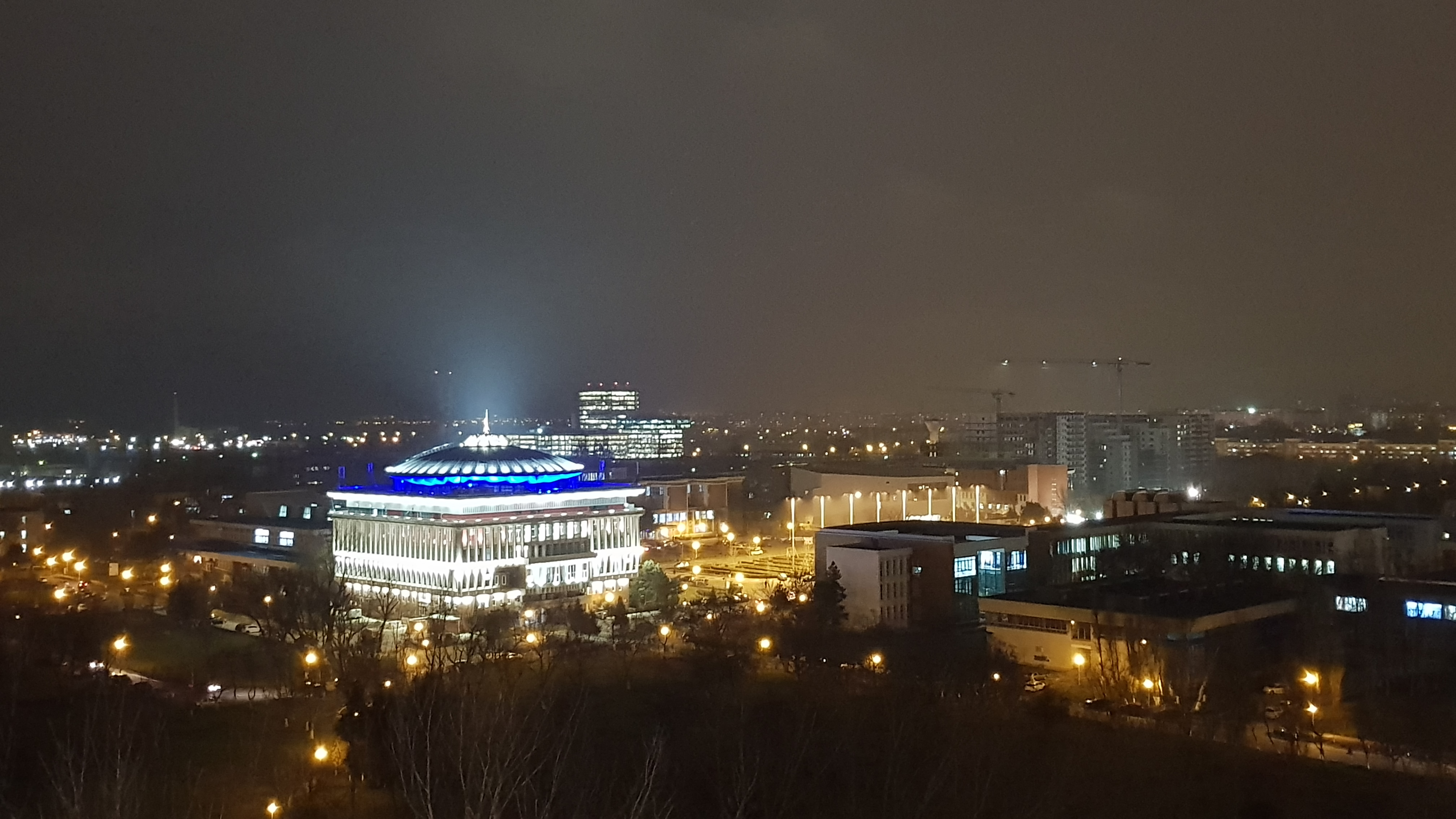
Clădirea rectoratului Universității Politehnica

În 2004, aproximativ 4,4 milioane de locuitori urmau diverse programe educaționale. Dintre aceștia, 650.000 erau înscriși la grădiniță, 3,11 milioane (14% din populație) în învățământul primar și secundar și 650.000 (3% din populație) la nivel terțiar (universități). În același an, rata de alfabetizare a adulților români era de 97,3% (al 45-lea la nivel mondial), în timp ce raportul combinat brut de înscriere în sistemul educațional primar, secundar și terțiar a fost de 75% (al 52-a din întreaga lume).
Asociația Ad Astra a cercetătorilor români a publicat ediția din 2007 a topului universităților din România. Acest top, aflat la a treia ediție, cuprinde un clasament general, respectiv un clasament pe domenii științifice, care reflectă pregătirea și performanța științifică a cadrelor didactice ale universităților. Clasamentele sunt realizate pe baza articolelor științifice publicate de personalul universităților în reviste științifice recunoscute pe plan internațional. În 2011 pe primele trei locuri în clasificarea universităților situau în ordine: Universitatea din București (UB), Universitatea Babeș-Bolyai din Cluj (UBB) și Universitatea „Alexandru Ioan Cuza” din Iași (UAIC). Comparativ cu țările UE, competitivitatea forței de muncă din România din punct de vedere al educației și competențelor (abilităților) este încă redusă. În cadrul testului PISA, aproximativ 70% din elevii de 15 ani din România au avut performanțe situate sub nivelul cerut pentru un loc de muncă modern, față de 37% din elevii de 15 ani din Uniunea Europeană. Nivelul indicatorilor privind educația în România este scăzut comparativ cu al celor din UE.

### Aglomerări urbane

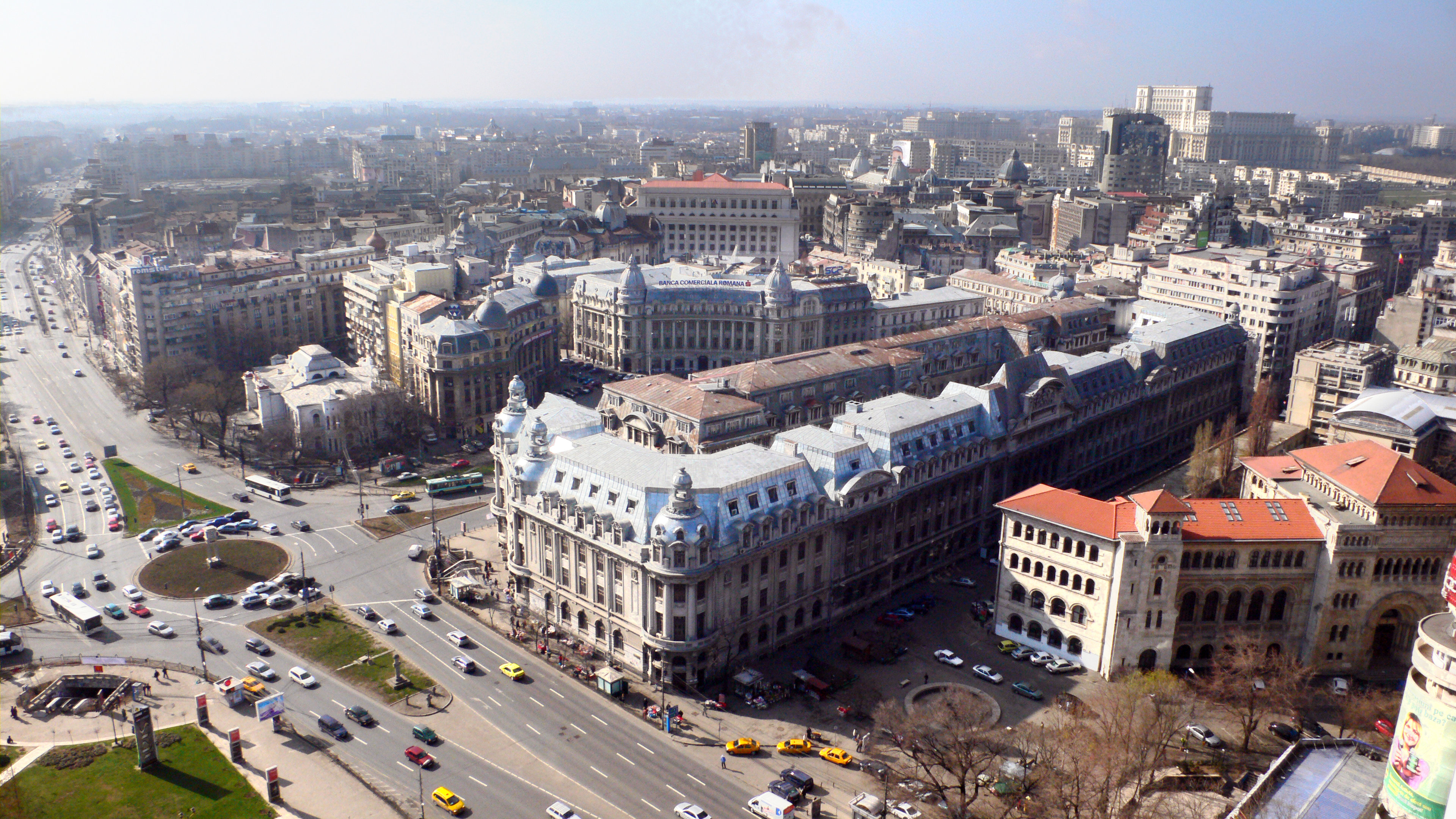
Piața Universității și Palatul Parlamentului în fundal

București este cel mai mare oraș și totodată capitala României. La recensământul din 2002, populația orașului depășea 1,9 milioane de locuitori, în timp ce zona metropolitană București concentrează o populație de aproximativ 2,2 milioane de locuitori. Pe viitor, sunt prevăzute planuri de extindere a granițelor ariei metropolitane București.
În România mai există încă cinci orașe care au o populație numeroasă (în jur de 300.000 de locuitori) și care se înscriu în clasamentul celor mai populate orașe din Uniunea Europeană. Acestea sunt: Iași, Cluj-Napoca, Timișoara, Constanța și Craiova. Alte orașe cu o populație ce depășește 200.000 de locuitori sunt: Galați, Brașov și Ploiești. De asemenea, există încă alte 11 orașe care concentrează un număr mai mare de 100.000 de locuitori.
În prezent, o parte din cele mai mari orașe sunt incluse într-o zonă metropolitană (structuri informale de colaborare între autoritățile locale): Constanța (450.000 de locuitori), Brașov, Iași (ambele cu o populație de aproximativ 400.000 de oameni) și Oradea (260.000 de locuitori), iar altele sunt în curs de înființare: Brăila-Galați (600.000 de locuitori), Timișoara (400.000 de locuitori), Cluj-Napoca (400.000 de locuitori), Craiova (370.000 de locuitori), Bacău și Ploiești.
| Cele mai mari orașe din România Institutul Național de Statistică, 2022 | Cele mai mari orașe din România Institutul Național de Statistică, 2022 | Cele mai mari orașe din România Institutul Național de Statistică, 2022 | Cele mai mari orașe din România Institutul Național de Statistică, 2022 | Cele mai mari orașe din România Institutul Național de Statistică, 2022 | Cele mai mari orașe din România Institutul Național de Statistică, 2022 | Cele mai mari orașe din România Institutul Național de Statistică, 2022 | Cele mai mari orașe din România Institutul Național de Statistică, 2022 | Cele mai mari orașe din România Institutul Național de Statistică, 2022 | Cele mai mari orașe din România Institutul Național de Statistică, 2022 |
|                                                                         | Loc                                                                     | Numele orașului                                                         | Județ                                                                   | Pop.                                                                    | Loc                                                                     | Numele orașului                                                         | Județ                                                                   | Pop.                                                                    |                                                                         |
| ----------------------------------------------------------------------- | ----------------------------------------------------------------------- | ----------------------------------------------------------------------- | ----------------------------------------------------------------------- | ----------------------------------------------------------------------- | ----------------------------------------------------------------------- | ----------------------------------------------------------------------- | ----------------------------------------------------------------------- | ----------------------------------------------------------------------- | ----------------------------------------------------------------------- |
| București Cluj-Napoca                                                   | 1                                                                       | București                                                               | –                                                                       | 1.716.961                                                               | 11                                                                      | Brăila                                                                  | Brăila                                                                  | 154.686                                                                 | Iași Constanța                                                          |
| București Cluj-Napoca                                                   | 2                                                                       | Cluj-Napoca                                                             | Cluj                                                                    | 286.598                                                                 | 12                                                                      | Arad                                                                    | Arad                                                                    | 145.078                                                                 | Iași Constanța                                                          |
| București Cluj-Napoca                                                   | 3                                                                       | Iași                                                                    | Iași                                                                    | 271.692                                                                 | 13                                                                      | Pitești                                                                 | Argeș                                                                   | 141.275                                                                 | Iași Constanța                                                          |
| București Cluj-Napoca                                                   | 4                                                                       | Constanța                                                               | Constanța                                                               | 263.688                                                                 | 14                                                                      | Bacău                                                                   | Bacău                                                                   | 136.087                                                                 | Iași Constanța                                                          |
| București Cluj-Napoca                                                   | 5                                                                       | Timișoara                                                               | Timiș                                                                   | 250.849                                                                 | 15                                                                      | Sibiu                                                                   | Sibiu                                                                   | 134.309                                                                 | Iași Constanța                                                          |
| București Cluj-Napoca                                                   | 6                                                                       | Brașov                                                                  | Brașov                                                                  | 237.589                                                                 | 16                                                                      | Târgu Mureș                                                             | Mureș                                                                   | 116.033                                                                 | Iași Constanța                                                          |
| București Cluj-Napoca                                                   | 7                                                                       | Craiova                                                                 | Dolj                                                                    | 234.140                                                                 | 17                                                                      | Baia Mare                                                               | Maramureș                                                               | 108.759                                                                 | Iași Constanța                                                          |
| București Cluj-Napoca                                                   | 8                                                                       | Galați                                                                  | Galați                                                                  | 217.851                                                                 | 18                                                                      | Buzău                                                                   | Buzău                                                                   | 103.481                                                                 | Iași Constanța                                                          |
| București Cluj-Napoca                                                   | 9                                                                       | Oradea                                                                  | Bihor                                                                   | 183.105                                                                 | 19                                                                      | Râmnicu Vâlcea                                                          | Vâlcea                                                                  | 93.151                                                                  | Iași Constanța                                                          |
| București Cluj-Napoca                                                   | 10                                                                      | Ploiești                                                                | Prahova                                                                 | 180.540                                                                 | 20                                                                      | Satu Mare                                                               | Satu Mare                                                               | 91.520                                                                  | Iași Constanța                                                          |

## Politică
Constituția României se bazează pe modelul Constituției celei de a cincea Republici Franceze, și a fost ratificată prin referendum național la data de 8 decembrie, 1991. În anul 2003 a avut loc un plebiscit prin care Constituției i-au fost aduse 79 de amendamente, devenind astfel conformă cu legislația Uniunii Europene. Conform Constituției, România este un stat național, suveran și independent, unitar și indivizibil. Forma de guvernământ a statului român este republică semiprezidențială. Statul se organizează potrivit principiului separației și echilibrului puterilor — legislativă, executivă și judecătorească — în cadrul unei democrații constituționale. Președintele este ales prin vot universal, egal, direct, secret și liber exprimat. În urma amendamentelor din 2003, mandatul de președinte a fost prelungit de la 4 la 5 ani. Președintele numește primul-ministru, care la rândul său numește Guvernul. În timp ce șeful statului își are reședința la Palatul Cotroceni, primul-ministru împreună cu Guvernul își desfășoară activitatea la Palatul Victoria.
Parlamentul României este bicameral, fiind alcătuit din Senat, cu 137 de membri, și Camera Deputaților, cu 314 de membri. Un număr de 18 locuri suplimentare în Camera Deputaților sunt rezervate reprezentanților minorităților naționale. Parlamentul are rol legislativ, discutând și votând legile ordinare și organice, atât în comisiile de specialitate cât și în plen. Membrii parlamentului sunt aleși prin vot uninominal mixt, universal, direct și secret. Sistemul electoral este unul proporțional (membrii parlamentului se aleg din toate partidele care au depășit pragul electoral de 5% din totalul sufragiilor exprimate, în baza unui algoritm). Alegerile se țin o dată la 4 ani, ultimele având loc la 11 decembrie 2016. Palatul Parlamentului găzduiește din anul 1994 sediul Camerei Deputaților, iar din anul 2004 și sediul Senatului.
Guvernul României este autoritatea publică a puterii executive, care funcționează pe baza votului de încredere acordat de Parlament și care asigură realizarea politicii interne și externe a țării și exercită conducerea generală a administrației publice. Numirea Guvernului se face de Președintele României, pe baza votului de încredere acordat Guvernului de Parlament. Guvernul este alcătuit din primul-ministru și miniștri. Primul-ministru conduce Guvernul și coordonează activitatea membrilor acestuia, cu respectarea atribuțiilor legale care le revin. De asemenea, Guvernul adoptă hotărâri și, în condițiile în care este abilitat de Parlament, ordonanțe.
Potrivit principiului separării puterilor în stat, sistemul judiciar din România este independent de celelalte ramuri ale guvernului și este compus dintr-o structură de instanțe organizate ierarhic. În România, justiția se înfăptuiește numai de către Înalta Curte de Casație și Justiție și celelalte instanțe judecătorești, respectiv curțile de apel, tribunalele, tribunalele specializate și judecătoriile. Înalta Curte de Casație și Justiție este instanța cea mai înaltă în grad, iar rolul său fundamental este de a asigura interpretarea și aplicarea unitară a legii de către celelalte instanțe judecătorești. Sistemul judiciar românesc este puternic influențat de modelul francez. Curtea Constituțională este unica autoritate de jurisdicție constituțională în România, independentă față de orice altă autoritate publică și care are, conform Constituției României, rolul de garant al supremației Constituției. Constituția, introdusă în 1991, poate fi amendată doar printr-un referendum public, iar ultimul referendum de modificare aprobat a avut loc 2003. De atunci, de la acea modificare, Parlamentul nu mai are dreptul să treacă peste deciziile Curții Constituționale, indiferent de majoritate.
Integrarea României în Uniunea Europeană din 2007 a avut o influență semnificativă asupra politicii interne a țării. Ca parte a acestui proces, România a inițiat reforme, inclusiv reforma din justiție, a intensificat cooperarea judiciară cu alte state membre și a luat măsuri împotriva corupției. Cu toate acestea, în raportul de țară din 2006, România și Bulgaria au fost descrise ca fiind cele mai corupte țări ale Uniunii Europene.

### Relațiile externe
După decembrie 1989, România și-a reorientat politica pe calea întăririi legăturilor cu occidentul, în mod special cu Statele Unite și Uniunea Europeană. Dacă, în 1972, România devenea membră a Băncii Mondiale și a FMI și de asemenea a Organizației Mondiale a Comerțului, în 2004 ea a devenit membră a NATO iar din 2007 face parte din Uniunea Europeană.
Liderii României postdecembriste au făcut declarații publice în ceea ce privește strângerea relațiilor cu alte țări europene și, de asemenea, în ceea ce privește ajutorul dat acestora în procesul integrării euro-atlantice, în special în cazul Moldovei, Ucrainei și Georgiei. Liderii români au declarat public în mai multe ocazii că se așteaptă ca într-o perioadă de aproximativ 10 ani, toate țările democratice postsovietice din Europa Răsăriteană și din Caucaz să acceadă în UE și NATO. În decembrie 2005, președintele Traian Băsescu și secretarul de stat SUA Condoleezza Rice au semnat un acord care permite instalarea de baze militare americane în România.
România și-a arătat în mod public sprijinul pentru Turcia și Croația în eforturile făcute de aceste țări pentru aderarea la Uniunea Europeană. Relațiile economice turco-române au statut privilegiat. În același timp, relațiile româno-maghiare s-au aflat tot timpul la nivelul cel mai înalt, Ungaria sprijinind eforturile României de aderare la UE.
Relațiile României cu Republica Moldova au un statut special, având în vedere că cele două țări folosesc practic aceeași limbă și au un fond istoric comun. România a fost primul stat care a recunoscut independența Republicii Moldova, la numai câteva ore după proclamarea independenței noului stat (27 august 1991). Din declarația guvernului român, făcută cu acest prilej, reiese clar că, în viziunea autorităților de la București, independența Moldovei era considerată o formă de emancipare de sub tutela Moscovei și un pas spre reunificarea cu România. În prezent, România concepe relația sa cu Republica Moldova pe două coordonate majore: afirmarea caracterului special al acestei relații, conferit de comunitatea de limbă, istorie, cultură, tradiții - realități ce nu pot fi eludate sau negate; dimensiunea europeană a cooperării bilaterale, având la bază obiectivul strategic al ambelor state de integrare în Uniunea Europeană. În aprilie 2009 relațiile dintre România și Republica Moldova s-au înrăutățit prin introducerea de vize cetățenilor români și expulzarea ambasadorului României la Chișinău. Fostul Președinte al Republicii Moldova, Vladimir Voronin a acuzat România de intervenții în politica internă a Republicii Moldova.
România a avut neînțelegeri cu Ucraina în legătură cu Insula Șerpilor și cu platforma continentală a Mării Negre la est de Sulina, miza principală fiind zăcămintele de petrol și de gaze din zonă. Problema a fost prezentată în fața Curții Internaționale de Justiție. CIJ, prin decizia nr. 2009/9 din 3 februarie 2009 (a 100-a decizie din istoria ei) a acordat României 79,34% din zona în dispută. Astfel, României îi revin 9.700 km², iar Ucrainei îi revin 2.300 km². O altă problemă dintre cele două țări este cea a construcției Canalului Bâstroe.

### Organizare administrativ-teritorială
Pentru a putea fi aplicată politica de dezvoltare regională, pe teritoriul României s-au înființat în 1998 opt regiuni de dezvoltare ca un rezultat al unui acord liber între consiliile județene și cele locale.
Conform Constituției, teritoriul României este organizat, sub aspect administrativ, în comune, orașe și județe. În condițiile legii, unele orașe sunt declarate municipii. Din punct de vedere istoric, exista 3 provincii tradiționale: Valahia (formată din regiunile Oltenia, Muntenia și Dobrogea), Moldova (formată din regiunile Bucovina și Moldova istorică) și Transilvania (formată din regiunile Banat, Crișana, Maramureș și Ardeal).
Comuna, unitatea elementară de organizare administrativă, este formată dintr-unul sau mai multe sate și este condusă de un consiliu local și un primar ales. România are 2 685 de comune însumând 13 285 de sate, respectiv cu o medie de cinci sate pe comună.
Orașul este unitatea administrativă condusă de un consiliu local și un primar ales. Orașele mai importante pot fi declarate municipii. România are 263 de orașe, dintre care 82 sunt municipii.

Regiunile de dezvoltare ale României

Județul este unitatea administrativă condusă de un consiliu județean și un prefect. Consiliul județean este ales pentru a coordona activitatea consiliilor comunale și orășenești, având ca scop concentrarea interesului asupra serviciilor publice de importanță la nivel județean. Guvernul numește un prefect în fiecare județ pentru a fi reprezentantul său local. România are 41 de județe plus municipiul-capitală București, care are un statut similar cu acela de județ. Un județ are, în medie, o suprafață de 5 800 km2 și o populație de 500 000 de locuitori. București este considerat și el municipiu, dar este singurul care nu face parte din niciun județ. Nu are consiliu județean, dar are un prefect. Cetățenii Bucureștiului aleg un primar general și un consiliu general. Fiecare din cele șase sectoare ale Bucureștiului aleg și ele un primar și un consiliu local.
În afară de împărțirea pe județe, România este împărțită și în opt regiuni de dezvoltare, corespondente nivelului NUTS-2 de diviziuni al UE, dar fără a avea capacități administrative. Regiunile de dezvoltare se referă la subdiviziunile regionale ale României create în 1998 și sunt folosite în special pentru coordonarea proiectelor de dezvoltare regională. Regiunile de dezvoltare nu sunt unități administrativ-teritoriale, nu au personalitate juridică, fiind rezultatul unui acord liber între consiliile județene și cele locale. Regiunile de dezvoltare ale României, numite după poziția geografică în țară, sunt: Nord-Vest, Nord-Est, Sud-Vest, Sud-Est, Sud, Vest, Centru, București și Ilfov.
Împărțirea României în județe este atestată documentar la 8 ianuarie 1392, când domnitorul Mircea cel Bătrân printr-un hrisov numește „ținutul Vâlcii” județ. Astfel, județul Vâlcea este primul județ atestat documentar de pe teritoriul actual al României. Ultima reformă administrativ-teritorială majoră din România a avut loc în anul 1968 când s-a trecut de la împărțirea pe regiuni și raioane la reîmpărțirea pe județe, desființată de autoritățile comuniste după 1948.

## Economie
Cu un PIB estimat de 404,7 miliarde de lei și de 18.791 lei pe cap de locuitor în 2007, România este o țară cu un venit mediu-superior. Produsul intern brut al României a urcat în ultimul trimestru din 2008 cu 2,9%, temperând creșterea pe întregul an la 7,1%. Valoarea PIB în 2008 a fost de 503,959 miliarde lei (136,8 miliarde euro).
După căderea regimului comunist, țara a cunoscut un deceniu de instabilitate și profund declin economic, consecințe provocate de o administrare defectuoasă și coruptă și de lipsa unor reale reforme structurale. De la începutul mileniului, economia României s-a transformat într-o economie relativ stabilă, caracterizată de o creștere vizibilă, dublată de reducerea șomajului și a inflației. În 2006, conform Institutului Național de Statistică, PIB-ul a cunoscut o creștere în termeni reali de 7,9%, una dintre cele mai ridicate din Europa și a egalat PIB pe locuitor realizat de România în 1988. Șomajul în România a fost de 3,9% în septembrie 2007, un procent scăzut dacă se compară cu cel al altor țări mijlocii și mari din Europa precum Polonia, Franța, Germania și Spania. Datoria externă a României este relativ mică, reprezentând 20,3% din PIB.
Principalele industrii ale României sunt cea textilă și de încălțăminte, industria metalurgică, de mașini ușoare și de asamblare de mașini, minieră, de prelucrare a lemnului, a materialelor de construcții, chimică, alimentară și cea de rafinare a petrolului. O importanță secundară o au industriile farmaceutică, a mașinilor grele și a aparatelor electrocasnice. În prezent, industria constructoare de mașini este foarte dinamică, fiind susținuta în principal de producătorul de autovehicule
Dacia. Industria românească de IT cunoaște de asemenea o creștere anuală constantă. În general, România întreține un comerț intens cu țări din Uniunea Europeană, în special cu Germania și Italia, care sunt unii dintre cei mai importanți parteneri comerciali ai României.

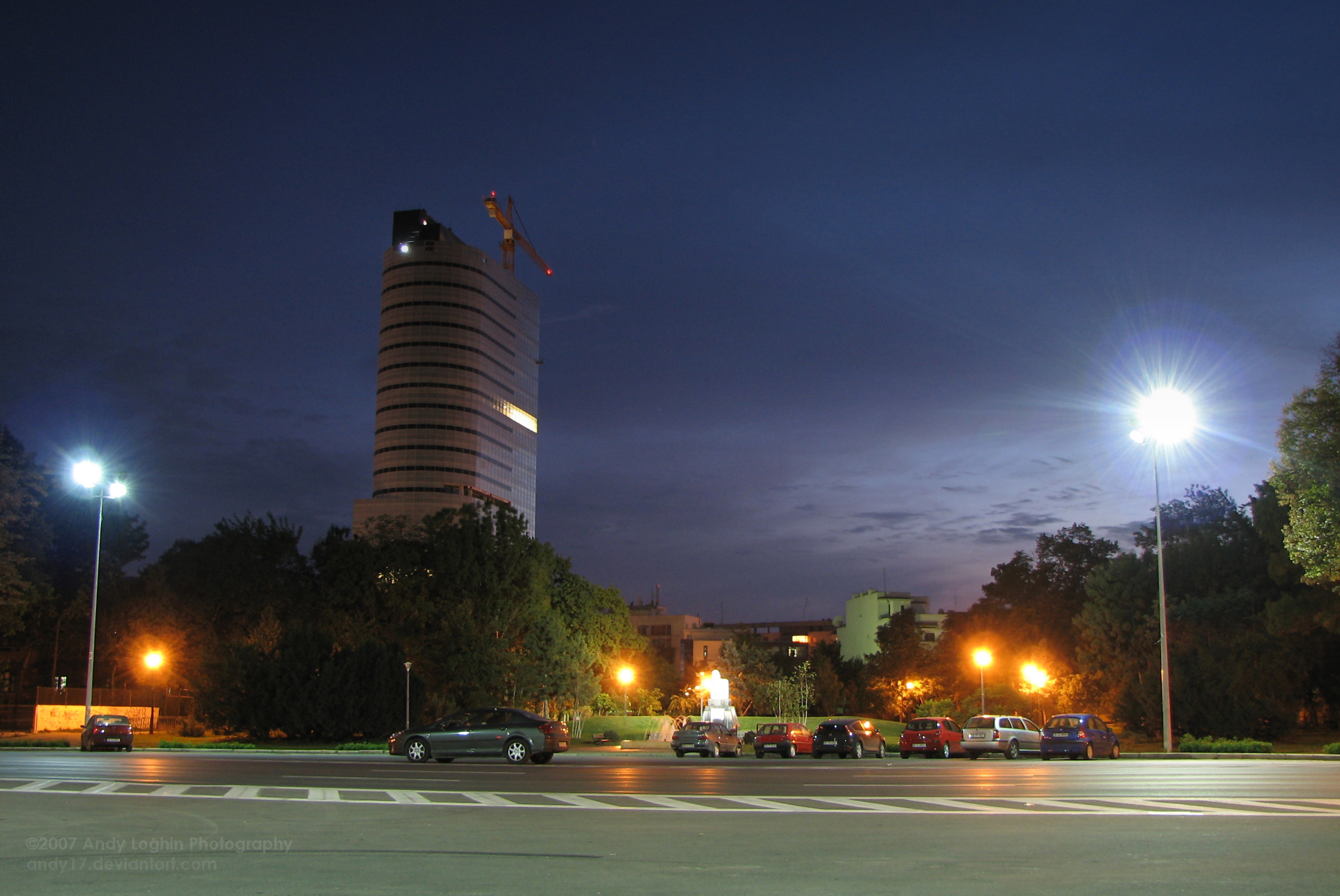
Tower Center International

După o serie de privatizări și reforme de la sfârșitul anilor '90 și începutul anilor 2000, intervenția guvernului în economia țării a fost destul de absentă, în comparație cu economiile celorlalte state din Europa. În 2005, România a înlocuit sistemul progresiv de impozitare în care cota maximă era de 40%, cu o cotă unică de 16%. În 2007, aceasta era cea mai mică cotă din UE. Însă, în 2008, România a fost eclipsată de Bulgaria care are acum o cotă unică de 10% și de Republica Cehă, unde s-a introdus recent o cotă de 15%.
Economia este, predominant, bazată pe servicii, care reprezintă 62.6% din PIB, iar industria și agricultura au de asemenea o contribuție importantă de 33.2%, respectiv 4.2% din PIB. În schimb, 28.3% din populația tării este angajată în agricultură și producție, una dintre cele mai mari rate din Europa. Începând cu anul 2000, România a atras tot mai mulți investitori străini, devenind cea mai importantă destinație de investiții străine în Europa Centrală și de Sud-Est. Investițiile străine directe au fost, in 2006, în valoare de 8,3 miliarde €. Un aport însemnat în economia românească îl reprezintă sumele de bani trimise de cetățenii români care lucrează în alte țări ale lumii. Conform ultimelor estimări ale Băncii Mondiale, această sumă s-a ridicat în anul 2008 la 9 miliarde dolari.
Printre problemele economiei în România se numără: o populație aproximativ jumătate rurală și nefiscalizată, prea mulți asistați sociali, prea mulți bani cheltuiți pe medicamente scumpe, evaziune fiscală ridicată.
Potrivit unui raport din 2006 al Băncii Mondiale, economia României se clasează pe locul 49 dintr-un număr total de 175 economii naționale în privința ușurinței de a face afaceri, înregistrând astfel o poziție mai bună decât alte țări din regiune, precum Ungaria și Cehia. În plus, același studiu a considerat că România a fost în 2006 a doua țară din lume ca ritm al reformelor mediului de afaceri, după Georgia.
Salariul mediu brut în România, în luna august 2011, a fost de 2.005 lei, în scădere cu 22 de lei față de luna iulie 2011.
În 2023, România s-a clasat pe locul 19 în Indicele Complexității Economice, clasamentul după țări, al Universității Harvard.

### Transport

Hartă cu rețeaua rutieră din România

Prin așezarea sa geografică, România reprezintă o zonă de intersecție a mai multor magistrale de transport, care leagă nordul de sudul Europei și vestul de estul acesteia. Pe de altă parte, rețeaua de transport din România asigură legătura între rețeaua de transport comunitară și rețeaua de transport a statelor necomunitare vecine din Europa de Est și Asia. Totuși, datorită investițiilor, reparațiilor și întreținerii insuficiente, infrastructura de transport nu satisface nevoile economiei actuale, fiind mult în urma Europei de Vest.
În ultima perioadă se fac eforturi pentru a aduce principalele șosele din România la nivelul rețelei de coridoare europene. Au fost începute mai multe proiecte de modernizare a rețelei de coridoare europene, finanțate din fonduri ISPA și din împrumuturi garantate de stat de la instituțiile financiare internaționale. Guvernul urmărește finanțarea externă sau parteneriate public-private pentru alte modernizări ale rețelei rutiere, și în special ale autostrăzilor. În decembrie 2023, România are finalizați 1065 km de autostradă. În România există următoarele autostrăzi: 
- A1: București – Pitești, Sibiu (Șelimbăr) – Deva (Șoimuș), Margina – Nădlac;
- A2: București – Constanța;
- A3: București (Crețuleasca) – Ploiești (Bărcănești), Câmpia Turzii – Gilău;
- A4 (centura orașului Constanța): Ovidiu – Portul Constanța;
- A6: Balinț – Lugoj;
- A10: Turda – Sebeș.[301][sursa nu confirmă]

Alte tronsoane care se află în diferite stadii sunt: autostrada Transilvania, care leagă Brașovul de Oradea (PCTF Borș), București – Brașov, porțiunea Margina–Deva (Șoimuș) din A1, Autostrada A7, porțiunile Ploiești-Pașcani.
Compania națională de transport feroviar este Căile Ferate Române. În 2004 infrastructura feroviară cuprindea 22 247 km de căi ferate, din care aproximativ 8585 km electrificate și 2617 km linii duble, majoritatea la ecartament normal (1435 mm), rețeaua CFR fiind a patra ca mărime de Europa. În perioada 1990–2002, numărul de pasageri transportați pe calea ferată pe rute interne și internaționale a înregistrat o scădere continuă, mai accentuată între 1990 și 1994 și mai lentă după 1994. Cauzele care au condus la reducerea continuă a călătorilor expediați și a parcursului călătoriilor sunt legate de situația generală economică și sociala din țară, de reducerea veniturilor populației, de creșterea șomajului (în cazul navetiștilor), precum și de creșterea numărului de autoturisme personale. Transportul feroviar de călători se asigură cu un număr de 817 locomotive, din care mai mult de jumătate au vechimi mai mari de 20 de ani. Începând cu anul 2005, a fost liberalizat transportul feroviar de călători, mai multe linii secundare fiind concesionate operatorilor privați.

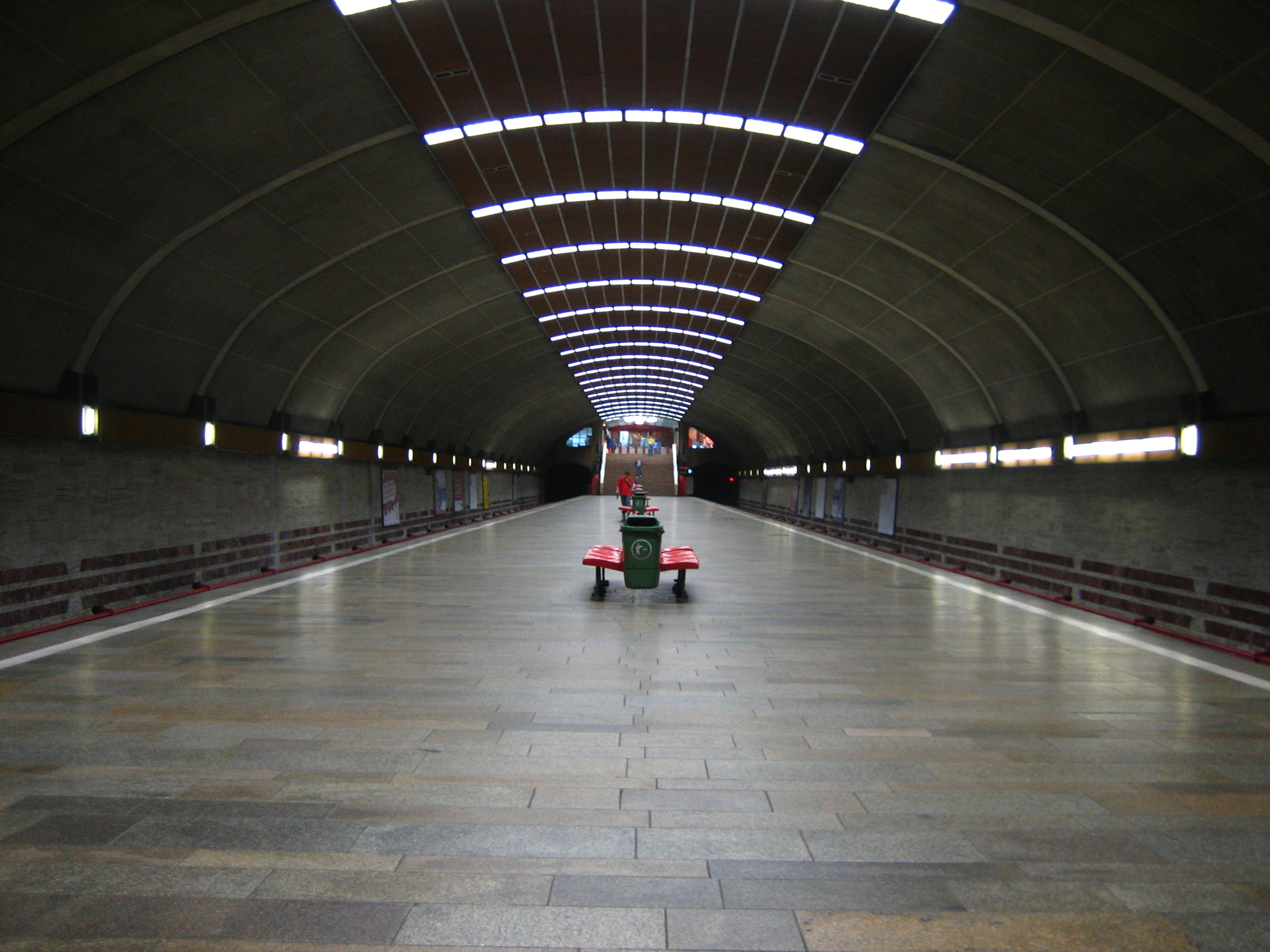
Stația de metrou Titan

Rețeaua de aeroporturi destinate traficului aerian public este formată din 17 aeroporturi civile, toate fiind deschise traficului internațional. 12 dintre ele sunt deschise permanent, iar restul la cerere. Din cele 17 aeroporturi, 4 funcționează sub autoritatea MTCT, 12 sub autoritatea consiliilor județene și un aeroport a fost privatizat. Ca o observație generală, flota aeriană din România se află într-un amplu proces de modernizare. Flota de aeronave destinate traficului comercial s-a redus de la 55 de aeronave în anul 1991 la 34 de aeronave în anul 2004, prin scoaterea din exploatare a aeronavelor vechi.

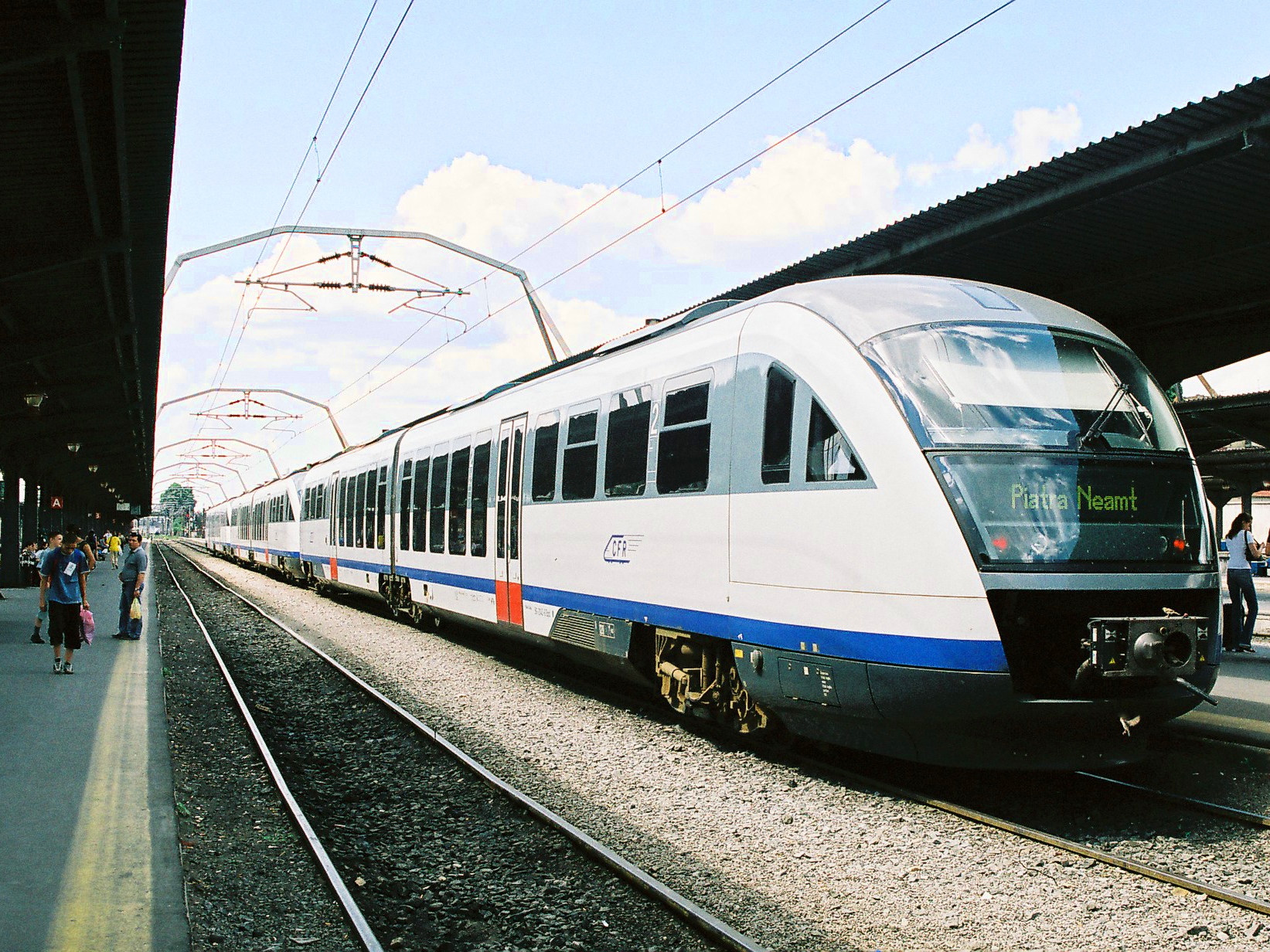
Căile Ferate Române

După ce Traian Vuia, Aurel Vlaicu și Henri Coandă au contribuit prin rezultate de pionierat la dezvoltarea aviației, în 1920 a luat ființă CFRNA, devenită ulterior CIDNA, care oferea servicii de transport aerian de pasageri, mărfuri și poștă, fiind prima companie aeriană din lume care a efectuat zboruri transcontinentale. În anii următori au fost înființate companiile LARES, SARTA, TARS.
La 18 septembrie 1954 s-a înființat compania TAROM, care mai funcționează și astăzi. La câțiva ani după lansare, TAROM opera deja zboruri către aproape toate țările europene, iar din 1966 efectuează zboruri peste Atlantic. Începând cu anul 1974 a realizat zboruri către Sydney via Calcutta și a introdus curse regulate spre New York și Beijing. Pe piața autohtonă sunt prezente cele mai mari companii aeriene europene clasice (Lufthansa și Air France) și low-cost (Easyjet și Ryanair). În 2004 s-a înființat Blue Air, prima companie românească de transporturi aeriene cu tarif redus.
Transportul fluvial românesc se află încă la un nivel foarte redus (sub un procent) dar având potențial de creștere mare datorită râurilor navigabile dar și a fluviului Dunărea. În 2006, în România existau 1.731 km de ape navigabile. România are 2.251 de nave fluviale de categoria I, care pot efectua misiuni economice pe apele fluviale internaționale și circa 587, care pot naviga doar pe partea românească a Dunării și pe râurile interioare. Cele mai multe nave înmatriculate sunt cele de agrement, circa 13.246, turismul de agrement pe Dunăre și cel în apele maritime ale României dezvoltându-se în ultimii ani. Important pentru România este Canalul Dunăre-Marea Neagră ce leagă portul Cernavodă cu portul maritim Constanța, scurtând cu aproximativ 400 de km ruta mărfurilor de la Marea Neagră până la porturile dunărene din Europa Centrală.
Principalele mijloace de transport în comun sunt autobuzele, troleibuzele, tramvaiele și microbuzele, în general operate de regii autonome administrate de autoritățile locale (de exemplu, Regia Autonomă de Transport București). Singurul oraș care dispune de un sistem de metrou este București. Metroul din București a fost deschis în 1979, fiind astăzi cel mai folosit mijloc de transport din București, cu peste 600.000 de pasageri zilnic.

### Turism
Traversată de apele Dunării, România are un relief variat, incluzând împăduriții Munți Carpați, coasta Mării Negre și Delta Dunării, cea mai bine păstrată deltă europeană. Satele românești păstrează în general un mod de viață tradițional. România se bucură de o abundență a arhitecturii religioase și păstrează câteva orașe medievale și castele.

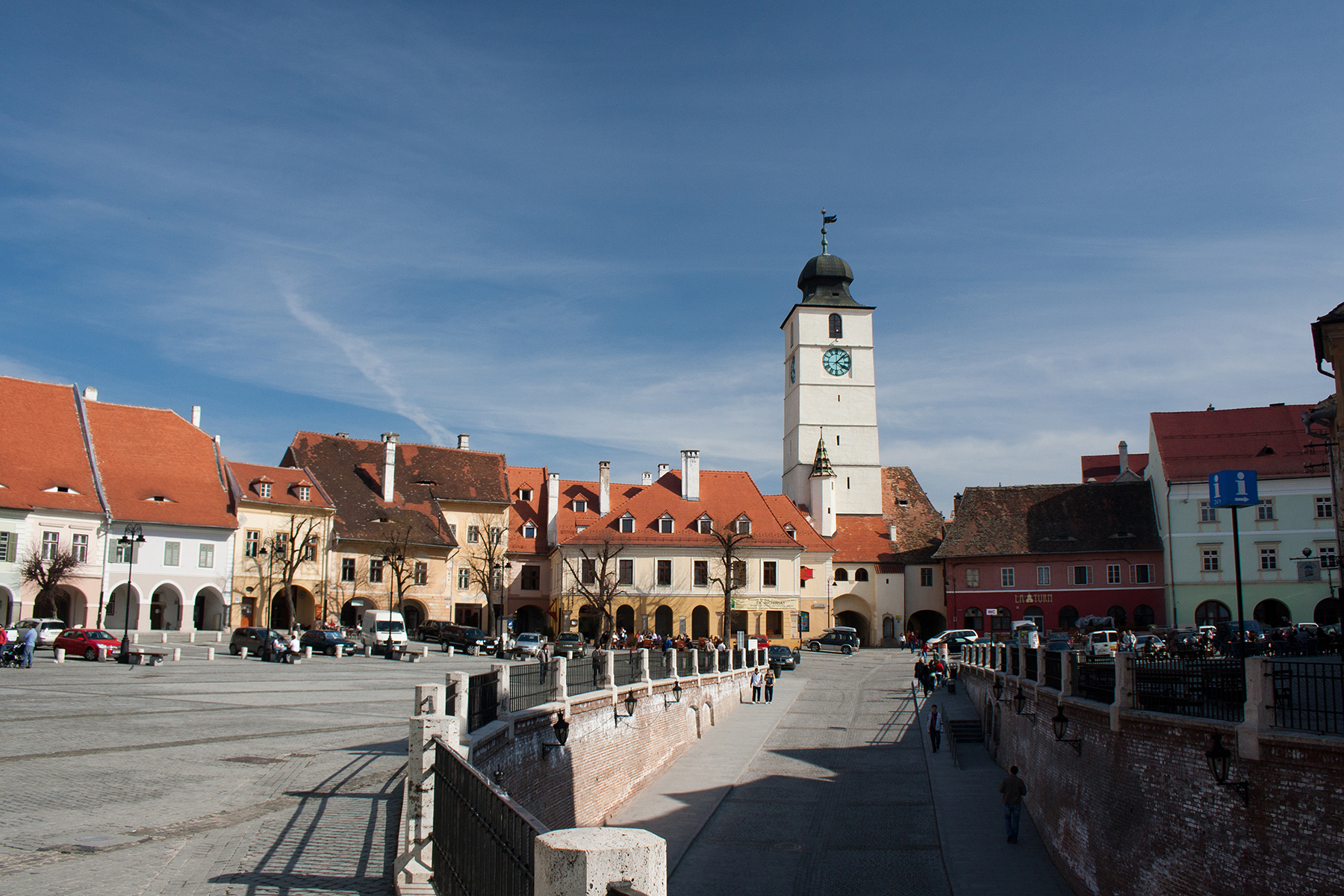
Piața Mică din Sibiu cu Turnul Sfatului în centru

Turismul în România se concentrează asupra peisajelor naturale și a istoriei sale bogate, având de asemenea o contribuție importantă la economia țării. În 2006, turismul intern și internațional a asigurat 4,8% din PIB și aproximativ o jumătate de milion de locuri de muncă (5,8% din totalul locurilor de muncă). După comerț, turismul este cea de-a doua ramură importantă din sectorul de servicii. Dintre sectoarele economice ale României, turismul este unul dinamic și în curs rapid de dezvoltare, fiind de asemenea caracterizat de un mare potențial de extindere. După estimările World Travel and Tourism Council, România ocupă locul 4 în topul țărilor care cunosc o dezvoltare rapidă a turismului, cu o creștere anuală a potențialului turistic de 8% din 2007 până în 2016. Numărul turiștilor a crescut de la 4,8 milioane în 2002, la 6,6 milioane în 2004. De asemenea, în 2005, turismul românesc a atras investiții de 400 milioane de euro.
În ultimii ani, România a devenit o destinație preferată pentru mulți europeni (mai mult de 60% dintre turiștii străini provin din țările membre UE), rivalizând și fiind la concurență cu țări precum Bulgaria, Grecia, Italia sau Spania. Stațiuni precum Mangalia, Saturn, Venus, Neptun, Olimp și Mamaia (numite uneori și Riviera Română) sunt printre principale atracții turistice pe timp de vară. În timpul iernii, stațiunile de schi de pe Valea Prahovei și din Poiana Brașov sunt destinațiile preferate ale turiștilor străini. Pentru atmosfera lor medievală sau pentru castelele aflate în apropiere, numeroase orașe transilvănene precum Sibiu, Brașov, Sighișoara, Cluj-Napoca sau Târgu Mureș au devenit importante puncte de atracție pentru turiști. De curând s-a dezvoltat și turismul rural ce se concentrează asupra promovării folclorului și tradițiilor. Principalele puncte de atracție le reprezintă Castelul Bran, mănăstirile pictate din nordul Moldovei, bisericile de lemn din Transilvania ori Cimitirul Vesel din Săpânța. România oferă și atracții turistice naturale, precum Delta Dunării, Porțile de Fier, Peștera Scărișoara și alte peșteri din Munții Apuseni.

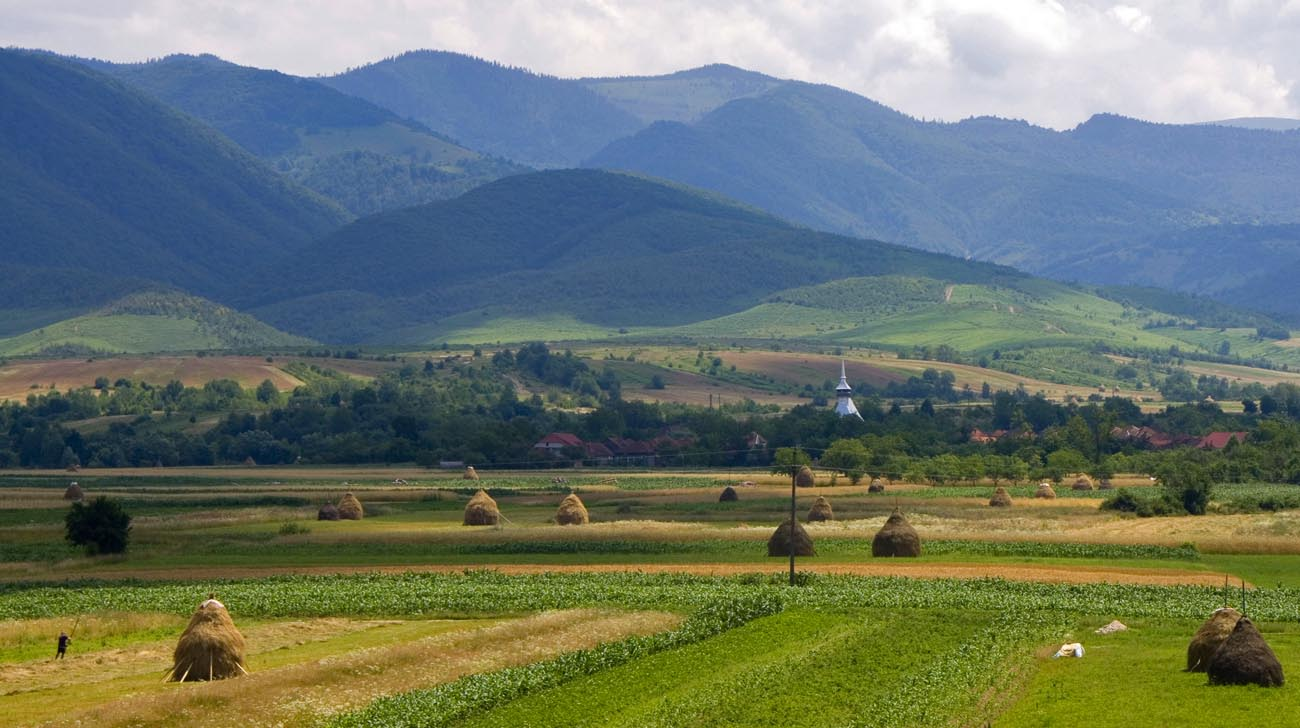
Vedere peste satul Brădet cu biserica de lemn

Prin funcțiile sale complexe, prin poziția în cadrul țării și prin numeroasele obiective cu valoare istorică, arhitectonică și de altă natură, Bucureștiul reprezintă unul dintre principalele centre turistice ale României. Bucureștiul se remarcă prin de amestecul eclectic de stiluri arhitecturale, începând de la Curtea Veche, rămășițele palatului din secolul al XV-lea al lui Vlad Țepeș – cel care a fost fondatorul orașului și, totodată, sursa de inspirație pentru personajul Dracula – la biserici ortodoxe, la vile în stil Second Empire, la arhitectura greoaie stalinistă din perioada comunistă și terminând cu Palatul Parlamentului, o clădire colosală cu șase mii de încăperi, a doua ca mărime în lume după Pentagon.
Printre cele mai importante obiectivele turistice ale municipiului București se numără: Ateneul Român, Arcul de Triumf, Palatul Băncii Naționale, Teatrul Național, Universitatea București, Parcul Cișmigiu, Grădina Botanică, Parcul Herăstrău, Muzeul Satului, Muzeul Național de Artă al României, Muzeul Național de Istorie al României, Muzeul Național de Istorie Naturală „Grigore Antipa”, Biserica Stavropoleos, Hanul lui Manuc. De asemenea, aici se organizează, în fiecare an, Târgul de Turism al României.
Bucovina este situată în partea de nord a României, în nord-vestul Moldovei. Regiune montană pitorească, cu tradiții etnografice ce dăinuie nealterate, Bucovina se remarcă printr-o activitate turistică dinamică, datorată în primul rând mănăstirilor. Cele cinci mănăstiri cu pictură exterioară, intrate în patrimoniul turistic mondial, își păstrează caracteristicile după mai bine de 450 de ani.

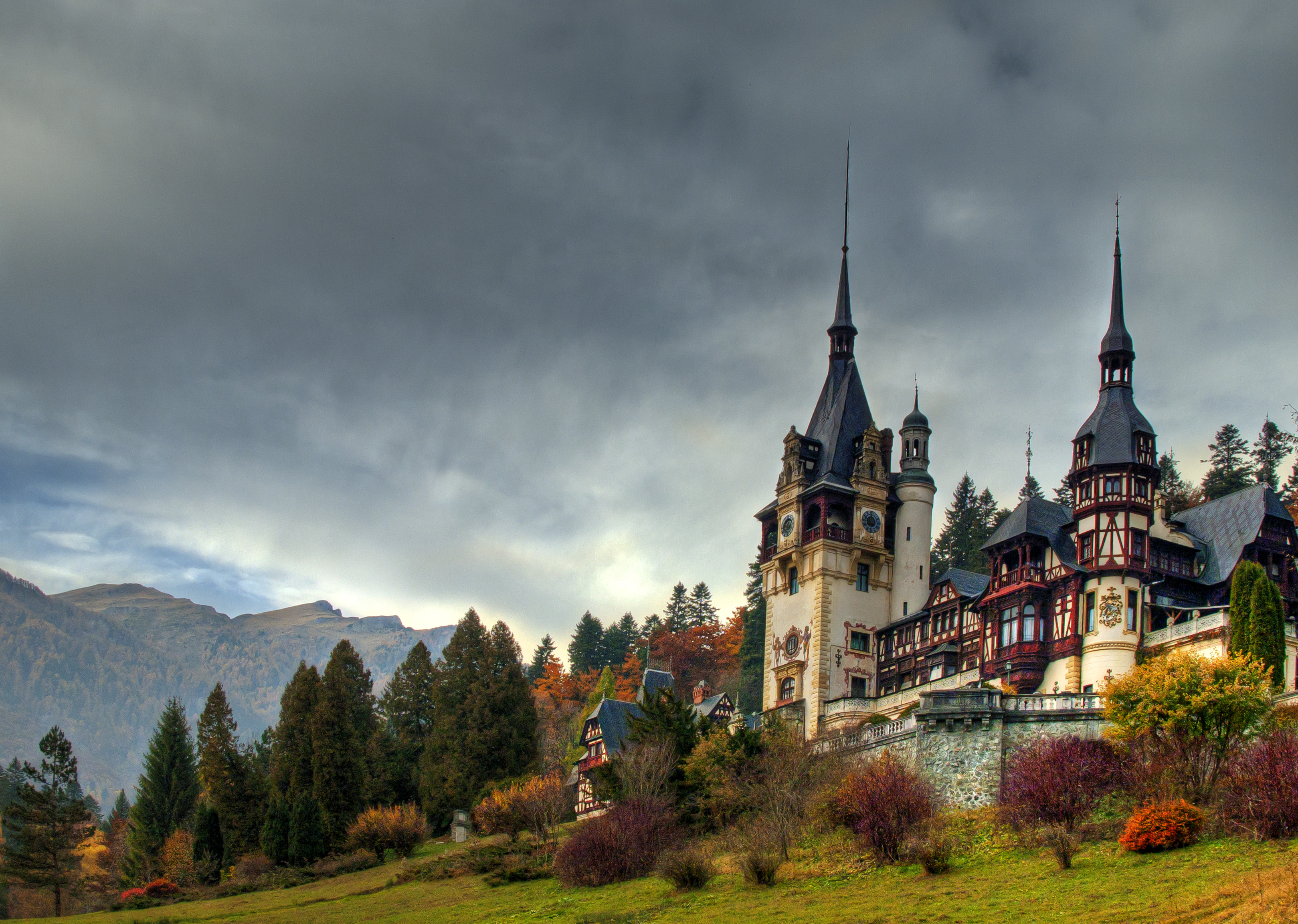
Castelul Peleș
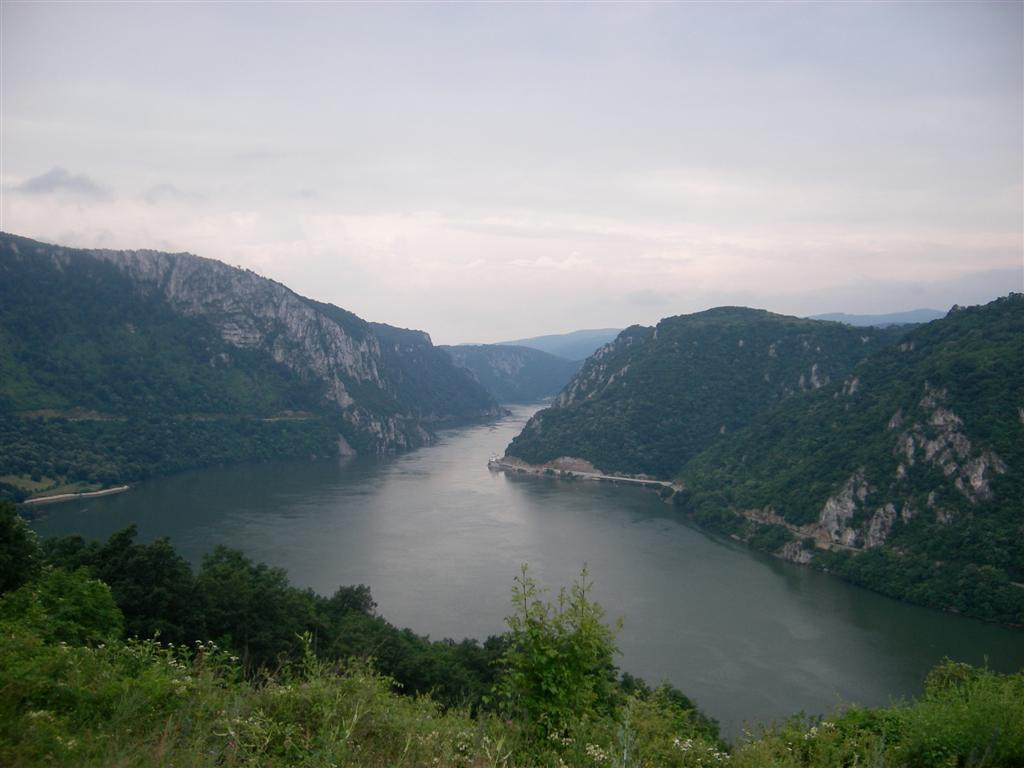
Porțile de Fier
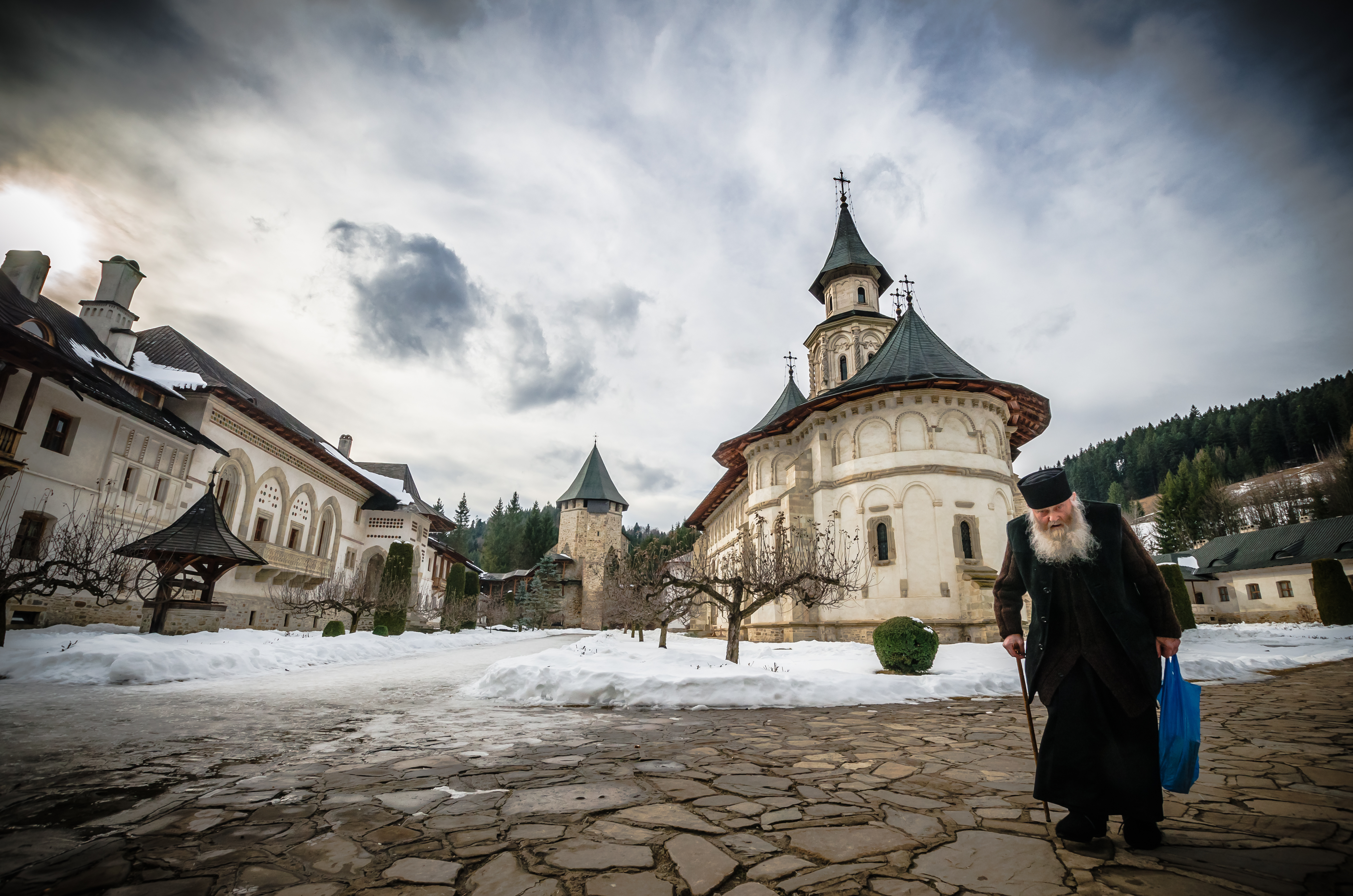
Mănăstirea Putna
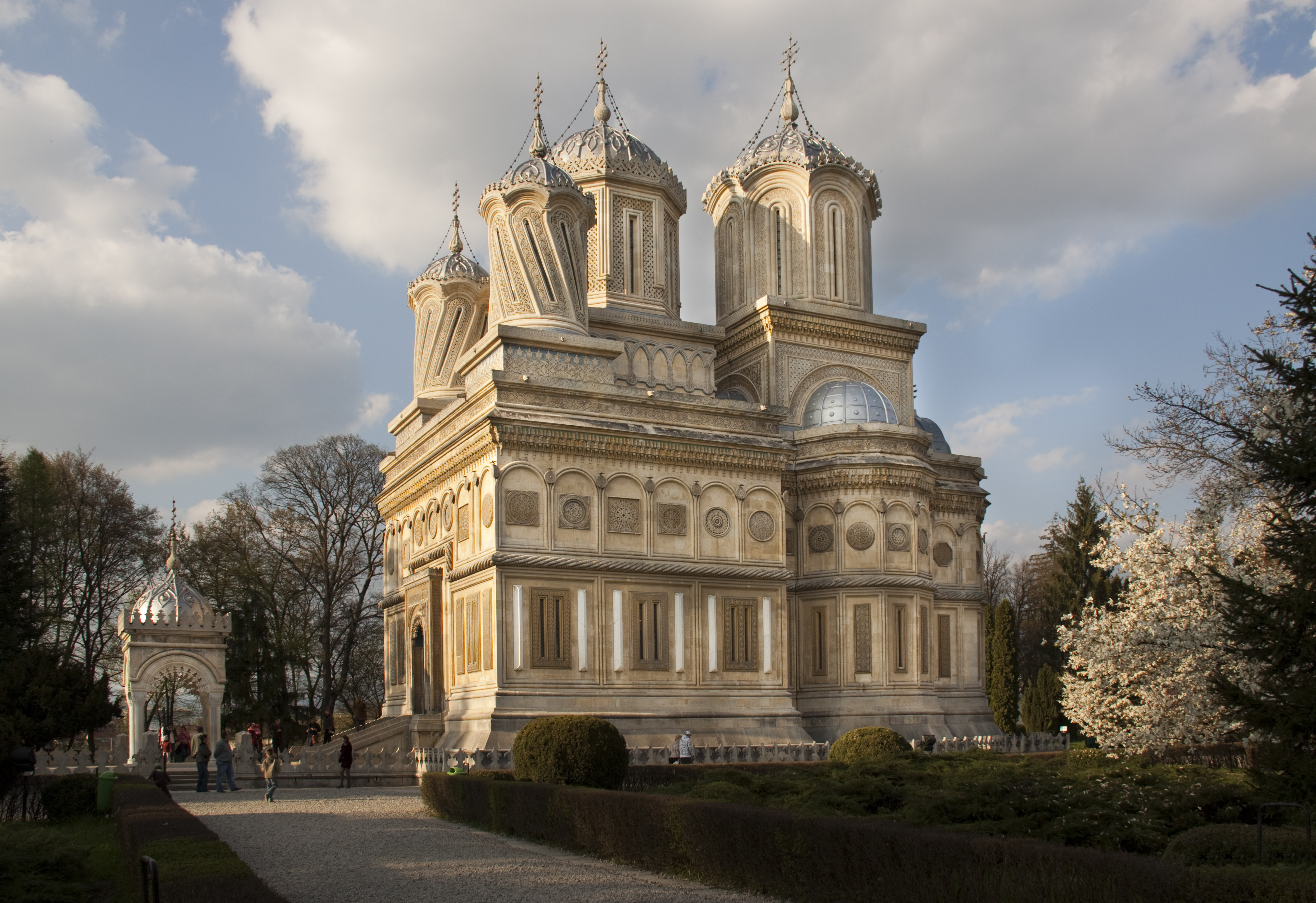
Mănăstirea Curtea de Argeș
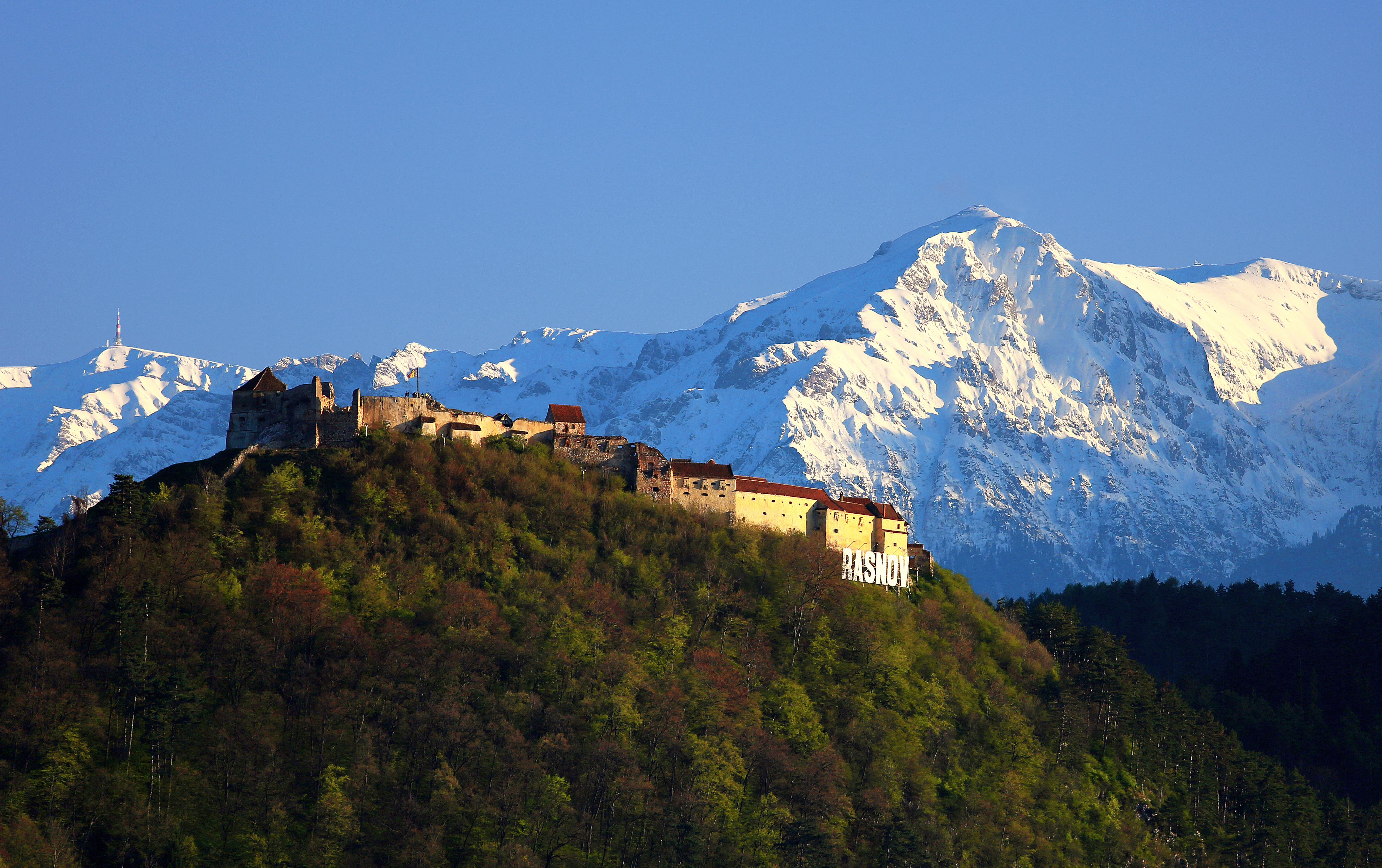
Cetatea Râșnov
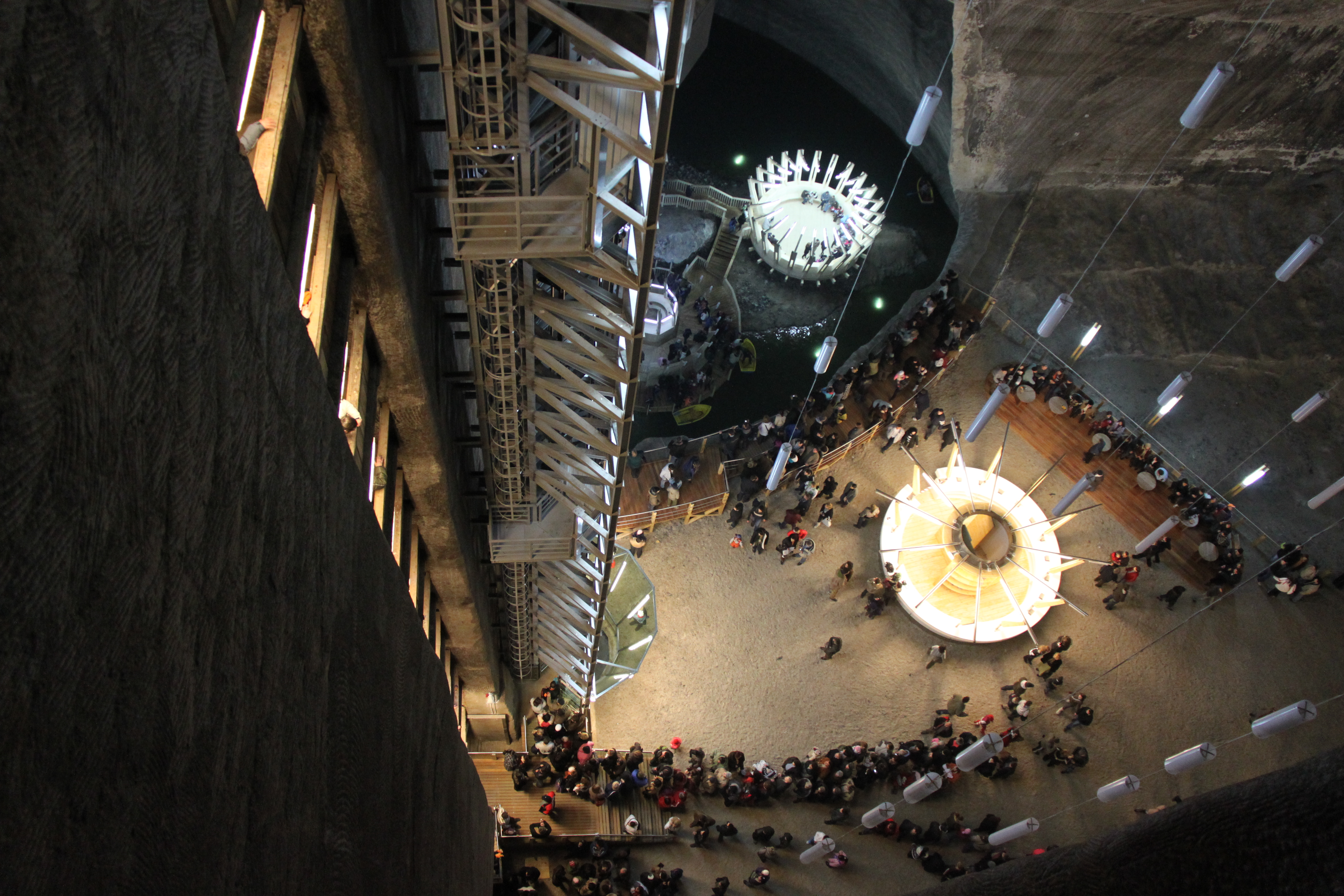
Salina Turda
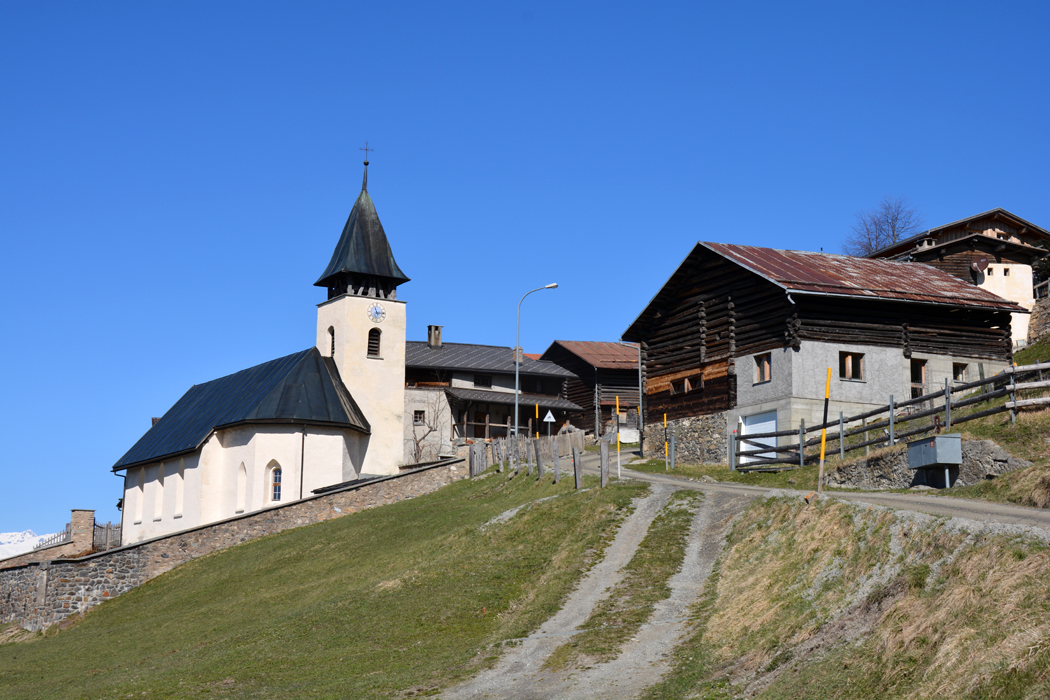
Transfăgărășan

## Cultură

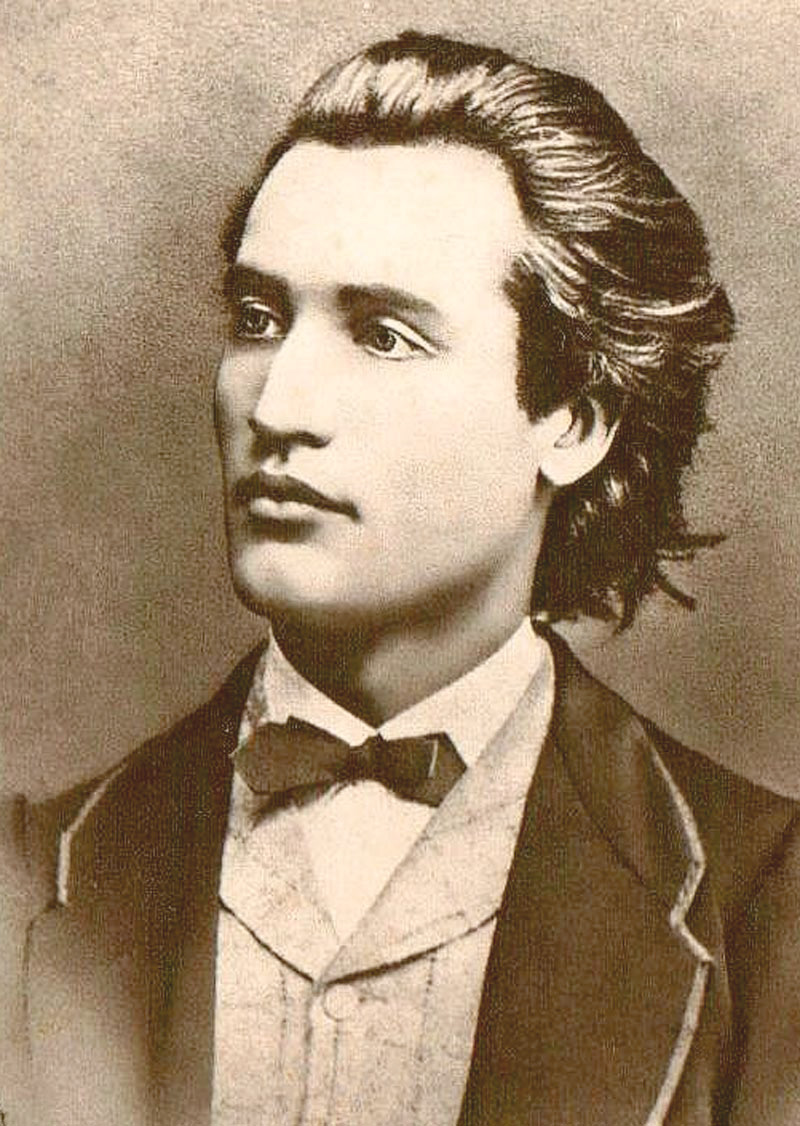
Mihai Eminescu

Cultura din România este caracterizată ca sinteză la locul de întâlnire a trei regiuni: Europa Centrală, Europa de Est și Europa de Sud-Est.

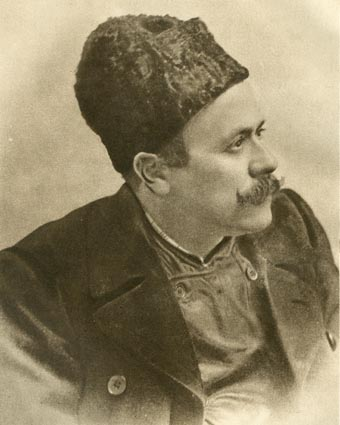
I.L. Caragiale

Folclorul românesc este rezultatul acestei sinteze, originalitatea ei constând în modul de îmbinare și selectarea diferitelor elemente. În antichitate și în evul mediu, cele mai importante influențe au fost din partea popoarelor slave care au migrat în spațiul carpato-dunărean și care s-au format în vecinătatea ei — Bulgaria, Serbia, Ucraina, Polonia și Rusia —, din partea grecilor din Imperiul Bizantin și mai apoi, sub protecție turcă, din Fanar, din partea Imperiului Otoman, de la maghiari, precum și de la germanii care trăiesc în Transilvania. Cultura modernă română a apărut și s-a dezvoltat în aproximativ ultimii 250 ani sub o puternică influență din partea culturilor din vestul Europei, în special cea franceză și cea germană. În plus, sub influența tradiției bizantine și slavone, românii sunt, de asemenea, singurul popor majoritar creștin ortodox dintre popoarele latine.
Principalul umanist român din secolul al XVI-lea a fost Nicolaus Olahus. Umanismul din Moldova secolului al XVII-lea a venit, în general, pe filieră poloneză. Cel mai important reprezentant al său, Miron Costin, a scris o cronică a istoriei Moldovei. Alți umaniști au fost Dimitrie Cantemir și Constantin Brâncoveanu. Principalii reprezentanți ai iluminismului au fost Gheorghe Asachi, Ion Budai Deleanu și Dinicu Golescu. Unirea Principatelor Române din 1859 a dat un impuls deosebit societății și culturii românești. Pe baza unor înalte școli deja existente au fost întemeiate universități la Iași și la București, iar numărul de instituții culturale și științifice a crescut semnificativ.
Sibiul și Brașovul au fost nucleele tiparului pe teritoriul României, de acolo răspândindu-se presa românească. Reprezentanții Școlii Ardelene au promovat introducerea grafiei cu alfabet latin și racordarea culturii române la ideile din spațiul europei occidentale. Un mare impact în literatura română l-a avut în secolul al XIX-lea cercul literar Junimea, fondat de un grup de personalități în jurul criticului literar Titu Maiorescu, în 1863. Acesta a tipărit revista Convorbiri literare, unde au publicat, printre alții, Mihai Eminescu, poetul național al României, Ion Creangă, Vasile Alecsandri și Ion Luca Caragiale, cel mai important dramaturg român. În aceeași perioadă, Nicolae Grigorescu a fost unul din fondatorii picturii române moderne.

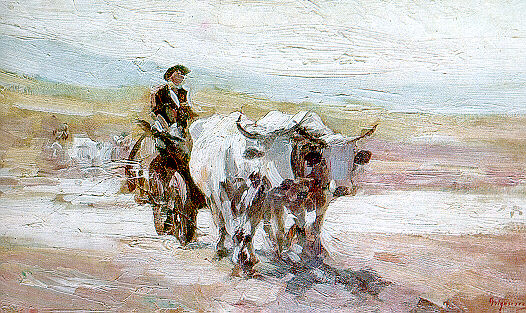
Nicolae Grigorescu – Car cu boi (1899) – Galeria Națională, București

Prima jumătate a secolului al XX-lea este un moment important pentru cultura română, aceasta atingând nivelul său maxim de afirmare internațională în armonie cu tendințele culturale europene. Cel mai de seamă artist plastic, care a ocupat un loc deosebit și în istoria artei mondiale, a fost sculptorul Constantin Brâncuși, o figură centrală a mișcării artistice de avangardă și un pionier al captărilor, inovator în sculptura mondială prin imersiunea în sursele primordiale ale creației populare. Începutul secolului al XX-lea a fost, de asemenea, o perioadă importantă pentru proza românească, în care au activat personalități precum romancierii Liviu Rebreanu, Mihail Sadoveanu și Camil Petrescu. În dramaturgie, un talent aparte a fost Mihail Sebastian, iar Lucia Sturdza Bulandra a fost actrița cea mai reprezentativă pentru această perioadă.

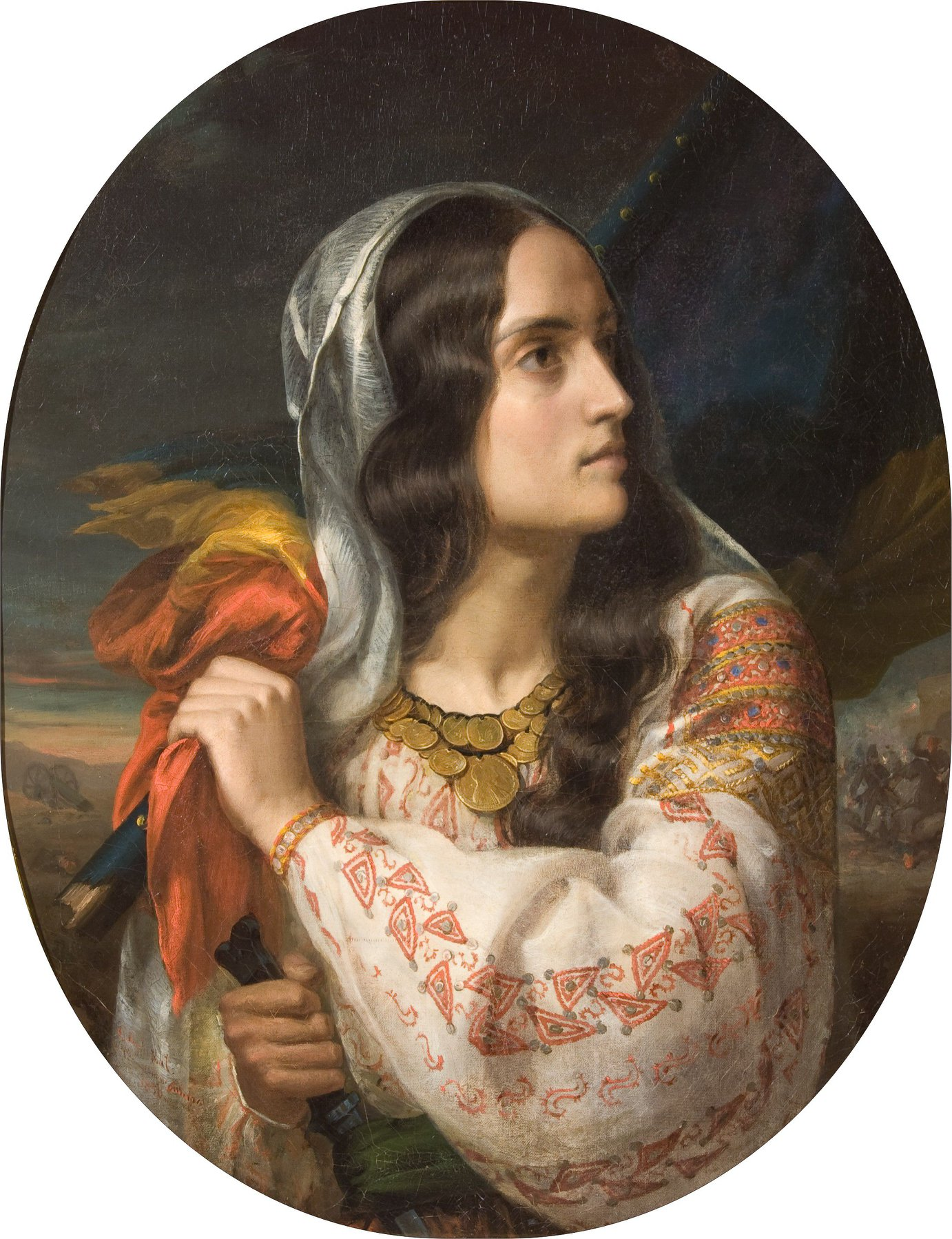
România Revoluționară
C. D. Rosenthal

Poezia interbelică va ajunge să se sincronizeze cu marea poezie europeană. Cei mai însemnați poeți din această perioadă sunt: George Bacovia, Tudor Arghezi și Ion Barbu. De asemenea, Tristan Tzara, unul dintre fondatorii mișcării dadaiste, era originar din România. Tot la fel, în timpul acestei epoci s-au ivit și în filozofia română figuri ca Lucian Blaga, Dimitrie Gusti, Tudor Vianu și Vasile Conta. În domeniul istoriei, perioada a fost dominată de marele erudit Nicolae Iorga.
După cel de-al Doilea Război Mondial, regimul comunist a introdus o cenzură aspră și a folosit cultura ca pe un mijloc de control și subordonare a poporului. Libertatea de exprimare a fost constant restricționată pe diverse căi. În această perioadă, personalități dintre cele mai reprezentative au fost: scriitorii Marin Preda, Nicolae Breban, poeții Nichita Stănescu, Marin Sorescu, precum și criticii literari Nicolae Manolescu și Eugen Simion. O altă consecință a atitudinii comuniste față de elite, în general, a fost apariția, pentru prima dată in istoria României, a unei diaspore adevărate incluzând mari personalități ale vieții științifice și culturale: George Emil Palade (laureat al Premiului Nobel pentru fiziologie sau medicină), Mircea Eliade, renumitul istoric al religiilor, Eugen Ionescu, dramaturg al absurdului, și Emil Cioran. Alți membri remarcabili ai diasporei au fost Sergiu Celibidache și Ionel Perlea, renumiți dirijori.

### Arhitectura

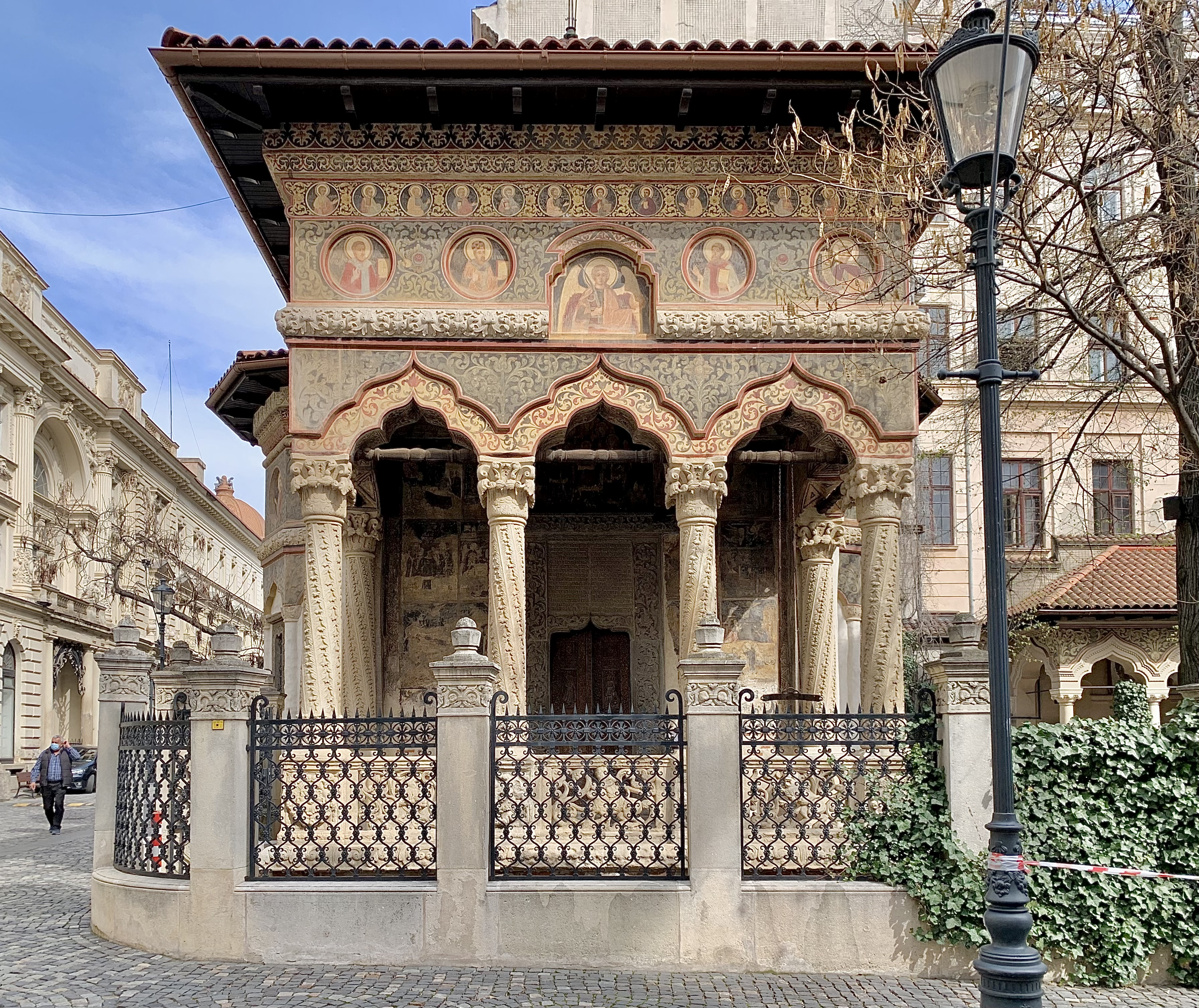
Biserica Stavropoleos, arhitect necunoscut, 1724, un exemplu de arhitectură brâncovenească din perioada fanariotă

În timpul Evului Mediu, multe biserici au fost construite. În România, secolul 17 e cunoscut cel mai bine pentru stilul brâncovenesc, stil popular Țara Românească din timpul domniei lui Constantin Brâncoveanu (1688–1714). Deoarece această epocă a influențat în mod hotărâtor evoluțiile de mai târziu, termenul se folosește prin extensie și pentru a descrie operele de artă din vremea primilor Mavrocordați, până către 1730. Exemple notabile de construcții brâncovenești sunt Palatul Mogoșoaia, Biserica Mănăstirii Antim, Biserica Stavropoleos, fosta Mănăstire Văcărești, Biserica Colțea, Biserica Kretzulescu, Mănăstirea Hurezi, și Ansamblul Palatului Brâncovenesc din Potlogi. Mai târziu, la sfârșitul secolului al XIX-lea, stilul brâncovenesc o să fie sursa de inspirație pentru cel neoromânesc, rezultatul încercărilor de a găsi un stil arhitectural specific românesc.

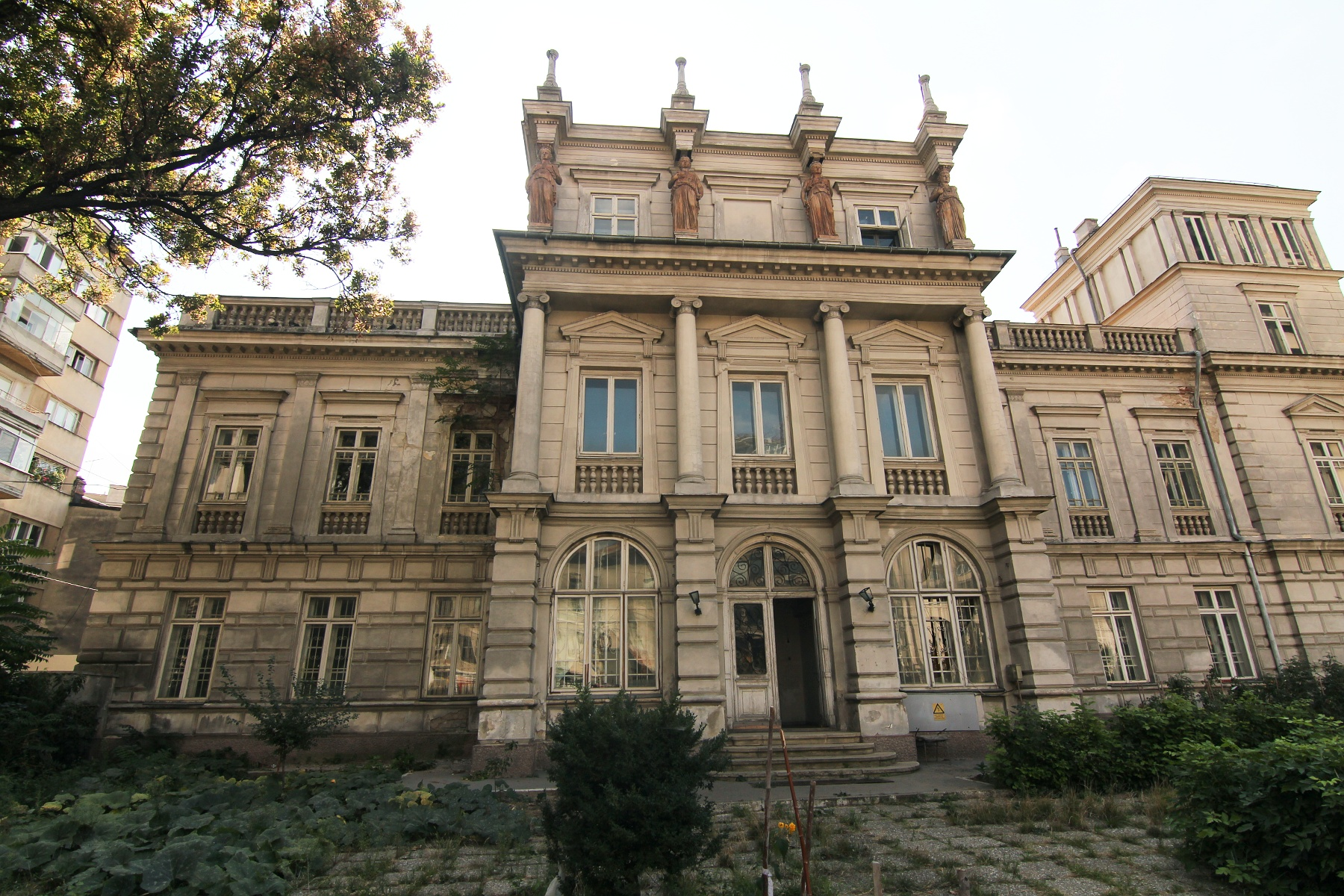
Palatul Știrbei de pe Calea Victoriei, c. 1835, de Michel Sanjouand; cu un etaj cu cariatide adăugat în 1882 de Joseph Hartmann, un exemplu de arhitectură neclasică de secol 19 dinainte domnia lui Alexandru Ioan Cuza

La începutul secolului 19, devenind din ce în ce mai răspândite cu trecerea timpului, apar primele clădiri neoclasice. Ele sunt rezultatul dorinței elitei României de a arăta că și România este o țară europeană, poporul român fiind unul de origine latină. Pe lângă arhitectura neoclasică, apare, mai rar, și cea neogotică. Una dintre cele mai cunoscute clădiri de acest tip e Palatul Șuțu. În timp ce fațada și interioarele sale folosesc diverse elemente clasiciste, tâmplărila geamurilor e neogotică. Alte construcții neoclasice importante din prima jumătate și mijlocul secolului al XIX-lea sunt corpul vechi al Palatului Universității și unul dintre fostele sedii ale Muzeului Național al Literaturii Române din București (Bulevardul Dacia nr. 12).
A doua jumătate a secolului al XIX-lea a fost o perioadă în care orașele României s-au schimbat foarte mult. Au loc sistematizări masive. Casele românești ca de țară cu care umpleau ulițele orașelor, sunt înlocuite cu case cu ferestre la stradă (de obicei două sau trei) de inspirație occidentală, cu ornamente pe fațadă în stiluri vestice, numite case-vagon. Sunt construite și sedii noi pentru instituții, notabile fiind Ateneul Român, Biblioteca Centrală Universitară din București, Palatul Cercului Militar Național, Palatul CEC, Palatul Băncii Naționale, Palatul Bursei, Palatul Patriarhiei, Palatul Facultății de Medicină din București, Teatrul Național „Vasile Alecsandri” din Iași, și Universitatea „Alexandru Ioan Cuza” din Iași. Specific acestei perioade și începutului secolului XX este stilul eclectic (care combină elemente luate din renascentiste, baroce, rococo și neoclasice). Spre deosebire de Transilvania care la acea perioadă făcea parte din Imperiul Austro-Ungar, nu există foarte multe clădiri Art Nouveau în Vechiul Regat, fiind preferat stilul eclectic clasicist. În Vechiul Regat, exemplele de Art Nouveau sunt de obicei combinații cu stilul eclectic clasicist. Exemple sunt Casa Mița Biciclista din București, combinație de neobaroc cu Art Nouveau, Casa Dianu din Craiova, și, cel mai cunoscut, Cazinoul din Constanța. Arhitecți români cu studii în străinătate, în mare parte la școala pariziană, dau orașelor românești prin construcțiile și proiectele lor un aspect întâlnit în celelalte orașe europene. Clădirea specifică perioadei e casa care are două sau trei ferestre la stradă, intrarea în grădină, și ornamente eclectice pe fațadă și stucaturi în interior. Pe lângă cei români, în București și alte orașe ale României cum e Constanța, vin și arhitecți străini, în mare parte francezi și austrieci. Începând cu anii 1880 și 1890, apar și primele încercări de a găsi un stil național, inspirat din arhitectura brâncovenească. Cel mai cunoscut pionier al stilului e Ion Mincu, urmat de, Grigore Cerchez, Cristofi Cerchez, Petre Antonescu și Nicolae Ghica-Budești.
În urma Primului Război Mondial, Bucureștiul devine capitala României Mari. Finalizarea axei pe direcția nord-sud a dat loc pentru construirea clădirilor moderniste, multe Art Deco, neoromânești, sau raționale (stil care constă în clădiri reduse la esențe, cu foarte puține ornamente, dar cu proporții și forme clasice), curente care erau la modă la acel moment în spațiul european. Stilul neoromânesc (cunoscut și ca neobrâncovenesc), apărut în anii 1880 și 1890 ca rezultat al încercărilor unor arhitecți ca Ion Mincu (1852–1912) și Ion N. Socolescu (1856–1924) de a găsi un stil național, devine din ce în ce mai popular în perioada interbelică, ca rezultat al naționalismului. Există clădiri neoromânești remarcabile construite și înainte de Primul Război Mondial, ca Bufetul de la Șosea (1889–1892) și Școala Centrală (1890), ambele de Ion Mincu, sau Palatul Ministerului Lucrărilor Publice (1906–1910) de Petre Antonescu.
Ca urmare a celui De-Al Doilea Război Mondial, în România e instaurat un regim comunist, impus cu forța de Uniunea Sovietică. O mare parte a intelectualității române intră în temnițele stalinismului românesc, inclusiv mai mulți arhitecți și sute de profesori din învățământul superior. De exemplu, G. M. Cantacuzino, unul dintre cei mai importanți arhitecți ai perioadei interbelice, face aproape 10 ani de temniță grea, și moare la puțin timp după ce e eliberat. Odată cu abdicarea forțată și alungarea Regelui Mihai I (30 decembrie 1947), arhitectura românească intră într-o epocă de copiere a celei staliniste, un fel de neoclasicism mai mult sau mai puțin simplificat. Curentul din care face parte respectivul tip de arhitectură se cheamă realism socialist, și a apărut ca reacție la modernism, mai ales la modernismul Art Deco, care în viziunea comuniștilor aparținea „capitalismului putred vestic”. După 1958, odată cu destalinizarea începută de primul lider comunist al României Gheorghe Gheorghiu-Dej, devine popular modernismul de tipul Bauhaus. Se încearcă într-o oarecare măsură apropierea de arhitectura clasicistă-modernistă din timpul perioadei interbelice. Un exemple al acestei arhitecturi e Sala Palatului, din spatele Muzeului Național de Artă al României. În anii 60, 70, și 80, are loc o perioadă de febrilitate în construcții. Orașe și cartiere întregi sunt ridicate fulgerător. Din cauza lipsei de ornamentare, a economiei centralizare, și a arhitecturii funcționaliste, zonele construite în această perioada suferă de o lipsă de identitate, toate arătând la fel. Conducătorul comunist la acel moment, Nicolae Ceaușescu, impune ridicarea în toate capitalele de județ a centrelor civice.

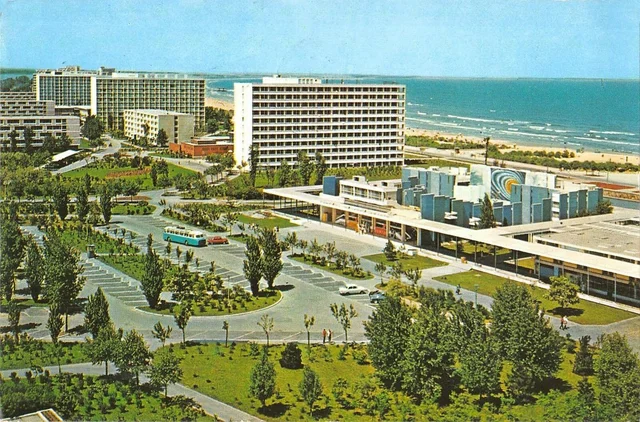
Hoteluri în Mamaia, modernism postbelic, foarte asemănătoare din punct de vedere estetic cu ce se construia în Vestul Europei în anii’ 50 și 60, Cezar Lăzărescu et al., 1958-1961

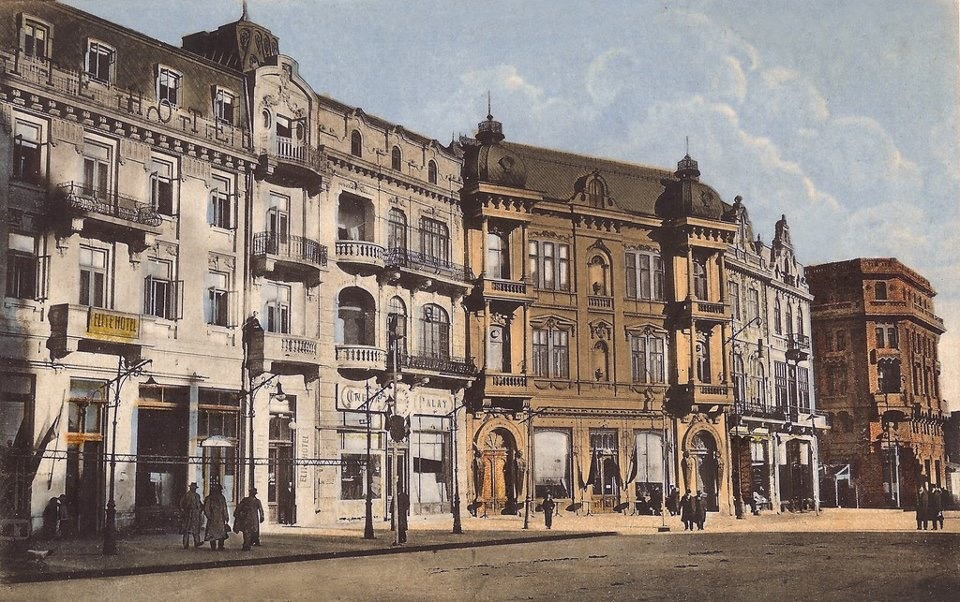
Clădiri în Piața Ovidiu, Constanța, arhitecți necunoscuți, c. 1900–1910, demolate în anii’ 80 cu excepția celei neoromânești din dreapta, parte a procesului de sistematizare

Pe 4 martie 1977, un cutremur puternic lovește Bucureștiul. Aproximativ 1500 de oameni au murit și peste 7000 sunt răniți în cele 32 de construcții care s-au prăbușit. Alte 150 de clădiri cu multe etaje suferă pagube majore. Regimul a folosit pretextul cutremurului pentru a demola o serie de clădiri care, dintr-un motiv sau altul, erau „incomode” pentru el, printr-un proces pe care îl numea sistematizare. Astfel, sunt distruse centrele istorice ale mai multor orașe, și înlocuite cu blocuri comuniste, gri și anoste. Trebuie menționat că nu e vorba de mahalale și zonele sărace, ci de zonele cu case solide construite între sfârșitul secolului al XIX-lea și până la începutul perioadei comuniste. Nu este doar cazul Bucureștiului, procesul întâmplându-se și celelalte orașe, ca Bacău, Botoșani, Constanța, Ploiești, Suceava etc. În paralel cu acest proces, delirul demolator al lui Ceaușescu atinge apogeul, moment în care el își propune transformarea în sens comunist a întregii țări. Cum orașele erau distruse, mai rămâneau satele. Și ele încep să fie demolate. În locul caselor țărănești apar blocurile scunde, asemănătoare cu niște cazărmi.

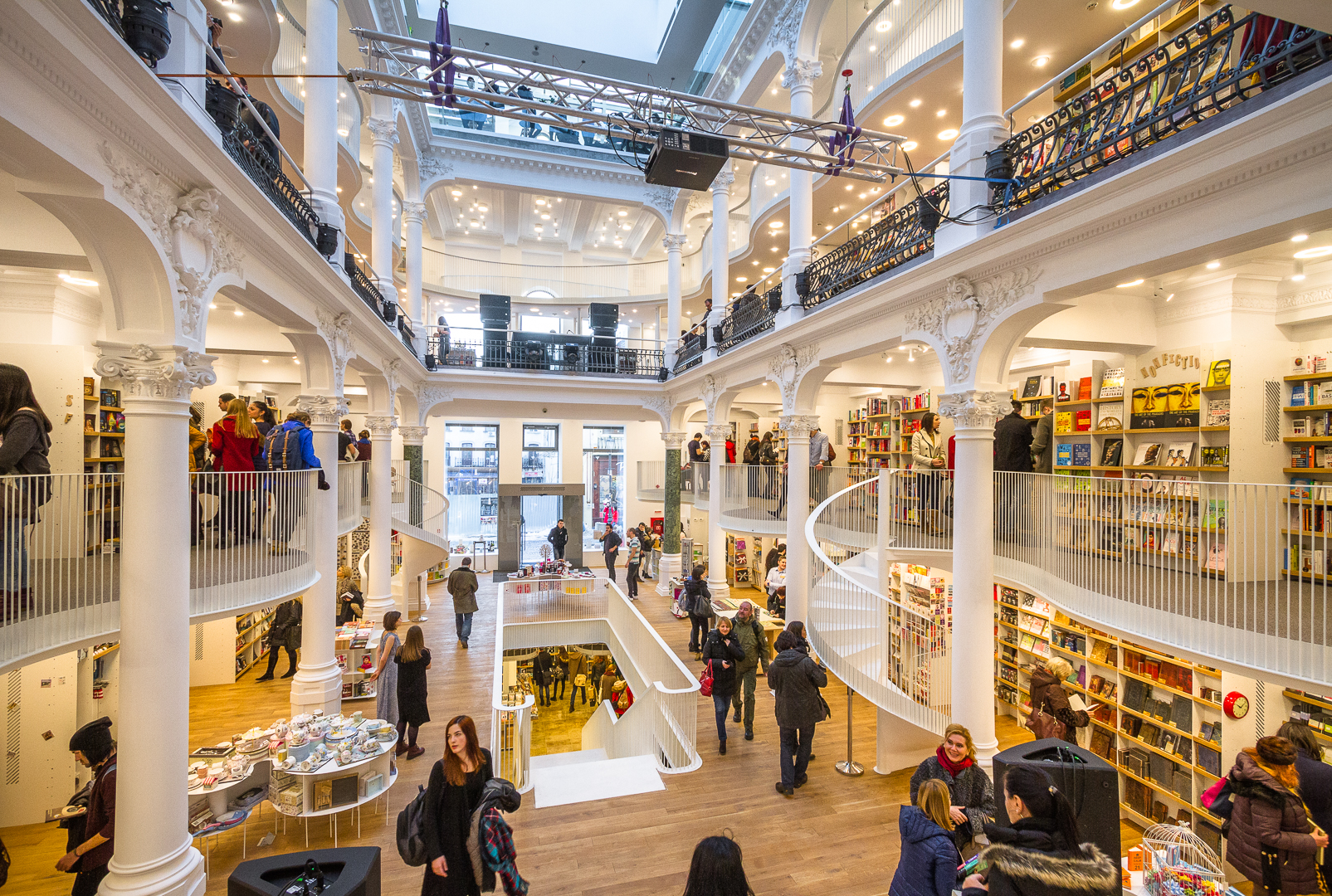
Interiorul librăriei Cărturești Carusel din București, o fostă bancă din anii 1900 pe Strada Lipscani, renovată și transformată într-o librărie în 2015

Strada Dimitrie Racoviță nr. 4A, București, de Corina Dîndărean, 2017

Datorită revoluției care a pus capăt dictaturii comuniste, România a devenit o țară liberă, iar Bucureștiul un oraș deschis și în pas cu tendințele vremii. Mărimea comenzilor arhitecturale se schimbă. În locul statului, fostul comandant al unor proiecte gigantice, acum clienții individuali intră pe scena, cu propriile lor personalități, cerințe și așteptări. O parte a populației se mută din blocurile comuniste la casă, preferând cartierele liniștite de case în locul celor aglomerate de blocuri comuniste. Din cauza speculei imobiliare, mai multe clădiri construite în secolul al XIX-lea și începutul secolului XX, inclusiv case de oraș, au fost dărâmate și înlocuite cu blocuri. Nu de puține ori, case istorice au fost incendiate sau demolate peste noapte. Acoperișurile le-au fost deteriorate astfel încât să plouă înăutru, lucru care să grăbească prăbușirea respectivelor clădiri. Totuși, nu trebuie neglijat faptul că în același timp mai multe construcții au fost restaurate, și prin retrocedare, au fost date înapoi proprietarilor lor, statul comunist confiscând-le abuziv la începutul regimului. Un exemple bine cunoscut este cel al librăriei Cărturești Carusel de pe Strada Lipscani din Centrul Vechi al Bucureștiului, deschisă în 2015 într-o fostă bancă. Elegantul edificiu de secol XIX a intrat în posesia celebrei familii de bancheri Chrissoveloni în 1903, iar în perioada comunistă a fost confiscat/naționalizat și transformat în magazinul Familia. După 1990, imobilul a fost recuperat și reabilitat de proprietarul actual, domnul Jean Chrissoveloni, iar acum prinde viață printr-o amenajare inovatoare, dar atentă la substanța istorică, semnată de biroul de arhitectură Square One. Ca rezultat, librăria a devenit în scurt timp o atracție importantă a Centrului Vechi al Bucureștiului, clienții fiind atât turiști cât și bucureșteni. O altă librărie Cărturești care se află în două case istorice este Cărturești Verona, la intersecția Străzii Arthur Verona cu Bulevardul Gheorghe Magheru, în Casa Sturdza (cea cu intrarea la bulevard) și o casă eclectică din Belle Époque cu grădină. O altă parte a caselor de patrimoniu sunt renovate, și transformate în baruri, restaurante, și magazine. O zonă în care sunt predominant case renovate e cea a Străzilor Dimitrie Racoviță, Sfântul Ștefan, Plantelor, și Alexandru Romano.

### Muzică
Muzica românească cuprinde totalitatea creațiilor muzicale elaborate de către români și strămoșii acestora. Posibilitatea de a trata muzica daco-geților și a protoromânilor este foarte limitată din pricina documentației minime păstrate. Începând cu Evul Mediu, situarea la confluența dintre est și vest a determinat o diferențiere între muzicile apreciate în primele state românești: cele așezate în apus beneficiază de influențe vestice, în vreme ce statele situate în est preiau elemente din muzicile bizantină, slavă și, mai târziu, turcească. Aceste influențe au acționat atât asupra muzicii folclorice, cât și a muzicii erudite (muzică religioasă – gregoriană în apus și bizantină în răsărit – și muzică cultă laică). Folclorul muzical românesc cuprinde toate creațiile culturii spirituale populare românești din domeniul artei sunetelor. Se face referire la moștenirea muzicală a românilor de la sat dintotdeauna și a popoarelor din care ei au luat naștere. Sub delimitarea folcloristicii, folclorul muzical constituie o ramură a creației tradiționale românești, alături de: folclorul literar, dans și teatrul popular. La începutul secolului XX se remarcă compozitorul George Enescu, primul creator român ce realizează o sinteză organică, profundă între muzica folclorică românească și tendințele muzicii culte ale vremii sale (este epoca romantismului târziu); el folosește un limbaj muzical modern și experimentează în ariile modală și microtonală. Enescu este considerat cel mai valoros compozitor român din toate timpurile.

### Arte plastice

#### Patrimoniul mondial
Lista Patrimoniului Mondial UNESCO include monumente din România precum: așezările săsești cu biserici fortificate din Transilvania, bisericile pictate din nordul Moldovei, bisericile de lemn din Maramureș, Mănăstirea Horezu, Cetatea Sighișoarei, fortărețele dacice din Munții Orăștiei, Delta Dunării. precum și unele rezervații naturale forestiere din Carpați incluse în situl transnațional denumit Pădurile primare și bătrâne de fag din Carpați și din alte regiuni ale Europei. De asemenea, în 2007, când a fost rândul României să desemneze una din cele două capitală europeană a culturii, a ales orașul Sibiu pentru a se alătura Luxemburgului în acel an. Pentru anul 2021, când este din nou rândul său, a fost ales orașul Timișoara.

### Știință
În domeniul tehnic se pot nota realizări spectaculoase în domeniul aviației, făcute de Traian Vuia, Aurel Vlaicu, Aurel Persu și Henri Coandă. Unul dintre întemeietorii ingineriei românești este Anghel Saligny – remarcabil inginer constructor, realizatorul multor invenții și premergător mondial al științei construcțiilor metalice și de beton armat. În arhitectură, printre realizările semnificative, putem cita: Biserica Neagră, Castelul Bran, Castelul Huniazilor și Castelul Peleș. În epoca modernă, Ion Mincu este fondatorul școlii române de arhitectură. În medicină, Nicolae Paulescu a fost unul din precursorii descoperirii și folosirii insulinei în scopul tratării diabetului, Gheorghe Marinescu a fost un important neurolog, iar Victor Babeș a fost unul dintre primii bacteriologi. Gheorghe Țițeica a fost unul dintre cei mai remarcabili matematicieni români.

### Cinematografie
Cinematograful a apărut în România la 27 mai 1896 iar primele proiecții au avut loc în București la sediul ziarului de limba franceză L’Indépendance Roumaine. Printre cei mai importanți regizori români, se numără: Jean Georgescu, Victor Iliu, Liviu Ciulei, Ion Popescu-Gopo, Lucian Pintilie, Dan Pița, Alexandru Tatos, Mircea Daneliuc și Sergiu Nicolaescu. Dintre filmele românești cu distincții internaționale pot fi amintite: Pădurea spânzuraților, Răscoala, Hotel de lux și Terminus Paradis. Alte filme din ultimii ani care s-au bucurat de succes internațional sunt: Moartea domnului Lăzărescu, regizat de Cristi Puiu și 4 luni, 3 săptămâni și 2 zile realizat de Cristian Mungiu și premiat cu Palme d’Or la Cannes. Printre cei mai talentați actori români se numără: Radu Beligan, Constantin Tănase, Toma Caragiu, Victor Rebengiuc, Gheorghe Dinică, Ștefan Iordache, Marcel Iureș, Marin Moraru, Amza Pellea, Florin Piersic, Dem Rădulescu, Tamara Buciuceanu Botez, Draga Olteanu Matei, Stela Popescu, Ilarion Ciobanu, Dorel Vișan, Mircea Albulescu, Sebastian Papaiani, Florian Pittiș, Mircea Diaconu, Maia Morgenstern și Alexandru Arșinel.

## Armată

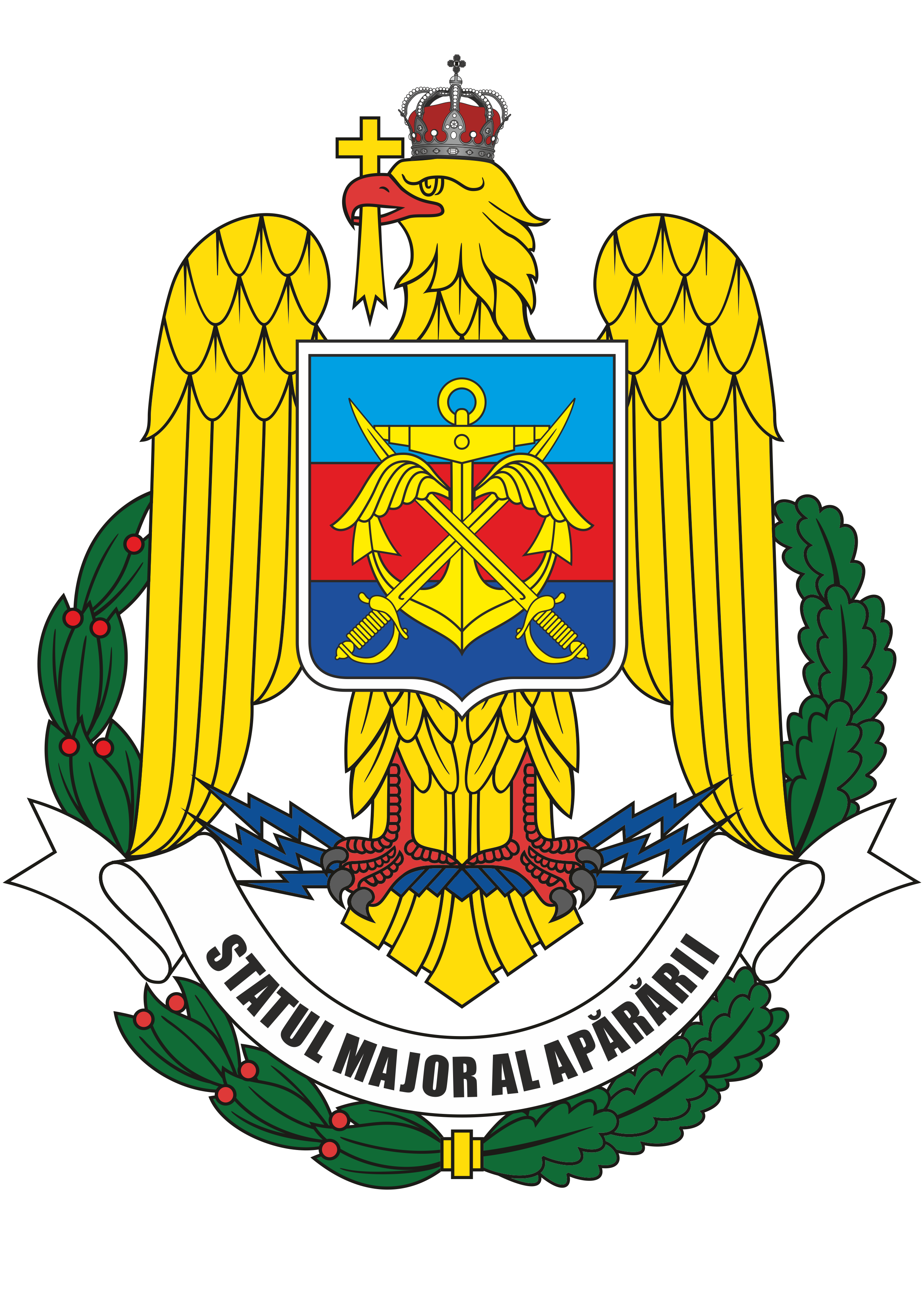
Stema statului Major al Apărării

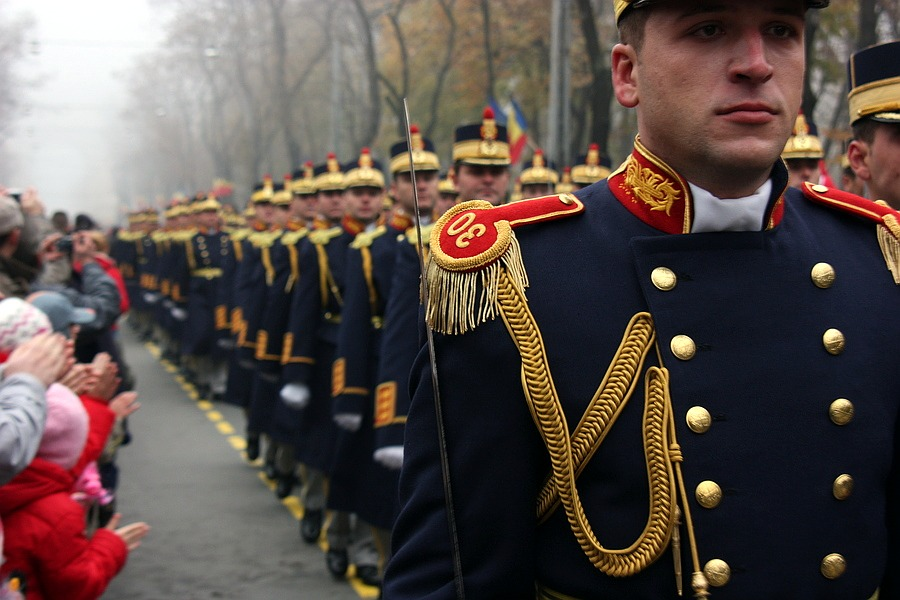
Paradă militară de Ziua Națională a României

Armata Română este formată din trei categorii de arme: Forțele Terestre, Forțele Aeriene și Forțele Navale, aflate sub comanda Statului Major General, direct subordonat Ministerului Apărării Naționale. Pe timp de război, Președintele României este comandatul suprem al Forțelor Armatei. Ministerul Apărării Naționale are prevăzute, potrivit proiectului pe 2009, cheltuieli în valoare de 7,65 miliarde de lei, respectiv 1,3% din PIB, ceea ce reprezintă cu aproximativ două miliarde de lei mai puțin față de suma prevăzută în proiectul fostului Guvern Tăriceanu. Modernizarea armatei române necesită, în următorii 10 ani, 13 miliarde euro, doar pentru programele mari de înzestrare, planificate atât pentru forțele aeriene, cât și pentru cele terestre și navale. În prezent, numărul total de efective participante la misiuni internaționale este de 1601. Momentan, sunt trupe române în Bosnia și Herțegovina, Kosovo, Irak și Afganistan. Serviciul militar obligatoriu a fost eliminat din 2007.

### Dotări
Ca urmare a aderării României la NATO în 2004, a urmat o perioadă de pregătiri intensive pentru transformarea armatei într-o instituție profesionistă până în anul 2007, urmând a avea 90.000 de angajați, dintre care aproximativ 75.000 de militari și 15.000 civili. Dintre cei 75.000, circa 45.800 vor reprezenta forțele terestre, circa 13.250 forțele aeriene și 6.800 forțele navale, restul de 8.800 având alte sarcini.
În prezent Armata Română trece printr-un proces de restructurare în trei stagii. Primul stagiu va fi completat în 2007. Anul 2015 va marca sfârșitul celui de-al doilea stagiu, când forțele armate vor fi reduse la 80.000 de oameni. Întregul proces este estimat să fie completat în 2025. Aceste modificări au ca scop modernizarea structurii forțelor armate, prin reducerea personalului și achiziționarea de tehnologie nouă și îmbunătățită, compatibilă cu standardele NATO.

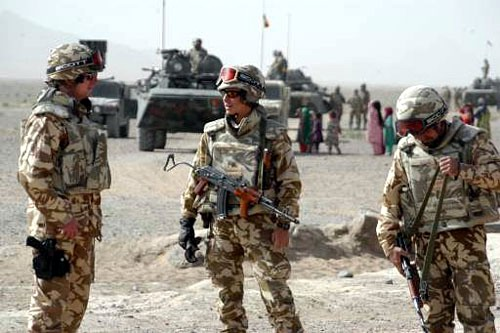
Trupe române în Afganistan

Potrivit unui material difuzat de Ministerul Apărării Naționale (MApN), prioritatea în domeniul achizițiilor de echipamente moderne o dețin forțele aeriene. O realizare a Forțelor Aeriene a fost modernizarea elicopterului IAR – 330 SOCAT, realizată cu ajutorul unei firme israeliene, care a dus la asigurarea interoperabilității cu sistemele NATO Tancul mijlociu românesc TR-85 M1 a intrat recent în dotarea Forțelor Terestre ale armatei române, el fiind varianta modernizată a principalului vehicul de luptă al infanteriei. Obiectivul principal al Statului Major al Forțelor Navale a fost și este achiziția, revitalizarea și modernizarea fregatelor Regele Ferdinand și Regina Maria.

### Istoric
La 12/24 noiembrie 1859, Prin Înaltul Ordin de Zi nr. 83, al domnitorului Alexandru Ioan Cuza, este înființat Statul Major General. Bazele moderne ale constituirii și consacrării Forțelor Terestre pot fi plasate în timp din cea de-a doua jumătate a secolului al XIX-lea. Aviația militară română a luat ființă în anul 1910 datorită colaborării societății civile cu Ministerul de Război, iar primul avion militar de concepție și construcție românească, proiectat de inginerul aviator Aurel Vlaicu și realizat la Arsenalul Armatei, a zburat la 17 iunie 1910.

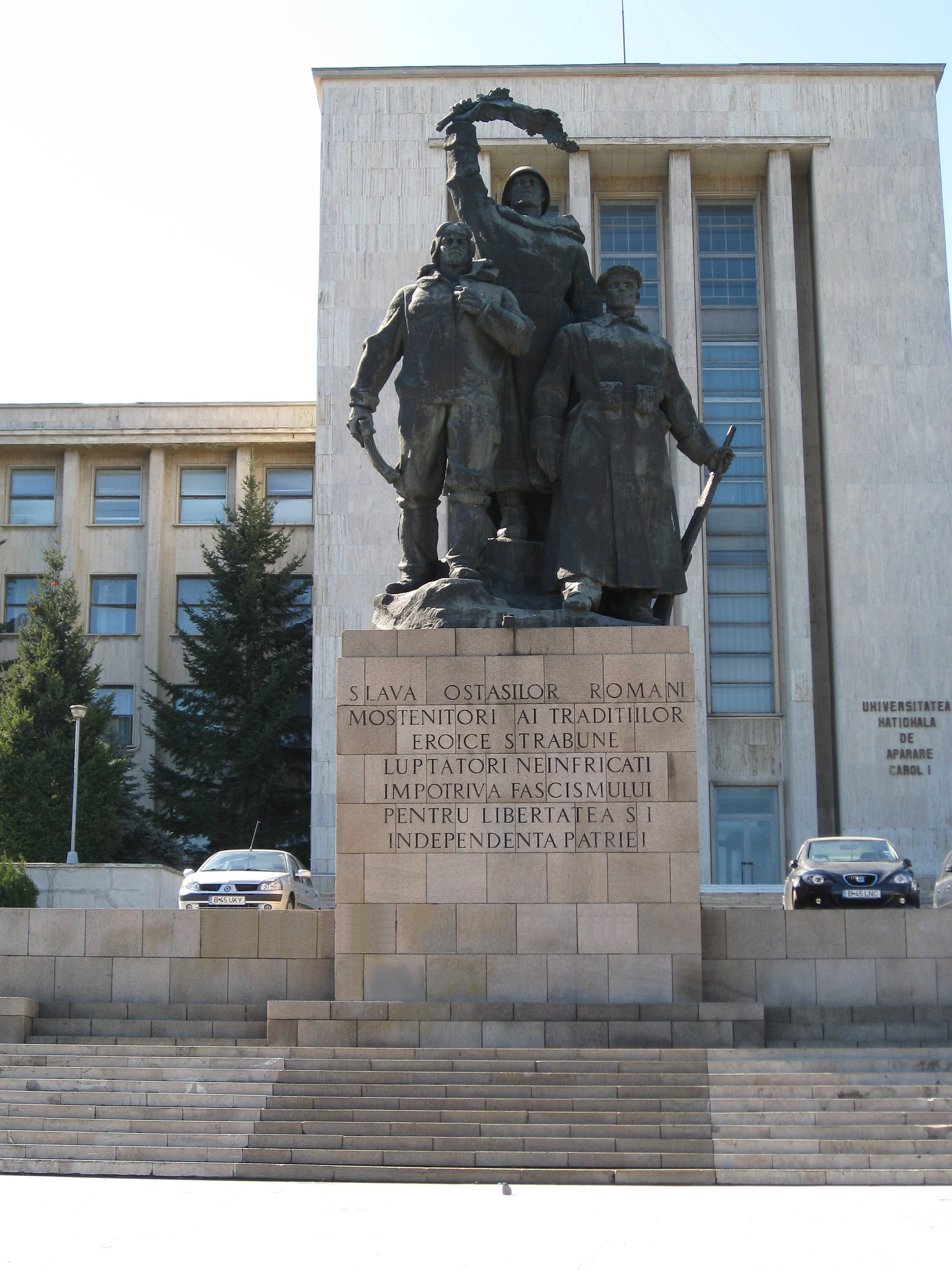
Universitatea Națională de Apărare „Carol I” cu Monumentul Eroilor Patriei

După unirea Principatelor Române, în anul 1859, s-a acționat pentru contopirea flotelor din Moldova și Muntenia și organizarea unei structuri navale unitare ce s-a numit Corpul Flotilei. Prima flotilă militară a statului român a avut în compunere 6 șalupe-canoniere și era dispusă în 6 baze, în porturile Chilia, Ismail, Galați, Brăila, Giurgiu și Calafat. NMS Delfinul este numele a primului din cele două submersibile cu acest nume ale Marinei Militare Române. Cel actual, numit tot „Delfinul” în memoria primului, a fost construit în URSS. Marina militară Română mai avea înainte de al Doilea Război Mondial alte două submarine: Rechinul și Marsuinul.
În Armata României, uniformele militare sunt purtate conform unui regulament. Toți militarii, indiferent de grad, inclusiv cei în rezervă și în retragere care au aprobare de a purta ținută militară, sunt obligați să cunoască și să aplice prevederile acestuia privind ținutele. Etapele de evoluție a uniformelor militare românești sunt legate de momente ale organizării armatei și reflectă caracterele epocii. Distincțiile militare onorifice sunt însemne care simbolizează aprecierea faptelor deosebite săvârșite în timpul îndeplinirii misiunilor militare. Ele cuprind embleme, insigne onorifice, plachete, denumiri onorifice și distincții de serviciu.
Clubul sportiv al armatei, Steaua, a fost înființat la 6 iunie 1947, pentru a continua într-un cadru instituționalizat vechea tradiție a practicării sportului în Armata României. În cei 60 de ani de existență, sportivii clubului s-au aflat în permanență printre protagoniștii întrecerilor naționale și internaționale. În fiecare an, pe 25 octombrie se sărbătorește Ziua Armatei, iar pe 1 decembrie, de Ziua Națională a României, în București și la Alba-Iulia au loc numeroase parade militare. În București se află Universitatea Naționala de Apărare și Muzeul Militar Național.

## Sport
Primele asociații sportive din România au fost înființate la mijlocul secolului al XIX-lea. Una din primele s-a numit „Societatea de dare la semn” (înființată în timpul domniei lui Al. I. Cuza). În primii ani ai secolului al XX-lea s-au extins sporturi precum boxul, ciclismul și mai târziu jocurile de echipă. Primul meci de fotbal oficial s-a jucat la Timișoara în 1902 iar în 1910 a fost înființat primul club de rugby în București. Doi ani mai târziu a fost înființată în capitală Federația Societăților Sportive din România, fiind urmată de înființarea Comitetului Olimpic Român în 1914. Prima instituție de învățământ superior în acest domeniu, Institutul Național de Educație Fizică, și-a deschis porțile în 1923. În perioada dintre cele două războaie mondiale sportivii români au obținut primele victorii în concursurile internaționale.

### Oină
Oina — sau hoina cum i se mai spunea — este socotită un joc sportiv național pentru români, având, pe pământul românesc, o vechime de cel puțin 6 secole, așa cum menționează cronici și hrisoave care îi subliniază popularitatea de care se bucura printre copii și tineri, oșteni și voievozi. În timpul lui Vlaicu Vodă, anul 1364, oina se juca în Țara Românească, ea pătrunzând peste tot: în sate, în comune, în viața oamenilor. Jocul de oină amintește de o veche îndeletnicire a daco-romanilor, păstoritul. A „oina” oile înseamnă a le coborî toamna de la munte la șesul verde, într-o zonă sau localitate din apropierea unui râu, fenomen numit transhumanță.

### Fotbal

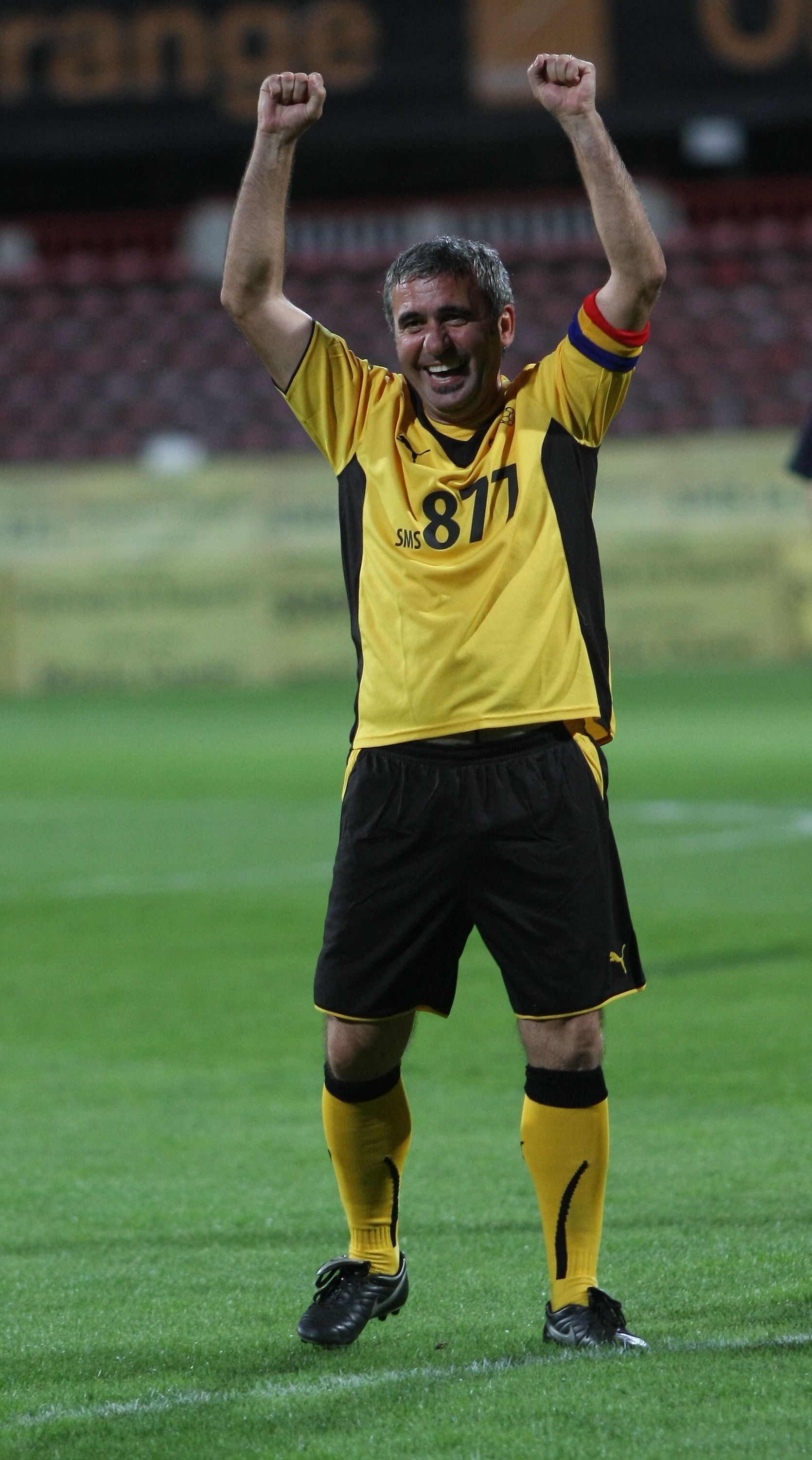
Gheorghe Hagi

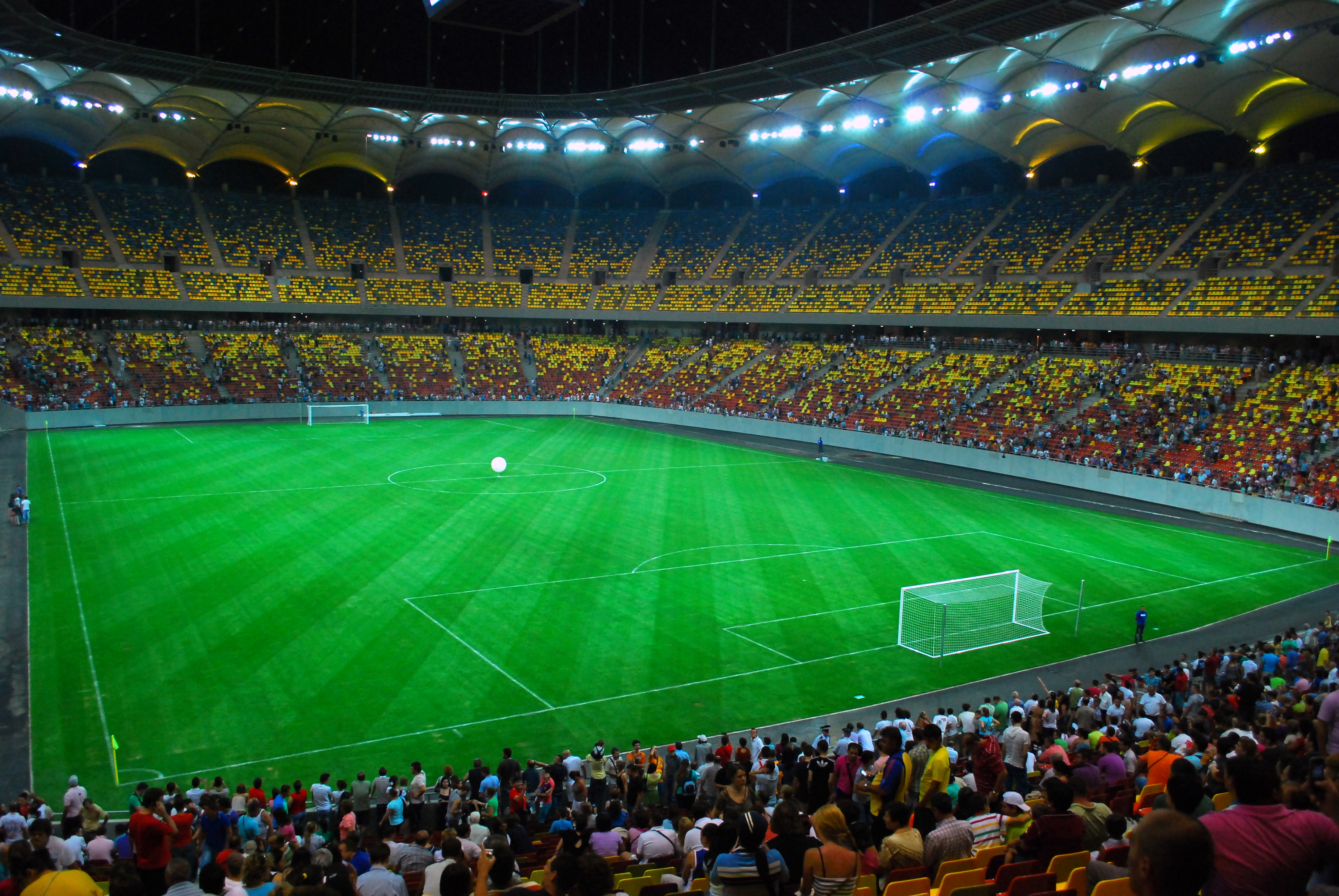
Arena Națională, București

Echipa națională de fotbal a României își începe activitatea prin meciul de la 8 iunie 1922 de la Belgrad, contra Iugoslaviei, scorul fiindu-i favorabil cu 2–1. La 20 mai 1923 Comisia de Fotbal a FSSR (Federația Societăților Sportive din România) este admisă la Congresul de la Zürich ca membră a FIFA. În această calitate de membră a FIFA, România participă la Turneul Olimpic de Fotbal de la Jocurile Olimpice din 1924 desfășurate la Paris. Federația Română de Fotbal este membră fondatoare a UEFA în 1954. Din august 1990, FRF a devenit organ independent de conducere al mișcării fotbalistice din România, primul președinte ales fiind Mircea Sandu.
La nivel internațional, selecționata de fotbal a României a participat până acum la 7 Campionate Mondiale de Fotbal. Cele mai mari succese le-a înregistrat pe parcursul anilor '90. În 1994, la Campionatul Mondial din Statele Unite, echipa României a reușit să ajungă până în sferturi, clasându-se atunci pe poziția 6 în clasamentul FIFA. Liderul generației de aur a fotbalului românesc este
Gheorghe Hagi. În prezent, dintre fotbaliștii români celebri pot fi amintiți Adrian Mutu și Cristian Chivu.
Cel mai cunoscut club de fotbal din România este FCSB, care în 1986 a fost prima echipă din estul Europei și singura din România ce a câștigat Cupa Campionilor Europeni. De asemenea, în 1989 a mai jucat o finală a Cupei Campionilor Europeni, în 1988 o semifinală, iar în 2006 a ajuns în semifinalele Cupei UEFA, după un sfert de finală jucat cu altă echipă românească, Rapid București. Altă echipă de succes din fotbalul românesc este Dinamo București care a jucat o semifinală a Cupei Campionilor Europeni în 1984, iar în 1990 semifinala Cupei Cupelor; anterior, în sezonul 1982-83, CS Universitatea Craiova a ajuns până în semifinalele Cupei UEFA.

### Tenis

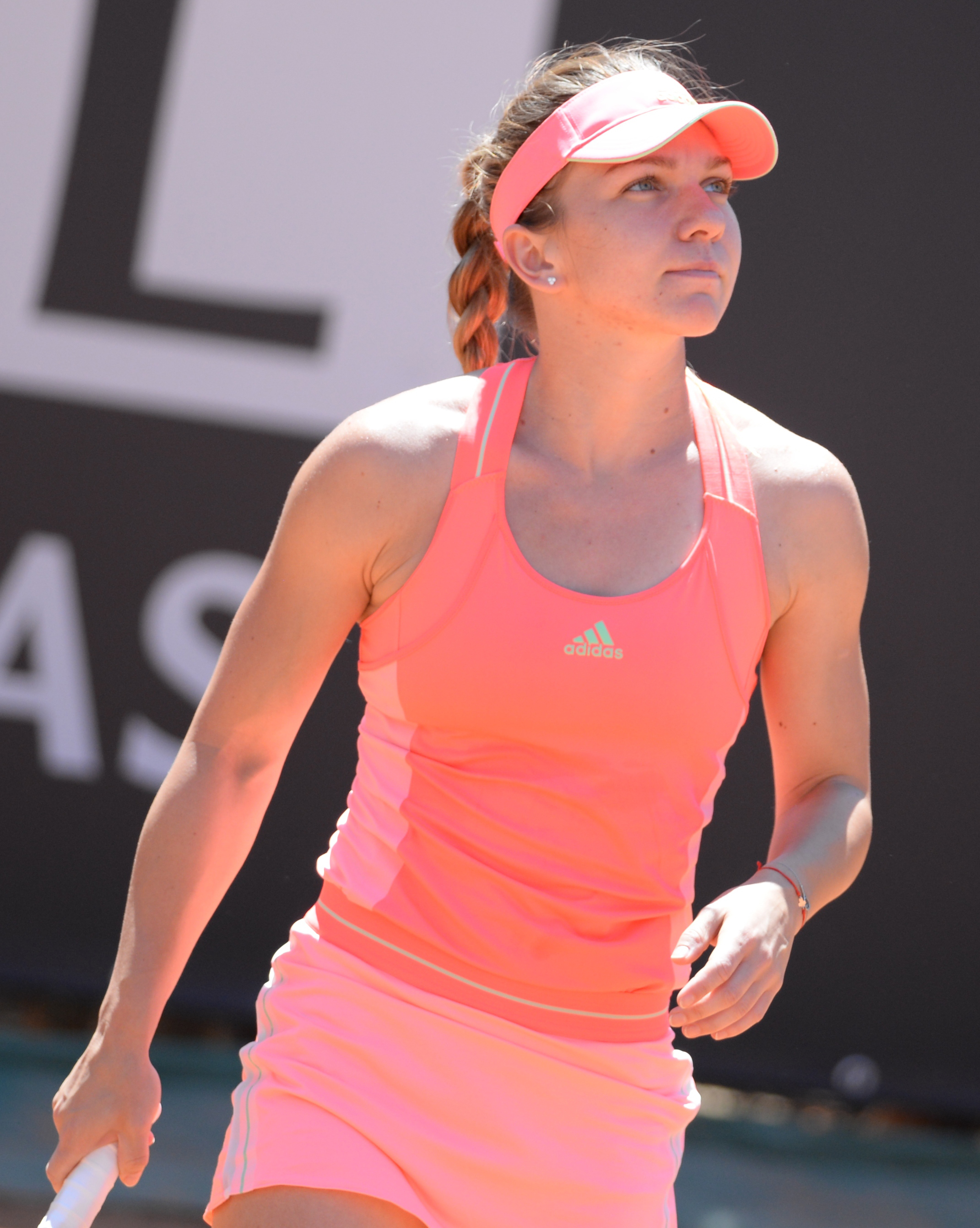
Simona Halep

Tenisul a fost introdus și el în România pe la sfârșitul secolului al XIX-lea de studenți întorși de la studiile din străinătate. Cel mai cunoscut jucător român de tenis este Ilie Năstase, activ în anii 1970, care în 1973 a ajuns numărul 1 mondial după ce a câștigat turneele de Grand Slam US Open 1972 și Roland Garros 1973. A făcut echipă de Cupa Davis cu Ion Țiriac, cu care a jucat finala în 1969, 1971 și 1972, pierzând de fiecare dată în fața Statelor Unite. Cei doi au câștigat și titlul la dublu la Roland Garros în 1970. După încheierea carierei, Țiriac a plecat din România comunistă și s-a lansat în afaceri, în 2015 el fiind considerat de Financial Times cel mai bogat fost sportiv profesionist din lume.
La feminin, Virginia Ruzici a fost, în aceeași perioadă, una dintre cele mai bune jucătoare din lume, câștigând turneul de la Roland Garros atât la simplu, cât și la dublu în 1978. Mai recent, Simona Halep a ajuns numărul 1 mondial și a câștigat Roland Garros la simplu în 2018. 

În data de 13 iulie 2019, Simona Halep a câștigat cu 6-2, 6-2 la finala de la Wimbledon, în meciul cu Serena Williams. Este al doilea titlu de Grand Slam câștigat și este prima jucătoare din România care câștigă turneul de la Wimbledon.

### Handbal

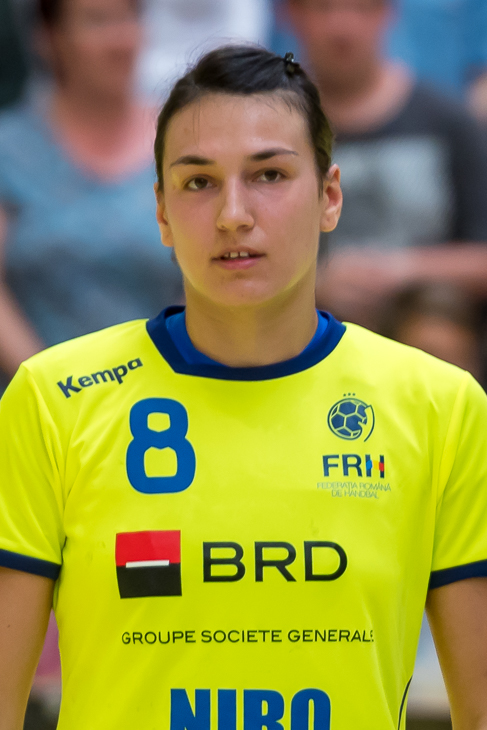
Cristina Neagu

În România, primul meci de handbal a avut loc în anul 1922, fiind disputat în orașul Sibiu, între două echipe de elevi.
În anul 1936, handbalul se desprinde și este creată o federație de sine stătătoare, dar activitatea acesteia în ceea ce privește echipele, formarea antrenorilor și a arbitrilor, precum și promovarea acestui sport în rândul unor categorii largi ale populației a fost nesatisfăcătoare. În 1937, se organizează primul Campionat Național de handbal (pe mai multe serii). Handbalul românesc se afirmă și pe plan internațional, reușind, prin rezultatele obținute în perioada 1935-1940, să se claseze pe locul al cincilea în clasamentul mondial, precizează Enciclopedia Educației Fizice și Sportului.
La primele întreceri olimpice de handbal, din 1936, de la Berlin, au participat șase țări, România clasându-se pe locul 5.
La Campionatul Mondial de Handbal Masculin din 1961, în Republica Federală Germania, echipa României a câștigat campionatul după ce a învins în finală echipa Cehoslovaciei, devenind astfel pentru prima dată campioană mondială.
La a V-a ediție a Campionatului Mondial de Handbal Masculin din 1964, în Cehoslovacia, echipa României a câștigat campionatul după ce a învins în finală echipa Suediei, cu scorul de 25-22.
În 1970, echipa României a câștigat pentru a treia oară Campionatul Mondial, după ce a învins echipa RDG-ului, cu scorul de 13-12.
În 1974, echipa României câștigă pentru a patra oară Campionatul Mondial, după ce a învins echipa RDG-ului, cu scorul de 14-12.
La a II-a ediție a Campionatul Mondial de Handbal Feminin din 1956, în Republica Federală Germania, echipa României devine campioană a lumii la handbal în 11 jucătoare. La a III-a ediție a Campionatul Mondial de Handbal Feminin din 1960, în Țările de Jos, echipa României câștigă pentru a două oară titlul de campionană mondială la handbal în 11 jucătoare, după ce învinseseră, în finală, echipa Austriei cu 10-2.
La Campionatul Mondial de Handbal Feminin din 1962, desfășurat în România, echipa României a câștigat campionatul după ce a învins în finală echipa Danemarcei cu scorul de 8-5, devenind pentru prima dată campioană mondială.
România este singura țară a cărei echipă națională a participat la toate edițiile Campionatului Mondial.
La Jocurile Olimpice de vară din 1976, echipa masculină de handbal a României s-a clasat pe locul 2.
Până în prezent, echipa națională de handbal feminin a României nu s-a calificat decât la patru turnee olimpice. Cea mai bună clasare a fost la Jocurile Olimpice de vară din 1976, unde România a obținut locul 4.
Cristina Neagu, căpitanul echipei naționale a României, este singura handbalistă din istoria acestui sport recompensată de patru ori cu titlul de Cea mai bună handbalistă IHF a anului.

### Alte sporturi și Jocurile Olimpice
Prima participare a României al Jocurile Olimpice a fost în 1900 când a participat doar cu un singur sportiv. Mai apoi, delegația României a fost prezentă la toate edițiile Jocurilor Olimpice începând cu anul 1924, excepție făcând două ediții de vară, cele din 1932 și 1948 și una de iarnă, cea din 1960. România are un palmares de 292 de medalii (din care 86 de aur, 89 de argint și 117 de bronz) câștigate de sportivi la Jocurile Olimpice de vară, de la prima ediție, Paris, 1924 până la ediția Beijing 2008. Prima medalie olimpică, una de bronz, a fost câștigată la Paris în 1924 de către echipa de rugby. Ea a fost urmată de una de argint la cursele de cai la Olimpiada din Berlin din 1936. Primele titluri de campion mondial au fost câștigate în 1934 și 1936 la sanie, în timp ce boxul românesc obținea primul titlu european în 1930 prin Lucian Popescu. În anii '50 s-au înregistrat succese notabile la tenis de masă feminin, tir, box, lupte și haltere. Dintre sportivii din această perioadă pot fi amintiți Iosif Sîrbu și Iolanda Balaș. La caiac-canoe România s-a remarcat prin Ivan Patzaichin iar la canotaj prin Elisabeta Lipă.

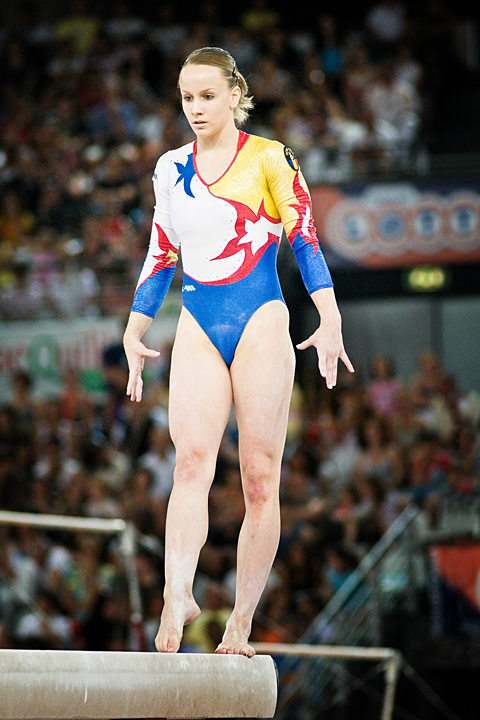
Sandra Izbașa

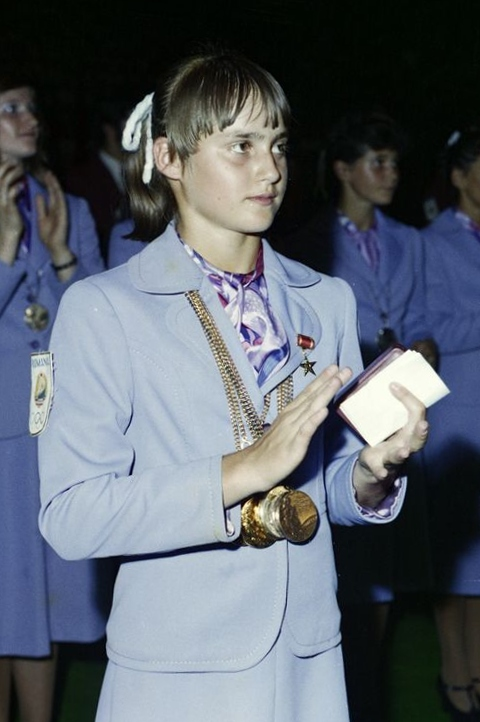
Nadia Comăneci

Gimnastica românească a avut un număr semnificativ de succese fapt pentru care România a devenit cunoscută în întreaga lume. Nadia Comăneci, prin performanțele sale răsunătoare consemnate de istoria sportului ca expresie a perfecțiunii este recunoscută peste ani de mișcarea olimpică ca sportiva secolului al XX-lea.
La 2 mai 1910 se înființează grupare polisportiva „Tenis Club Roman” (TCR). Aceasta reunea mai multe discipline: sporturi atletice, canotaj, football-rugby (denumirea englezească a rugby-ului), fotbal, înot, patinaj, sporturi de iarnă, scrimă, tenis și tir. Culorile noului club erau alb si verde, iar numarul membrilor se apropia de 350. Jocul de rugby avea să apară în cadrul acestui club peste doi-trei ani, printre promotorii acestei discipline numărându-se Grigore Caracostea și Mircea Iconomu. La fel cum s-a întâmplat și cu jocul de fotbal, primele noțiuni legate de rugby, precum și cele dintâi baloane de joc, au fost aduse la București de către tineri români care studiaseră la Paris. Acest proces s-a petrecut pe la începutul secolului al XX-lea.
Angelica Rozeanu a fost campioană mondială la tenis de masă în anii 1950 – 1955.
Jocul de baschet se răspândește în Europa la începutul secolului al XX-lea, fiind prezentat demonstrativ la Jocurile Olimpice din 1904, de la St. Louis. În 1932 se constituie Federația Internațională de Baschet Amator (FIBA). România s-a aflat printre cele 8 țări membre fondatoare ale forului mondial alături de Anglia, Argentina, Cehoslovacia, Grecia, Italia, Lituania, Elveția și Portugalia. Din 1935 se dispută campionatele europene (la care a participat și o echipă din această țară). În România, primele demonstrații de baschet au fost efectuate în 1920. Până în 1923, baschetul se practica în special în liceele din capitală, organizându-se sporadic competiții interșcolare. Federația Română de Baschet și Volei ia ființă în 1931. Dintre performanțele României pe plan internațional menționăm clasarea de 3 ori pe locul IV la campionatele feminine europene (1964, 1966, 1968) și de 2 ori pe locul V la cele masculine (1957, 1967). În 1981, la Campionatele Mondiale Universitare echipa de fete a României s-a clasat pe locul III, cucerind medalia de bronz, iar echipa masculină a ocupat locul IV.

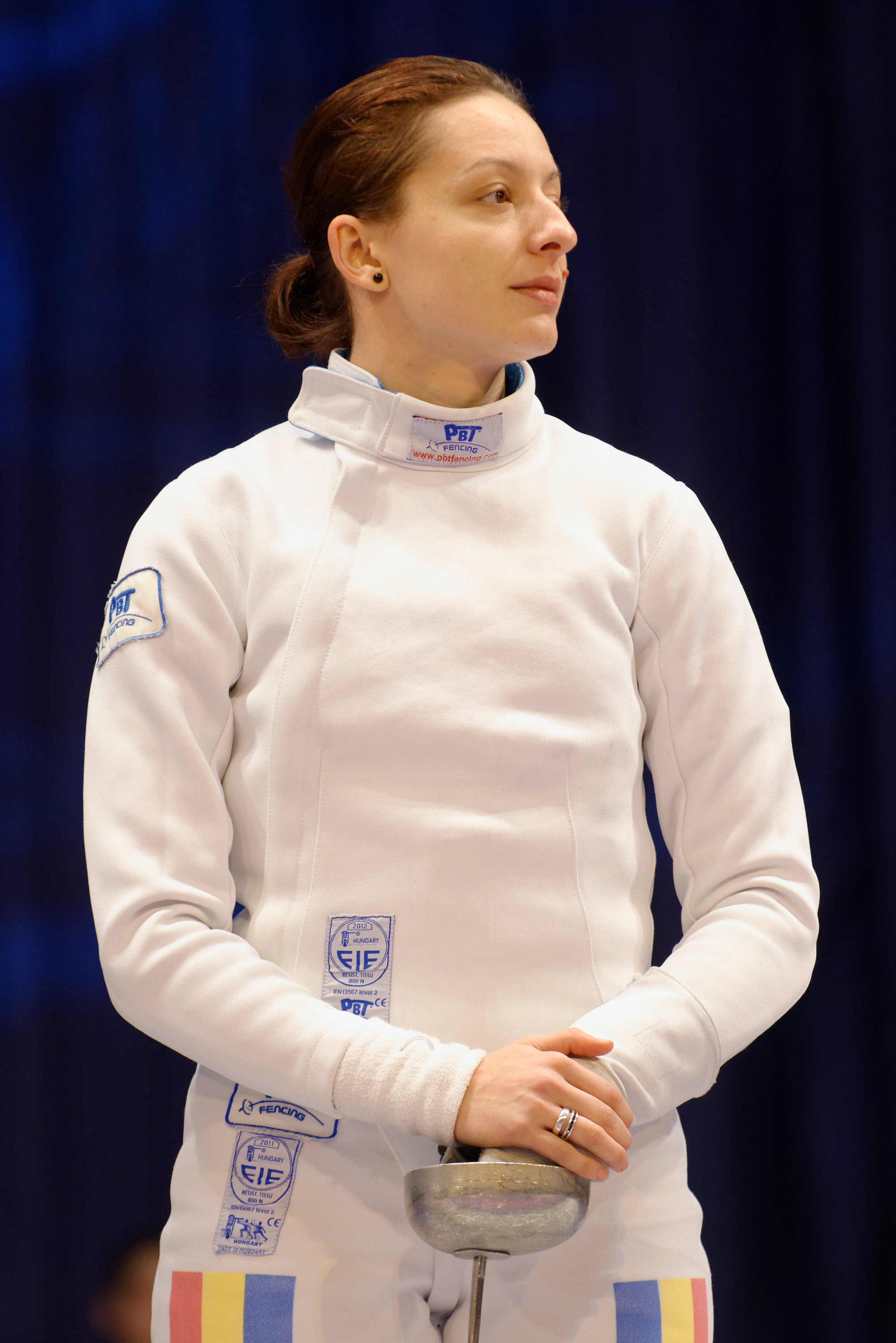
Ana Maria Brânză

În România, scrima este rezultatul împletirii mânuirii armelor și activităților militare organizate cu influența străină pătrunsă prin intermediul războaielor și schimburilor economice și culturale, fiecare epoca aducându-și contribuția la scrima sportivă de astăzi. În perimetrul țării această activitate s-a aflat printre primele discipline sportive. Prima participare românească la un concurs internațional de scrimă are loc în 1910, în Franța, Mihai Savu ocupând locul I. În 1911, la Paris, românul Dinu Cesianu cucerește primul loc la un concurs internațional de spadă. În 1932, forul sportiv U.F.S.R. recunoaște oficial Federația Română de Scrimă.
În data de 2 noiembrie 2019, scrimera Ana Maria Brânză a câștigat Cupa Mondială la spadă de la Tallinn, Estonia, după ce a învins-o, în finală, pe rusoaica Violetta Kolobova, cu 15-13.
În data de 26 ianuarie 2020, Ana Maria Brânză a câștigat medalia de aur la Grand Prix-ul de la Doha, Qatar.

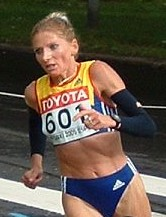
Constantina Diță-Tomescu

Atletismul apare în România la sfârșitul secolului al XIX-lea, la inițiativa studenților care studiau în țările occidentale. În timpul vacanțelor, aceștia promovau atletismul organizând competiții de alergări, sărituri și aruncări. Primele Campionate Naționale ale României sunt organizate în 1914, la 16 probe, și se adresează doar bărbaților. Un an mai târziu, în 1915, se inaugurează la București primul teren de atletism, pe locul care devine ulterior Stadionul Tineretului. Primul concurs organizat de atletism are loc în 1882 la București, cu participarea elevilor de la liceele Sf. Sava și Matei Basarab. La atletism, Gabriela Szabó a fost, de asemenea, de trei ori campioană mondială.
La înot, David Popovici a doborât în 2021 două recorduri mondiale la juniori în probele de 100 și 200 metri liber, a câștigat o medalie de aur la Campionatele Europene de Seniori și două de aur la Juniori. În 2022 a obținut 14 medalii în diverse competiții europene sau mondiale (dintre care 11 sunt de aur) și a doborât un nou record mondial - în proba de 100 metri liber - vechi de 13 ani.